# Club Independiente Santa Fe
Club Independiente Santa Fe, también conocido simplemente como Santa Fe, es un club de fútbol fundado el 28 de febrero de 1941 en el centro histórico de Bogotá, capital de Colombia. Es uno de los clubes más laureados de Colombia, es uno de los clubes más importantes de Colombia y de Sudamérica, siendo reconocido por su historia, tradición y principalmente por ser el único campeón colombiano de la Copa Sudamericana, la cual ganó en 2015. Disputa sus partidos en el Estadio Nemesio Camacho El Campín y es identificado desde sus inicios con los colores rojo y blanco.
Es el primer campeón del fútbol profesional colombiano, consagrado en 1948, asimismo, actualmente es el último campeón del fútbol profesional colombiano. Además de esto, su rama femenina fue la primera en ser campeona de la Liga Profesional Femenina, en 2017, lo que lo convierte en el único primer campeón del fútbol profesional colombiano.
Participa en la máxima categoría de la División Mayor del Fútbol Colombiano, la Categoría Primera A, desde su fundación en 1948, siendo uno de los tres únicos equipos que ha participado en todos los torneos.
El club fue fundado en las mesas del café del Rhin, en la plazoleta del Rosario, en el centro histórico de Bogotá, por varios egresados del colegio Gimnasio Moderno, de los cuales algunos estudiaban en el Colegio Mayor de Nuestra Señora del Rosario. Gracias a esto, se convirtió en uno de los diez equipos fundadores de la División Mayor del Fútbol Colombiano, contribuyendo al inicio del fútbol profesional colombiano.
Es uno de los equipos más laureados del fútbol colombiano, con diecinueve títulos oficiales. A nivel nacional, ha conquistado la Primera A en 10 oportunidades, registra 2 títulos de la Copa Colombia en 1989 y 2009, y 4 títulos de la Superliga de Colombia en 2013, 2015, 2017 y 2021, convirtiéndole en el más ganador del torneo. Asimismo, logró coronarse como campeón continental en la Copa Simón Bolívar de 1970, en la Copa Sudamericana de 2015 y como campeón intercontinental en la Copa Suruga Bank de 2016, teniendo como particularidad haber sido el primer equipo colombiano en ser campeón en las mencionadas competiciones internacionales y el primer equipo colombiano campeón de una competición internacional reconocida por la Conmebol.
Disputa el clásico capitalino contra Millonarios, además de tener fuertes rivalidades con el América de Cali, en el denominado clásico de rojos, y con Atlético Nacional.
Fue el séptimo mejor club de fútbol del mundo en 2015, con 240 puntos, según la Federación Internacional de Historia y Estadística de Fútbol, el mejor equipo de América y por consiguiente, de Colombia.

## Historia

### 1939 a 1940: orígenes

#### Los santafereños

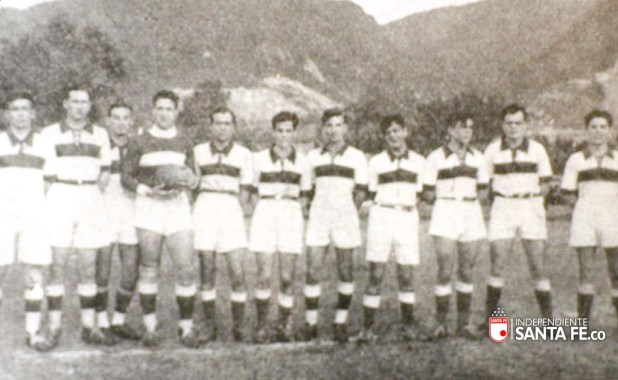
Equipo de exalumnos del Gimnasio Moderno que pasarían a fundar a Independiente Santa Fe. De izquierda a derecha, Ernesto Gamboa, Álvaro Gaviria, Guillermo Escobar, César Payán, Julián de Mendoza, Gonzalo Rueda Caro, César García, Guillermo Lleras, Eduardo Lleras, Joaquín Prieto y Tulio Gutiérrez.

En 1939, para la celebración de las bodas de plata del Gimnasio Moderno de Bogotá, se llevó a cabo un partido de fútbol entre el equipo del colegio y el de los exalumnos recién egresados de la misma institución, que vestía en ese entonces una camiseta blanca con una franja azul y era integrado por varios jóvenes que posteriormente promoverían la creación de Independiente Santa Fe.
No tenían en mente jugar como profesión o por dinero, enfrentaban otros equipos de la capital provenientes de escuelas y colegios. La mayoría de los jugadores del equipo estudiaban en el Colegio Mayor de Nuestra Señora del Rosario, razón que los llevó a tomar el centro de la ciudad como lugar de encuentro después de clases. No había entrenamientos rígidos, simplemente se encontraban en el café del Rhin, en el pasaje Santa Fe, de donde salían trotando, doblaban hacia la séptima en la Avenida Jiménez, donde se encontraban las instalaciones del diario El Tiempo, pasaban por los tableros de El Espectador para doblar por la calle 14 y cerrar enfrente de la Universidad del Rosario.

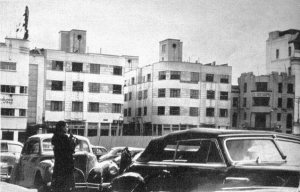
Centro de Bogotá en la década de 1940, El Pasaje Santa Fe.

Desarrollar esa actividad por el centro de Bogotá no era muy conveniente, se tropezaban con periodistas, conocidos políticos y gran cantidad de gente. Decidieron entonces, buscando mayor tranquilidad para sus “entrenamientos” trasladarse a los campos del litográfico. Para ese entonces, ya eran popularmente conocidos en el centro de la capital como “Los Santafereños”, nombre que había surgido por el punto de encuentro diario, el pasaje Santa Fe.
Con el paso de las prácticas, algunos empezaron a pensar en la formación de un equipo en un sentido más estricto. Ernesto Gamboa Álvarez y Gonzalo Rueda Caro, quienes pasaban con frecuencia sus ratos libres en el café del Rhin, eran los más animados con el tema. Dadas las circunstancias, el equipo decidió inscribirse en el torneo amateur de la Asociación Deportiva de Bogotá, a principios de 1941, momento clave que daría paso a la fundación del club.

### 1941 a 1947-Fundación y primeros éxitos en la época amateur

#### Nacimiento
Independiente Santa Fe fue fundado el 28 de febrero de 1941, como un club deportivo de aficionados. Fue iniciativa de varios egresados del colegio Gimnasio Moderno, de alto nivel social, algunos de ellos, estudiantes de la Universidad del Rosario, situada en la calle 14, entre la esquina del desaparecido pasaje Santa Fe y la carrera 6.ª. La fundación ocurrió en el café del Rhin que, en los primeros años, fue "el centro oficial de operaciones". Ese café funcionaba en el pasaje homónimo, ubicado entre las carreras 6.ª y 7.ª y que iba de la calle 14 a la Avenida Jiménez (calle 15). Estaba enfrente del aún existente café Pasaje, en el corazón histórico de la capital colombiana, que era en la época también el corazón intelectual de la ciudad, por lo cual los estudiantes y profesores rosaristas frecuentaban ese y otros cafés, como aún lo hacen con los que existen actualmente.
El acta de fundación reza: 

“En Bogotá, el 28 de febrero de 1941, se reunieron los señores Escobar U. Guillermo, Gamboa A. Ernesto, Alfonso Diaz, Gutiérrez L. Tulio, Haim Roberto, Lleras Ll. Eduardo, Martín Alfonso, Martín Álvaro, Mendoza C. Eusebio, Mendoza C. Julián, Mora L. Hernán, Payán C. César, Reyes N. Luis Carlos, Robledo R. Luis, Rueda C. Gonzalo, Urdaneta H. Rafael y Valenzuela V. Pablo, y resolvieron crear un Club Deportivo de Foot-Ball Association que llevará por nombre “Club Independiente Santa Fe”. Dicho club tendrá un carácter meramente deportivo, sin perseguir lucro de ninguna especie. Su domicilio será en esta ciudad, y hasta la expedición de sus estatutos estará dirigido por la siguiente directiva: Presidente - Gonzalo Rueda Caro, Vicepresidente y primer DT - Luis Robledo R., Secretario-Tesorero - Ernesto Gamboa Álvarez, Capitán del equipo de Foot-Ball - Luis Carlos Reyes Nieto”.

#### Primer plantel y subcampeón de la Asociación Deportiva de Bogotá
En un principio, los fundadores de Santa Fe pensaron componer el club tan solo con exalumnos del Gimnasio Moderno; sin embargo, más adelante lo reforzaron con jugadores de otros colegios. Se formó con el objetivo de participar en el campeonato de la Asociación Deportiva de Bogotá (A. D. B.), en el que Santa Fe participó en la segunda categoría. Signo del funcionamiento de las entidades deportivas y de informalidad, acaso bonachona, que facilitó la participación de los entusiastas muchachos deportistas, el sorteo de los partidos de ese campeonato se realizó el 27 de febrero, la víspera de la fundación formal de Santa Fe, lo cual no impidió que lo aceptaran y participara en el torneo; el mismo día se anunció la inauguración del campeonato para el 2 de marzo en el Club Deportivo Bavaria, de esa cervecería, y se disputó hasta el 7 de septiembre, allí y en los campos de los clubes Litográfico y Ferroviarios.
Santa Fe jugó el primer partido oficial de su historia el domingo 23 de marzo de 1941 a las 9:40, en el Club Litográfico, contra el equipo de la Legión Militar Deportiva de los Taxis Rojos (representante de esa empresa de transporte, cuyos conductores vestían uniforme de estilo militar). Es llamativo cómo despertó gran interés desde antes de su primera presentación oficial: "Hoy debuta oficialmente el equipo Independiente Santa Fe,[sic] uno de los mejores equipos con que pueda contar la Asociación Deportiva de Bogotá. Según el decir de Rojas Guapacho, el Independiente Santa Fe [sic] será la segunda Salle de la A. D. B. No ha jugado el primer partido oficial por ninguna entidad y ya los equipos de su grupo comienzan a inquietarse. Con todo, el Santa Fe [sic] que está integrado por elementos de prestancia social y deportiva, se muestra un poco pesimista y declara que no hay razón para esa alarma sin haber debutado." Se hacía referencia a Silvano Rojas Guapacho, fundador de la Federación Municipal de Deportes, en 1938, y de la Asociación Deportiva de Bogotá, en 1941, y al Instituto de La Salle, de los Hermanos Cristianos, que en esa época dominaba el fútbol bogotano, después de la desaparición del Bartolinos, del Colegio de San Bartolomé. Los equipos se alinearon así:

- Independiente Santa Fe: Rafael Urdaneta; Pablo Valenzuela y Alfonso Martín; Álvaro Martín, Luis Robledo y Ernesto Gamboa; Eduardo Lleras, Octavio Hernández, Gonzalo Rueda, Luis E. Arreaza y Roberto Haim.

- Taxis Rojos: Espinosa; Pinzón y M. Cortés; Antonio Cortés, A. Rodríguez y Montoya; Juan Herrera, Gómez, Rivera, Camargo y Alberto Cortés.

El marcador fue de 3-3. Los goles ocurrieron todos en el primer tiempo: por Santa Fe, dos de Arreaza y un autogol de un delantero contrario; por los Taxis Rojos, Juan Herrera (2) y Alberto Cortés. Y continuaron los elogios: "De los partidos jugados ayer, el mejor fue el Santa Fe [sic] y Taxis Rojos... magnífico partido... De los muchachos del Santa Fe [sic], va a tomar dos la A. D. B. para el seleccionado que esta entidad formará dentro de breves días... es uno de los mejores entre la categoría segunda". Y terminó la crónica con lo que parece, a posteriori, como profético: "Su técnica, presentación impecable y moral hacen de este conjunto un equipo de mucho porvenir". Paradojas de la historia, los dos equipos terminaron en las primeras posiciones del campeonato.
Luego de una pausa, al parecer por una temporada de fútbol profesional, Santa Fe empató 0-0 con el Universal, el domingo 4 de mayo. El 11 de mayo, volvieron a jugar los mismos y Santa Fe venció al Universal por 2-1. El cronista destacó ese partido y el que ganó el equipo de los Taxis Rojos. "El Independiente Santa Fe demostró ayer, una vez más, sus capacidades, su técnica y más que todo su juego limpio", y ratificó el pronóstico inicial: "La Legión Militar, lo mismo que el Santa Fe, se está [sic] clasificando como muy posibles vencedores del torneo". El domingo 18 de mayo Santa Fe enfrentó a Telégrafos y lo derrotó por 1-0.
Al terminar la primera vuelta, Santa Fe era el segundo, con 12 puntos, uno menos que el equipo de los Taxis Rojos, y fueron esos dos equipos los que empezaron la segunda el domingo 15 de junio, "...en el campo de la Litografía Colombia..."; empataron con goles de Rueda, por Santa Fe, y Pedro Rodríguez. Vino luego un partido amistoso en El Campín con el equipo de Telégrafos, que invitó a Santa Fe para celebrar su segundo aniversario, y contó con la asistencia de "altas personalidades"; después de terminar perdiendo el primer tiempo 0-2, "...Robledo, el jugador número uno de Santa Fe, se esfuerza por conseguir mayor rendimiento de sus compañeros de la línea media...", y anotó Santa Fe a los 10' y 15' para terminar el juego empatado. El domingo 6 de julio se enfrentaron de nuevo esos dos equipos y empataron nuevamente, pero sin goles.
También en julio, Santa Fe jugó en El Campín un partido con un equipo de la petrolera Shell, a beneficio de la Cruz Roja Británica, entidad que debía de requerir mucha ayuda por causa de la guerra. Este juego tuvo notorio despliegue en las páginas deportivas, al menos en la prensa simpatizante de los Aliados, y precios rebajados (20 y 40 centavos). El resultado fue favorable a los petroleros por 2-1, dos goles de Emilio Castañeda, y de Luis Robledo por Santa Fe. El mismo día, pero en el campo de La Salle, en la primera categoría del campeonato de la Asociación Deportiva de Bogotá, el Deportivo Español derrotó al Córdoba 5-0; jugó con los españoles Alberto García del Diestro, quien en 1942 tuvo un brillante aunque breve paso por Santa Fe y, muy seguramente, tuvo su parte en el resultado, pero no lo precisa la crónica.
Luego vino un peculiar hecho como solo sucedían en esa época: para cerrar un festival deportivo aficionado, Santa Fe disputó una copa, donada por el Automóvil Club, contra el equipo de La Salle, de primera división. Para ese partido, Santa Fe invitó a los jugadores argentinos Óscar Ruso Sabransky (más tarde, fugaz entrenador de Santa Fe), Gerardo Lezcano y Antenor Rodríguez, que habían sido licenciados del Club Deportivo Independiente, ya conocido por su apodo de los Millonarios, luego de que ese club (Independiente I, en el que actuaban los profesionales, mientras en el Independiente II, o Millos chiquitos solo actuaban aficionados colombianos) fuera suspendido de la Liga de Fútbol de Cundinamarca por contratar jugadores profesionales extranjeros sin tener el pase, en lo que llaman fútbol marrón, antecedente de lo que el mismo club encabezó más tarde en El Dorado. Para esta maniobra contó con la complicidad de algunos miembros de la liga y de la Asociación Nacional de Fútbol, durante tres años, desde la llegada de esos profesionales. Los equipos alinearon así:

- Independiente Santa Fe: Rafael Urdaneta; Martín y Antenor Rodríguez; Luis Robledo, Óscar Sabransky y Ernesto Gamboa; Reyes, Gerardo Lezcano, Eusebio de Mendoza, Roberto Haim y Escobar.

- La Salle: Duarte; Charry y Guevara; Charry, Fajardo y C. Chávez; Celso Montaña, Corradine, Marco Nieto, Segura e Izquierdo.

Se jugaron dos períodos de treinta minutos. Anotaron Nieto y Corradine, y Sabransky desperdició un penal para Santa Fe. Como consecuencia, aunque la suspensión decretada era para el club que los había contratado sin tener las transferencias, la Liga suspendió durante un año a los tres jugadores.
Continuando el campeonato, el domingo 24 de agosto Santa Fe se enfrentó al Litográfico, que le hizo "...uno de los mejores partidos...", al punto de que "...sólo faltando un cuarto de hora para terminar... consiguió sus dos tantos..."; marcador final: 2-0. Finalmente, Santa Fe fue subcampeón con 20 puntos, pese a haber terminado invicto en el torneo; el campeón fue el equipo de los Taxis Rojos.
En esos tiempos heroicos de futbolistas aficionados, lo que ocurre a veces en juegos entre amigos le sucedió al recién nacido Santa Fe: el 1 de diciembre “…tuvo que jugar con solo nueve jugadores, por no incumplir el compromiso con la A. D. B. Los jugadores que se presentaron fueron los siguientes: Urdaneta, Camargo, Martínez, Jorge Méndez, Ernesto Gamboa, Rueda Gonzalo, Ferro, Robledo y Mendoza. Sin embargo, el Santa Fe jugó como en sus mejores días e hizo mejor partido al Quesada, campeón de la categoría intermedia de la Federación Municipal de Deportes, hasta lograr vencerlo por cuatro goales contra dos”. Tal vez por ese motivo hay fotos en la prensa de la época con solo nueve jugadores.

#### Subcampeón de Cundinamarca en primera categoría aficionada
En 1942, Santa Fe jugaba una brillante campaña en la categoría intermedia del campeonato de la Asociación Deportiva de Bogotá (A. D. B.). El 22 de febrero, por ejemplo, logró vencer por 8-1 al Atlético Talleres. Santa Fe se alineó así:

- Independiente Santa Fe: Rafael Urdaneta; Alfonso Martín, Guillermo Lara; Ernesto Gamboa, Luis Robledo, Jorge Méndez; Roberto Haim, Hernando Mariño, Eusebio de Mendoza, Enrique Lara y Daniel Ferro.

También formaban parte del equipo Guillermo Escobar, Eduardo Lleras, Nicolás Camargo, Manuel Vásquez, Julio Barberi y César Payán.
Valido del subcampeonato del año anterior, Santa Fe solicitó el ascenso a la primera categoría. Causó revuelo que “un equipo desconocido, según los dirigentes de algunas entidades deportivas, tenía la osadía de pedir su ascenso…”. Luego de “…una reunión de los altos dirigentes de la federación municipal de deportes…” [sic], invitaron a Santa Fe a enfrentarse “…a cualquiera de los de la primera categoría…” de esa organización, y Santa Fe aceptó el reto. Tuvo el apoyo elogioso de la prensa que afirmó que “...en menos de un año, el Independiente Santa Fe ha logrado hacerse en nuestro ambiente futbolero a una destacadísima posición. En efecto, de todos los equipos que actualmente militan en el fútbol bogotano, y al decir esto incluimos a los de primera categoría de la Liga de Cundinamarca y la Federación Municipal de Deportes [en la época coexistían esas tres organizaciones], el Independiente Santa Fe es el único que juega fútbol de alguna calidad. El América, el Texas, el Deportivo Olaya, etc, son equipos de alarmante pobreza técnica... Lo contrario ocurre con el Independiente Santa Fe, que iniciado modestamente en tercera categoría, no tiene en los actuales momentos enemigo de peso en nuestra primera división... dominó a su antojo al contendor... descollando Eusebio Mendoza,[sic] Hernando Mariño y Enrique Lara. Insinuamos a las instancias dirigentes del fútbol local que el Independiente Santa Fe sea ascendido a primera categoría, pues tiene méritos suficientes para enfrentarse a los mejores equipos bogotanos de esa división” El 11 de marzo, la liga le anunció a Santa Fe que lo ascendía a la primera categoría del fútbol bogotano porque, según el cronista, “...la campaña realizada por ellos en los últimos meses justificaba ampliamente esa medida”.
En esos tiempos de fútbol aficionado, la organización era incipiente y el apelativo de “club” era tal vez demasiado para la realidad de muchos equipos que eran poco más que grupos de amigos, como en el caso de Santa Fe, en el que “...casi todos sus integrantes...” eran estudiantes de las universidades privadas de Bogotá. Tal vez porque provenían de familias de alto nivel social, eran verdaderos aficionados que jugaban por placer y no tenían interés económico, tal como habían proclamado en la fundación del club, al contrario de su futuro “eterno rival”, oficialmente llamado Club Deportivo Independiente pero ya conocido por su apodo de los Millonarios, que devino nombre oficial, club que desde 1938 contrató profesionales extranjeros, y que fue expulsado de la liga de Cundinamarca en 1941 por jugar partidos comerciales con equipos de las ligas de otros departamentos, en clara violación de las normas de la época. Así, no es raro que la Liga de Fútbol de Cundinamarca proclamara el 6 de abril de 1942 la apertura de inscripciones para el campeonato de ese año, junto con el anuncio de que desafiliaba catorce equipos, por estar en mora con la tesorería, entre los cuales estaba Santa Fe. Aunque el 24 aparecía de nuevo entre los aceptados en primera categoría, y continuaban los elogios al “...más prestigioso conjunto local de primera categoría...”, la antevíspera de la segunda fecha del torneo seguía en el grupo de morosos.
El 17 de mayo, Santa Fe se enfrentó al equipo de la Universidad Nacional en el Estadio Alfonso López de los universitarios, en partido que se consideró de gran importancia para definir el título: “Los partidos que el ganador pueda sostener posteriormente contra el Albión, el Texas, el San Lorenzo y el América no ofrecerán nunca las dificultades del de hoy”. Los equipos se alinearon así:

- Independiente Santa Fe (rojo y blanco): Rafael Urdaneta; Guillermo Lara y Alfonso Martín; Ernesto Gamboa, Luis Robledo y Eusebio de Mendoza; Guillermo Escobar, Hernando Mariño, Alberto García del Diestro, Enrique Lara y Daniel Ferro.

- Universidad Nacional (blanco): H. Moreno; José M. García y Rodrigo Tristancho; R. Ortega, Alfonso Vargas y P. Quintana; Édgar Burbano, O. Pinilla, P. Forero, J. Barberi y G. Gaitán.

Santa Fe derrotó a la Universidad por 7-4. Anotaron Mariño (1-0, 7'), Lara (2-0), García del Diestro (3-0) “...precedido de una serie de pases cortos entre Lara, Ferro y García del Diestro, que entusiasman al respetable...”, y descontó Burbano (3-1). En el segundo tiempo, la Universidad consiguió dos goles de Pinilla, Santa Fe uno de Lara y tres más de García del Diestro (7-3) y finalmente Burbano cerró la cuenta (7-4). Es decir, el abogado refugiado español Alberto García del Diestro logró el primer cuadruplete en la historia de Santa Fe y, tal vez, del fútbol colombiano, y es considerado oficialmente el primer jugador extranjero en la historia de Santa Fe, teniendo en cuenta que un año antes los argentinos Sabransky, Rodríguez y Lezcano fueron suspendidos por normas de la organización y tan solo pudieron actuar en un partido con Santa Fe.
El 21 de junio, Santa Fe cayó ante el Juventud Albión 2-4. Así, por los resultados de los otros competidores, en agosto encabezaba el torneo el América F. B. C. “...con siete puntos y faltándole por jugar contra el Independiente Santa Fe...”. El América era “...el club más antiguo de Bogotá entre los clubs de fútbol [sic]; fundado el 28 de junio de 1927...”, distinto del América de Cali, del departamento del Valle del Cauca, que no podría disputar un torneo en Cundinamarca, máxime en una época en la que estaban prohibidos los encuentros interdepartamentales, salvo autorización especial.
El domingo 30 de agosto se enfrentaron los únicos que podían aspirar a disputarle el título al América: Santa Fe y San Lorenzo jugaron en el campo de la Quinta Mutis, entonces sede del Colegio Mayor de Nuestra Señora del Rosario y desde 2009 sede de la universidad homónima [En la foto que aparece en la página de la universidad de la referencia, cuando se consultó, se ve la cúpula del Coliseo Cubierto El Campín, vecino del estadio situado a su izquierda (Sur), detrás del árbol central.]. Se anunció en la alineación a:

- Independiente Santa Fe: César Payán; Martín y Alberto Holguín; Ernesto Gamboa, Luis Robledo y Guillermo Lara; Daniel Ferro, Enrique Lara, Alberto García del Diestro, Eusebio de Mendoza y Guillermo Escobar.

El dominio santafereño, luego de un gol anulado por fuera de lugar, se concretó cuando Enrique Lara abrió el marcador. A los 35', Robledo cobró una falta “...a larga distancia...” que logró convertir García del Diestro. En el segundo tiempo, San Lorenzo entró arrollador, pero no pudo concretar. Hacia el final del partido, hubo un penal a favor de Santa Fe, convertido por Lara, para cerrar el marcador (3-0) [no especifica cuál de los dos Laras].
Luego de ese juego, el domingo 6 de septiembre se anunció que Santa Fe había contratado al inglés Jack Greenwell; “...como entrenador oficial de sus equipos. Jack Greenwell iniciará sus labores en el nuevo club hoy a las nueve de la mañana en los campos de la Quinta Mutis”. Este inglés había sido jugador en Inglaterra y luego en España, donde estuvo durante ocho años en el F. C. Barcelona. Después, fue entrenador del mismo Barcelona durante seis años, con el que ganó seis Campeonatos de Cataluña y la Copa del Rey en 1920 y 1922; ganó el Campeonato de Valencia con el Castellón y con el Español, con el que también ganó en el mismo año la Copa del Rey de 1929; también ganó otro Campeonato de Valencia con el Valencia. Luego viajó al Perú donde ganó el Campeonato Peruano de Fútbol de 1939 con el Universitario de Lima; con la selección peruana, fue campeón de los Juegos Bolivarianos de 1938 y del Sudamericano de 1939. Greenwell llegó a Colombia en 1940, contratado para dirigir el equipo nacional que debía participar en los Quintos Juegos Centroamericanos y del Caribe, que debían realizarse en Barranquilla en 1942, pero que se suspendieron por la Segunda Guerra Mundial. Entonces, Greenwell trabajó en el Juventud Junior de Barranquilla.
El entrenador inglés inició labores el miércoles 9 de septiembre y se estrenó con una victoria 5-2 en un amistoso ante la Facultad de Medicina. Santa Fe llegó a la semifinal del campeonato de Cundinamarca de 1942, que ganó por el estruendoso marcador de 10-3, frente al Texas, el domingo 4 de octubre. Desafortunadamente para Greenwell y su equipo, no pudo continuar su trabajo ya que falleció el miércoles 7 por un “derrame cerebral”. En la final, Santa Fe se enfrentó al América FBC. Se repetían los elogios de la prensa para Santa Fe, y se recordaban los que habían hecho a Greenwell, pero el favoritismo era para "...el decano de los clubes bogotanos... un hueso demasiado duro de roer". Los equipos se alinearon así:

- Independiente Santa Fe: Payán; Martín y Madariaga; Gamboa, Robledo y Mendoza; Guillermo Lara, Manuel Pardo, Alberto García del Diestro, Enrique Lara y Daniel Ferro.

- América FBC: Contreras; Rodríguez y Cañón; Castro, Castillo y Soto; José Talero, Miguel Talero, Humberto Talero, Calderón y Fagua.

Como hecho anecdótico, el jugador Miguel Talero del América FBC, que más tarde jugó con los Millonarios, fue después parte de la nómina histórica de Santa Fe que ganó el primer campeonato profesional de Colombia en 1948. Iniciado el partido, un pase de Castillo (7') cayó “...exactamente en la línea de la puerta y al tratar Payán de despejarlo, resbala, pierde el equilibrio, y la bola entra en su portería...” (plena época de lluvias). El América “...se crece en el campo...”, Santa Fe “...da muestras de desmoralización...” y “...Payán da muestras de inseguridad y nerviosidad...”. Promediando el primer tiempo, un remate de cabeza de García del Diestro pegó en el travesaño. Comenzando el segundo tiempo, en un borbollón ante el arco santafereño y “...tras una serie de fallas de Payán...”, Calderón puso el 0-2 (2'). El América “...domina ampliamente...”, la línea media de Santa Fe “...se desmorona y da muestras de un visible agotamiento...”. Así, el América ganó el juego y el campeonato departamental de Cundinamarca de 1942. Es muy probable que hayan sido decisivos, en jóvenes jugadores aficionados, el impacto psicológico por el fallecimiento repentino de su famoso entrenador, que había despertado tanto entusiasmo, sucedido solo 18 días antes, su ausencia durante la preparación y en la dirección del partido y, acaso, el que fuera "el centro oficial de operaciones del Independiente Santa Fe, el famoso Café del Rhin...": Santa Fe “...no fue ni la sombra del buen equipo de otras ocasiones”. El América terminó invicto con cuatro victorias y un empate, para nueve puntos (en la época el triunfo atribuía dos puntos), mientras Santa Fe y San Lorenzo igualaron a seis puntos, con tres victorias y dos derrotas; se anunció un desempate que, al parecer, nunca se jugó.
En esas circunstancias, no sorprendió que se siguiera la costumbre de la época y hubiera la revancha. La Liga de Fútbol de Cundinamarca la organizó y se jugó en el Estadio de La Salle, “...gentilmente cedido por los Hermanos de las Escuelas Cristianas...” y, paradójicamente por el curso de los hechos, “...a beneficio de los jugadores lesionados en el curso de la temporada...”. Santa Fe venció por 3-2, marcador que “...no contempla cabalmente el dominio de las acciones que tuvieron los vencedores...”; el primer tiempo “...bastaría para contabilizar una diferencia de más de tres goles...”. “...de cabeza, espectacular e inopinadamente...”, García del Diestro abrió el marcador al medio minuto; al minuto, empató Talero, lo que debe de ser otra marca mundial en la historia de Santa Fe. Siguieron los ataques con Enrique Lara y Daniel Ferro, quien estrelló un tiro en el palo. A los 15', García del Diestro gambeteó y pasó a Luis Robledo, quien anotó (2-1). A los 40', entraba García del Diestro y “...fue atacado violentamente por Contreras, portero americano...” quien, en “...una jugada brutal...”, le produjo una fractura de la pierna que, a la postre, terminó la actividad futbolística del brillante delantero; entró a remplazarlo Holguín. En el segundo tiempo, Guillermo Lara aumentó a 3-1 (20'); a los 35' de Mendoza cometió una falta sancionada con penal, fallado por Calderón, pero a los 40' Soto convirtió un tiro libre (3-2), y cerró el marcador. El América, “...con una alineación sospechosamente reforzada con algunos de nuestros profesionales, no pudo con la enjundia, con el corazón y con el bellísimo juego del Santa Fe... [] El juego brutal y descomedido que casi todos los integrantes del América demostraron a través de todo el partido, no se justifica por ningún motivo...[]...tuvieron por resultado...[]...dos jugadores santafereños gravemente lesionados...”.
Una crónica de la temporada futbolística bogotana resumió la fulgurante historia de Santa Fe que “…se inició jugando en tercera categoría…” y llegó a disputar el título de la segunda en su primer año de vida, logró el ascenso a la primera al año siguiente, y disputó la final, perdida en las circunstancias relatadas, por lo que “…se perfila como el más poderoso conjunto bogotano de fútbol…”. El entusiasmo que despertó tal desempeño motivó que muchos “…destacados elementos de nuestro mundo deportivo y social han comunicado a la secretaría sus deseos de figurar en la nómina de socios…”, y la junta directiva empezó estudiar terrenos para adquirir una sede. El señor Daniel Mallarino, se ofreció a ser el nuevo entrenador, y se aceptó su ofrecimiento. Él era un caleño radicado en Bogotá, con antecedentes futbolísticos desde su ciudad, en el Cali Football Club A, “…integrado por jóvenes caleños y extranjeros…”, con el que ganó el campeonato departamental de 1935, y del que fue uno de los ídolos.
Entre los jugadores santafereños, la reseña destacó a Luis Robledo (fundador, primer entrenador del club y capitán en muchas ocasiones), “…excelente medio centro y más tarde conductor de la línea delantera…”, “…el mejor futboler del año…” [sic]. “Con Robledo se quiebran todas las leyes del fútbol. El Santa Fe, alineado sin él no es ni su sombra; en aquella línea media faltaría… el Santa Fe mismo no estando Robledo”. Jugadores comparables se han desempeñado en Santa Fe en otras épocas, en otros clubes, y hasta en selecciones nacionales colombianas y de otros países.

#### Tetracampeón de la Asociación Deportiva de Bogotá
En 1943, se produjo el empate con mayor número de goles de la historia de Santa Fe, eras del fútbol aficionado y del profesional confundidas: el domingo 4 de julio empató con marcador de 6-6 con el América, el mismo que le había ganado el título el año anterior. Después de terminar el primer tiempo 0-4, Santa Fe dio muestras ya en esa época de ser equipo aguerrido, y "...atendiendo a su tradición de «equipo de segundo tiempo»...[] logró un empate que fue casi una victoria... si el partido dura tres minutos más". Por el América anotaron Soto, Castro (2), Talero y Castillo (2); por Santa Fe, Lara (2), Ferro, Velásquez (2) y Martínez.
Ese año Santa Fe logró ganar los campeonatos que organizó la Asociación Deportiva de Bogotá (A. D. B.) en primera y segunda categoría. El presidente del club era Enrique París.
En 1944, Santa Fe ganó el campeonato que organizó la Asociación Deportiva de Bogotá (A. D. B.) en la primera categoría, y fue subcampeón en la segunda categoría. También, Santa Fe fue subcampeón en el campeonato bogotano organizado por la Liga de Fútbol de Cundinamarca. En este mismo año también se destacó la creación de las divisiones inferiores de Santa Fe, dirigidas por Jorge Peñaranda, un santafereño especializado futbolísticamente en Inglaterra.
En 1945, en el proceso de formalizarse, Santa Fe, "representado por el señor Holguín Pardo", obtuvo su personería jurídica. 
También, siguiendo su espíritu de promover el deporte aficionado, de nuevo Santa Fe participó en los campeonatos de la Asociación Deportiva de Bogotá, «la más fuerte organización de la capital de la república» (en referencia a la Liga de Cundinamarca y a la Federación Municipal de Deportes), en las categorías primera, intermedia, segunda, tercera e infantil. Santa Fe ganó el campeonato de la primera categoría.

#### Primer triunfo en un partido internacional
El 24 de febrero de 1946, Santa Fe obtuvo el primer triunfo sobre un equipo extranjero, al derrotar 1-0 en El Campín al Panamá Sporting de Guayaquil. El 31 de marzo de 1946, Santa Fe venció 3-2 al Orión, que llegaba como subcampeón de 1945 de Costa Rica, país que tenía mucha ventaja sobre Colombia, ya que existía un campeonato nacional desde 1921, la campaña con foráneos resultó pródiga para los seguidores santafereños y para el fútbol nacional.
En 1947 hubo una pequeña crisis tras la muerte del presidente del club, Carlos J. Frank, quien con una actitud desinteresada luchó por el continuo perfeccionamiento del equipo cardenal desde 1945. Pero la crisis fue superada gracias al entusiasmo de los seguidores y a la colaboración de los integrantes del plantel, y tras seguir compitiendo en la Liga de Cundinamarca, Santa Fe ocupó el segundo puesto en un torneo que fue suspendido por razones desconocidas.

### 1948 - Primer campeón nacional

#### Inicio del fútbol profesional colombiano
El 21 de mayo de 1948, varios dirigentes del fútbol, entre ellos fundadores de Santa Fe, dieron origen a la División Mayor del Fútbol Colombiano (Dimayor), que sirvió como base de consolidación y organización del fútbol profesional colombiano. El 26 de junio, los representantes de los equipos profesionales acordaron respaldar la creación de la Dimayor. Se acordó la celebración del primer campeonato profesional para el segundo semestre del mismo año.

#### La primera estrella
Santa Fe comenzó el año 1948 con buenos resultados, al lograr la primera victoria sobre un club argentino prestigioso: el 18 de enero venció 1-0 en juego amistoso al Vélez Sarsfield, 8° en el campeonato argentino que había terminado dos meses antes. En un primer tiempo en el que “los locales ejercieron un visible y absoluto dominio”, Roberto Canoíta Prieto anotó el gol; en el segundo tiempo, los visitantes repuntaron pero no lograron anotar. Santa Fe “al finalizar el encuentro recibió una ovación apoteósica”, que se explica por tratarse de la victoria de un equipo realmente inexperto contra uno con décadas de historia, y de un campeonato de alto nivel con diecisiete años de existencia, al punto de que la noticia apareció en primera página, algo inhabitual hasta entonces, y que tardó en repetirse.
Ese año, Santa Fe tuvo como entrenador al peruano Carlos Carrillo Nalda, que había sido defensa de los clubes limeños: Sport Progreso, Ciclista Lima y Sport Boys.

- Nómina campeona de 1948: Julio Gaviria, Julio Zamudio, Óscar Bernau, Alberto Guardiola, Hernando Moyano, José Kaor Dokú, Carlos Castro, Luis Vásquez, Luis E. Contreras, Simón Ferro, Darío Forero, Jesús Fiscó, Lorenzo Delli, Gabriel Pineda, Carlos Chávez, Carlos Osorio, Arturo Ucrós, Antonio Julio de la Hoz, Luis Alberto Rubio, Roberto Gámez, Jesús María Lires López, Germán Antón, Luis Orué, José Hildo Castro, Rafael Valek, Miguel Talero, Carlos Sánchez y Rafael Prieto. DT: Carlos Carrillo Nalda.

El domingo 15 de agosto de 1948, se inició la primera edición oficial del Campeonato Colombiano, con apenas 10 equipos en total, entre los que se encontraba Independiente Santa Fe. El club inició su campaña en el Estadio Palogrande de Manizales, contra el Once Deportivo. Los equipos se alinearon así:

- Independiente Santa Fe: Julio Gaviria, Alberto Guardiola y Luis E. Contreras; Antonio Julio de la Hoz, Jesús Fiscó y Lorenzo Delli; Gabriel Pineda, Roberto Gámez, Jesús María Lires López, Germán Antón y Roberto Prieto.

- Once Deportivo: Andrés Acosta; Alberto Kersul y Rodolfo Sarria; Alberto Saldías, Mario Garrido y Colada; Héctor Hoyos, Luis Alberto da Silva, Jaime Cardona, Carlos Arango y Roberto Martino.

En el primer tiempo dominó el local, pero el marcador se abrió por autogol del defensa local Sarria (primer autogol de la historia del fútbol profesional colombiano). En el segundo tiempo, dominó siempre Santa Fe, pero el delantero centro local Cardona empató el juego y, poco después, el árbitro anuló otro gol del Caldas por fuera de lugar (primer gol anulado de la historia del fútbol profesional colombiano); más tarde, el Gallego Jesús María Lires López envió por encima del travesaño un cobro de penal, el primer penal desperdiciado de la historia de Santa Fe y del fútbol profesional colombiano. La prensa destacó en Santa Fe a Chonto Gaviria, Contreras, Delli, Antón y López, a pesar de su error; por el Deportivo, a Acosta, Sarria, Garrido, Cardona y Martino.
Aunque no lo daban como favorito, Santa Fe luego obtuvo una serie de goleadas: al Atlético Municipal, 5-2 en Bogotá, y tomó la punta del torneo; al Junior, 2-4 en Barranquilla; al América de Cali, 5-1 en Bogotá; al Once Deportivo, 2-5 en Manizales, con atajada de penal por Julio Chonto Gaviria, partido en el que el árbitro anuló cuatro goles a Santa Fe, lo que debe de ser otra marca histórica mundial.
Luego, llegó el primer clásico contra Millonarios, el 19 de septiembre. Ese partido fue histórico, además, porque había suscitado gran expectativa, no solo local sino nacional, y hasta internacional, según la prensa de la época, al punto de que, al no haber televisión en Colombia (llegó en 1954), el diario El Tiempo envió ¡ocho fotógrafos! El Campín se llenó hasta el tope, con 25 000 personas, y quedaron fuera entre 10 000 y 25 000 más, de una población de unos 500 000 habitantes. Los equipos se alinearon así:

- Independiente Santa Fe: Julio Gaviria, Óscar Bernau y Alberto Guardiola; Lorenzo Delli, Antonio Julio de la Hoz y Jesús Fiscó; Gabriel Pineda, Roberto Gámez, Jesús María Lires López, Germán Antón y Roberto Prieto.

- Millonarios: Gutiérrez; Ángel Inzagaray y Tomás Aves; Alfonso Piedrahíta, Orozco y Policarpo Pérez; Alfonso Rodríguez, Víctor Manuel Fandiño, Alfredo Castillo, Pedro Cabillón y Alcides Aguilera.

Santa Fe ganó ese primer clásico contra Millonarios 5-3. En el minuto 5, abrió el marcador Antón, para revalidar su apodo de Cabecita de Oro; empató Pipiolo Rodríguez; Aves cometió una mano cerca del área, cobró el Perro Gámez, gran estirada de Gutiérrez, pero soltó el balón y Canoíta Prieto puso en ventaja a Santa Fe. En el segundo tiempo, Vargas lanzó gran tiro al ángulo derecho, que Chonto no pudo atajar (2-2). Poco después, Castillo puso en ventaja a los Millonarios (2-3), pero Lires López empató (3-3). Mano de Fandiño a más de 30 m; de nuevo el Gallego cobró “un verdadero cañonazo”, según la prensa de la época, y puso en ventaja a Santa Fe (4-3), y siete minutos después, el mismo Lires López puso el 5-3 definitivo. Julio Chonto Gaviria tuvo actuación tan destacada que salió de la cancha como los toreros triunfantes: en hombros. La crónica de la época anotó que fue un partido donde primaron los nervios de los jugadores, sin mucha técnica, pero donde se confirmó una característica que ya había mostrado Santa Fe desde la época aficionada, y que lo ha acompañado, aunque con altibajos: “El encuentro lo ganaron la línea media y los defensas santafereños, a base de «riñones»”. Con ese resultado, aumentó a tres puntos la ventaja sobre el derrotado, que era segundo (en la época la victoria daba dos puntos). El 26 de septiembre, Santa Fe goleó al Universidad 6-3. En ese momento alcanzó un total de 6 partidos ganados, 1 empate y ninguna derrota, 31 goles a favor y 14 en contra, y 13 puntos, a cinco de Millonarios.
El partido que debía realizarse el domingo 3 de octubre se frustró, ya que la Policía impidió que la delegación santafereña siquiera bajara del bus, a las puertas del estadio, por orden del gobernador de Antioquia, Dionisio Arango Ferrer, una especie de alcaldada para respaldar la intervención de la Federación Antioqueña de Fútbol, que pretendía que los equipos de su departamento quedaran bajo su jurisdicción y exigía dinero a los clubes antioqueños; el mismo gobernador había nombrado a los dirigentes de esa federación, en acto irregular. El Independiente Medellín fue solidario con Santa Fe y la Dimayor. Este hecho único fue preludio de la posterior serie de disputas entre dirigentes del fútbol en Colombia.
El 10 de octubre, hubo empate 3-3 con el Deportivo Cali en Bogotá, y Santa Fe conservó la punta del campeonato, con 14 puntos y un partido menos, Luego de acuerdo entre la Dimayor y los dirigentes antioqueños, el 17 de octubre se jugó el partido suspendido por el gobernador, hecho que terminó beneficiando al Medellín, porque pudieron jugar los nuevos refuerzos costarricenses, Esquivel y Chano Campos. Medellín venció 2-0, pero Santa Fe conservó el liderato. El 24 de octubre, Santa Fe empató 2-2 con el Deportes Caldas en El Campín, pero continuó siendo el primero, con 15 puntos, seguido siempre del Junior, que tenía dos menos. Después, Municipal venció 2-1.
El 7 de noviembre, se enfrentó al Junior, su rival más próximo en la lucha por el campeonato, y que se había acercado luego de los últimos resultados del equipo bogotano. Las tribunas del Estadio Alfonso López de la Ciudad Universitaria se llenaron para celebrar la victoria aplastante de Santa Fe por 4-1, que ya veía cerca el título. Los partidos siguientes los ganó ante el América, Once Deportivo y Millonarios 2-1. El 19 de diciembre contra todos los pronósticos venció al Medellín 6-0.
Independiente Santa Fe comenzó como un simple animador del torneo pero al final se coronó como el primer campeón del fútbol Colombiano. Fue el equipo con mayor número de goles a favor, con 57 anotaciones y, además, tuvo la valla menos vencida, con tan solo 29 goles en contra. Ese año, Julio Chonto Gaviria estableció la que debe de ser una marca mundial histórica y muy difícil de romper: atajar seis de los siete tiros penales que le correspondieron (85,7 %).

### 1949 a 1953 - Época deEl Dorado
Para 1949, Santa Fe contrató como entrenador al español José Castillo, hasta ese momento encargado del Red Star de Saint-Ouen, un suburbio de París. Castillo había sido mediocampista titular del Barcelona (1926-1932), con el que ganó la Copa del Rey de 1928, curiosamente el último año en que fue el torneo más importante de España y, en seguida, ganó el primer campeonato de la Liga, en 1928/29. Luego jugó para el Atlético de Madrid (1932-1934), en la época llamado Athletic Club Madrid, el Sabadell (1934-1935), el Girona (1935-1936), y el Red Star 1936-1937, luego de ir a Francia por causa de la guerra civil española. Jugó un partido con la selección española, el 26 de abril de 1931.
Ese año salieron Hernando Tigre Moyano, Luis Vásquez y Jesús Fiscó, y llegó inicialmente el argentino que había jugado para Millonarios, Adolfo Cusmai, también arribo el ecuatoriano Jorge Chompi Henriques, y Federico Fico Pantoja. En ese campeonato empezó El Dorado del fútbol colombiano. Santa Fe contrató a varios famosos jugadores argentinos: René Pontoni, apodado el Mago o el Maestro, de quien dijeron periodistas argentinos que había sido “el mejor 9 de todos los tiempos”, quien llegó después de un año inactivo luego de graves lesiones de la rodilla derecha; Héctor Nene Rial, quien después fue estrella del Real Madrid, Ángel Perucca, Luis Flaco López, Heraldo Ferreyro, Jorge Benegas, Mario Fernández, Luis Orlando y José Arnaldo, y otro ecuatoriano como Enrique Moscovita Álvarez.
Santa Fe terminó tercero con 39 puntos, a 5 de los punteros y a 7 del cuarto (Deportes Caldas con 32). Fueron 17 partidos ganados, 5 empatados y 4 perdidos, 101 goles a favor (tres más que el primero durante el torneo todos contra todos), y 50 en contra. En 1949 se le acreditaron un gol (1-0) y los dos puntos a Santa Fe y otros equipos, por los partidos que no jugó el Deportivo Barranquilla, que se retiró en curso del campeonato; de ahí salen los “102 goles” que aparecen en muchas publicaciones. Ese año, Santa Fe obtuvo el mayor promedio de goles de la historia de Colombia: 3,88 al haber anotado los 101 goles en 26 partidos.
En 1950, se destaca la llegada de los británicos Cornelius Neil Franklin (1950-1951, 6 partidos, un gol) y George Mountford (1950-1951, 24 partidos, 9 goles), del Stoke City, y Charles Mitten del Manchester United (1950-1951, 34 partidos, 8 goles); también, los cinco goles de Mario Fernández al Universidad en un amistoso (marcador 7-2). De igual manera se da inicio a la Copa Colombia en su primera edición que finalizaría en 1951 y donde Santa Fe tendría buena participación.

#### Subcampeón de la Copa Colombia y la gira internacional
En 1951, se destacan los 21 goles de René Pontoni y el subcampeonato en la Copa Colombia 1950-51 en su primera edición, donde disputó la final en febrero frente al Boca Juniors de Cali con un global final 7-6 en contra. También, Santa Fe realizó su primera gira al extranjero, invitado a jugar con los más victoriosos clubes de la Asociación de Fútbol de La Paz durante la época aficionada, y uno de ellos campeón profesional de 1950 y futuro subcampeón de 1951. La invitación se debió seguramente al prestigio de las estrellas argentinas de Santa Fe, aunque en ese momento estaba en crisis: a pesar de los grandes nombres, ocupaba el puesto 11, con cuatro victorias, siete empates y seis derrotas, por un problema que aquejó el club en varias épocas: la evidente deficiencia de la defensa; con 37 goles a favor y 42 en contra, había logrado apenas siete goles menos que el líder Millonarios (44 y 13). El domingo 8 de julio, enfrentó a The Strongest, ante 15 000 espectadores. El primer tiempo terminó 2-1 a favor de Santa Fe (gol en contra por penal pitado "por supuesta falta" de Perucca); en el segundo, "los santafereños impusieron su clase, mientras el equipo local defeccionaba ante la superioridad del adversario", y lograron anotar otros cuatro goles, para un marcador final de 6-1. La crónica no mencionó a los autores de los goles pero destacó al arquero Chamorro, y a Rial, Perucca, Pontoni y Benegas. Una semana después, Santa Fe enfrentó al Bolívar; en el primer tiempo anotaron para Santa Fe Moyano (dos) y Mario Fernández; en el segundo, mejoró Bolívar y "el tanto... [] lo hizo Greco" [sic] (probablemente Antonio Grecco, que participó con la selección boliviana en el Mundial de 1950), y anotó para Santa Fe Luis Flaco López. "Al finalizar el partido, el público despidió con una grande ovación al equipo colombiano". Los jugadores de la nómina fueron: Chamorro, Miotti y Martínez; Benegas, Perucca, y Arnaldo; Contreras, Rial, Pontoni, Fernández y Moyano.
Luego de concluido el campeonato, en diciembre hubo una temporada de fútbol internacional en Bogotá, con varios clubes que estaban de gira en Colombia. El 16, Santa Fe enfrentó al San Lorenzo de Argentina. Ese día se jugó gran fútbol en el que,  a diferencia de lo normal de esa época en que los jugadores se movían poco de su zona y se privilegiaba el preciosismo, «habitual en Millonarios… [ ] …o en Racing o River», ambos equipos mostraron lo que se llamó más tarde «fútbol moderno», con un estilo que podría considerarse antecedente de la escuela holandesa del «Totaalvoetbal», famoso a partir del Mundial de 1974; el cronista lo describió así:

«Cada día más y más aficionados piden aquel fútbol que han aprendido a gustar a través de cuatro años de contar dentro de los clubes del profesionalismo colombiano a las más destacadas figuras continentales en el “estético” deporte. Hoy ya no cuenta sólo la emoción del triunfo sino que se exige calidad. Pero lo que no se ha llegado a establecer es si sólo se puede tener por tal aquella escuela que brinda el máximo de filigrana, de ensamblamiento y de colaboración entre los once componentes del cuadro o si también merece el título de óptimo espectáculo el que se basa en otros sistemas quizás más efectivos, pero con menos filigrana… [ ] En los cuadros que se enfrentaron ayer se deja más campo a la iniciativa individual, y antes que regresar el esférico de las alas hacia el centro, retrasando, para que sea por este terreno donde se llegue a la culminación de la jugada, se busca que sean precisamente los aleros quienes obren como puntas de lanza e inclusive se conviertan en goleadores...».

Los equipos se alinearon así:
- Independiente Santa Fe: Eusebio Chamorro, Roberto Martínez y Atilio Miotti; José Kaor Dokú, Ángel Perucca y Jorge Benegas; Óscar Contreras, Héctor Rial, René Pontoni, Mario Fernández y Ramón Moyano.
- San Lorenzo de Almagro: Mierko Blazina, José Glini y Óscar Basso; Ángel Zubieta, Doroteo Cívico y Francisco Berterame; Eduardo Reggi, José Cristóbal Maravilla, Juan Benavídez, Armando Farro y Óscar Silva (Ernesto Picot, Roberto Resquin y Adolfo Seoane).[132]

Abrió el marcador Benavídez (7’) servido por Maravilla. Pase de Rial a Pontoni, este a Contreras que “manda un taponazo que se convierte en el empate” (11’). Farro perdió “una magnífica oportunidad…[ ]… a solo tres metros de Chamorro…”. En un avance de Moyano hubo mano de Glini en el área, penal cobrado por Moyano (2-1). En el segundo tiempo, “San Lorenzo entra desorganizado” y “Santa Fe coordina mejor”. Avance de Santa Fe “con cambio de izquierda a derecha, Fernández, en jugada inteligente, deja seguir el pase… [ ]… desconcertando a la defensa” y Contreras envía otro “taponazo rasante que Blazina no ve” (3-1). Luego, un tiro de Pontoni en el travesaño. “El San Lorenzo sigue haciendo cambios de jugadores cada dos minutos restándole estabilidad al cuadro y compenetración” (partido amistoso). A los treinta minutos se produjo uno de los mejores goles en toda la historia de Santa Fe y de El Campín: un doble globo de Óscar Contreras, “…quien recibe de Rial, profundiza, le sale al encuentro Berterame, bombea la pelota sobre él, luego se le interpone Blazina y también le bombea el esférico suavemente, para que se convierta en el cuarto gol”. Fernández, por pase de Rial y luego Benavídez perdieron respectivas grandes oportunidades. Finalmente, Resquin “encontró una bola perdida a dos metros de Chamorro” y cerró la cuenta (40’, 4-2). La crónica destacó, con notas aparte, al puntero derecho Óscar Contreras (“Un alero con propulsión a chorro”) y al defensa Roberto Martínez.
El 19, Santa Fe enfrentó a la Universidad Católica de Santiago de Chile en El Campín. Los equipos alinearon así:
- Independiente Santa Fe: Eusebio Chamorro, Roberto Martínez y Atilio Miotti; José Arnaldo, Ángel Perucca y Jorge Benegas; Óscar Contreras, Luis López (Germán Antón), René Pontoni, Mario Fernández y Ramón Moyano.
- Universidad Católica: Sergio Livingstone, Federico Monestés y Manuel Álvarez; Fernando Jara, Raúl Andere y Hernán Carvallo; Francisco Molina, Félix Díaz, Horacio Cisternas, Andrés Prieto y Carrasco (Atilio Tettamenti y Fernando Roldán).

Formaron parte del seleccionado chileno de 1950 Livingstone, Roldán, Carvallo y Prieto; Molina estuvo después. Félix Díaz había sido goleador del campeonato chileno de 1950.
Luego de veinte minutos de dominio santafereño que no se concretaba, los delanteros chilenos empezaron a mostrarse más activos. Sin embargo, se produjo un magistral globo de Pontoni cuando «a los 32 minutos, Contreras [lo] habilita en gran forma… [ ] …logra “colarse” entre los dos defensas… [ ] …le pasa el esférico por encima de la cabeza a Livingstone» y remata «casi sobre la línea». Después de «dos o tres jugadas de calidad» de Luis Flaco López, pero fallidas en el remate, Carvallo «empalmó un taponazo a 30 metros que sorprendió a Chamorro» (1-1). En el segundo tiempo, anotó Contreras al rematar un pase del Flaco (6’, 2-1). Los visitantes no se amilanaron y Prieto logró anotar (9’, 2-2). La mala suerte le cayó a Álvarez en forma de un autogol al pifiarse en un despeje (17’, 3-2), lo que aumentó Benegas con un tiro a veinte metros (20’, 4-2). Reaccionaron los chilenos, Díaz centró a Carrasco, que burló a Miotti y anotó (30’, 4-3). Luego, «Molina en una jugada pletórica de clase», pasó a tres santafereños y empató (35’, 4-4). Santa Fe puso “al juego un mayor empuje», y un pase de Pontoni a Contreras terminó en gol (5-4). Según el cronista, “Santa Fe dominó a su adversario a base de calidad» y la «Universidad contrarrestó esta superioridad a base de empuje y garra»; destacó a Chamorro, Martínez, Benegas y Pontoni, y a Prieto y Carvallo, y opinó que a los chilenos les hizo falta el «famoso crack argentino José Moreno», el Charro, que luego jugó en el Independiente Medellín.
El 23, Santa Fe jugó con el Cúcuta en el Estadio General Santander de Cúcuta. “Ante la más escasa concurrencia que se haya visto” allí, Santa Fe “cumplió una gran jornada” con “extraordinario acoplamiento… [ ] …sobresaliendo René Pontoni y Óscar Contreras”. En la primera etapa anotaron Ramón Moyano, Antón y Pontoni; descontó Bibiano Zapirain, con un gol en cada etapa. Marcador final: 3-2.
El 28, fue el juego de revancha con la Universidad Católica, también en El Campín. Los equipos alinearon así:
- Independiente Santa Fe: Eusebio Chamorro, Roberto Martínez y Atilio Miotti; Jorge Benegas, Ángel Perucca y Candall; Óscar Contreras (Lires López), Héctor Rial (Germán Antón), René Pontoni, Mario Fernández y Ramón Moyano.
- Universidad Católica: Sergio Livingstone, Federico Monestés y Manuel Álvarez; Jara, Raúl Andere y Hernán Carvallo; Molina, Félix Díaz, Cisternas (Atilio Tettamanti), Andrés Prieto y Carrasco (Fernando Roldán).

Esa tarde, “los dos cuadros no desmayaron ni un minuto”. Al minuto, el centro delantero Cisternas, “al sorprender descolocada y adelantada a la defensa”, abrió el marcador. En seguida, “Rial pierde una bella oportunidad” luego de un centro de Moyano, pero a los 9’ recibió un pase de Pontoni y logró anotar (1-1). “Perucca se muestra fuerte en el juego y el público protesta”. A los 30’, «Jorge “Gentil” Benegas obtiene el segundo». A los 35’, «se produce una mano de afán por parte de Martínez dentro del área. Cobra Félix Díaz y empata” (2-2). En el segundo tiempo, Moyano perdió una ocasión “solo ante el arco de Fernández” (3’). A los 9’, Mario Fernández, “quebrando a tres contrarios” logró otro gol (3-2). Luego, Perucca estrelló un tiro en el horizontal. A los 18’, «”Gentil” Benegas obtiene otro gol, después de una estupenda combinación», con corrida de Moyano, centro largo a Contreras, pase a Pontoni, este a Benegas, que anotó (4-2). Cerró la cuenta Antón, «de tiro bien colocado y suave». “Santa Fe jugó un gran partido” y se impuso “a base de velocidad y buen entendimiento”; “los chilenos… [ ] …se sobraron en coraje, aunque no en técnica de conjunto”.
Para cerrar un año agridulce y con ese ritmo infernal, dos días después, Santa Fe jugó otro partido para el que se anunciaba su invicto de siete fechas, juego “dedicado al gran José K. Dokú, primer jugador que viaja a Corea”, ya que él se alistó entre los voluntarios para la guerra de ese país. Este partido seguía la costumbre de la época y fue una verdadera revancha del San Lorenzo. El preliminar lo jugaron Santa Fe, campeón aficionado de 1951, y el Batallón Codazzi. Los profesionales alinearon así:
- Independiente Santa Fe: Eusebio Chamorro (Julio Zamudio), Roberto Martínez y Atilio Miotti; José Arnaldo, Ángel Perucca y Jorge Benegas; Óscar Contreras, Luis López (Germán Antón), René Pontoni, Mario Fernández y Ramón Moyano.
- San Lorenzo de Almagro: Mierko Blazina, José Glini y Óscar Basso; Roberto Resquin, Doroteo Cívico y Francisco Berterame; Eduardo Reggi, Ernesto Picot, Juan Benavídez, Armando Farro y Adolfo Seoane.

Santa Fe comenzó «jugando muy bien, pero… [ ] …Benavídez pierde segura oportunidad de anotar». Moyano habilitó a Pontoni quien abrió el marcador «en magnífica forma» (5’). Luego, Seoane recibió pase de Cívico y empató (11’) cuando «Chamorro se salió antes de tiempo… [ ] …y la bola entró desde lejos y lenta». Luego fue Resquin «desde 35 metros» (1-2) y «al medio minuto» Fernández empató (2-2). A los 30’, luego de pase de Rial, Contreras puso en ventaja a Santa Fe (3-2), pero Cívico «envió tiro bombeado que Chamorro infantilmente no interceptó» (3-3). En la segunda parte «se acabó el Santa Fe». Cobró Moyano un tiro de esquina y cabeceó Contreras al travesaño. A los 8’, pase de Picot a Benavídez y gol (3-4); luego Reggi (14’, 3-5); a los 20’, otra vez Reggi, anulado por fuera de lugar «que no lo era. Total dominio de San Lorenzo». Benegas evitó «un gol seguro de Farro, a dos metros de Zamudio». «Todos los rechazos locales son débiles y para el contrario». A los 39’, nuevo gol de Reggi (3-6). En seguida, gol de Contreras (4-6). Benavídez, «solo, tomando desprevenida y adelantada la defensa local», anotó (43’, 4-7) y, otra vez, con un gol de «chilena perfecta» ante un centro de Silva (44', 4-8), que concluyó el desastre santafereño. Si la delantera «comenzó jugando brillantemente… [ ] …en la parte de atrás no hallaba respaldo en Chamorro…»; la media, «siempre con la costumbre de replegarse demasiado…[ ] …modalidad incorregible, que Pontoni quiso corregir, a veces inútilmente… [ ] …obró con propiedad en el primer período. Pero en el segundo fue la “debacle”… [ ] …disparatados en el rechazo… [lo que] …obligó a los del ataque a apoyar la defensa». Entonces, «San Lorenzo funcionaba como no se había visto antes en Bogotá». Resultó una «merecida victoria, la de San Lorenzo, pero inexplicable la caída no del Santa Fe sino de su línea media». Además, jugó como defensa izquierdo el «”marino” Dokú, en un puesto que no es el suyo y naturalmente dejó libre al peligroso Reggi». Y concluía el cronista sobre los «errores tácticos… [ ] ¿O acaso fue la falta de estado físico?». En resumen, ese día se terminó un año agitado, con una temporada decembrina agotadora, con viaje a Cúcuta incluido, en época de fiestas, con más de medio Santa Fe con jugadores que jugaron en el San Lorenzo hasta la huelga de futbolistas argentinos o poco antes (Perucca, Benegas, Arnaldo, Fernández, Rial, Pontoni), y el medio centro en condiciones no ideales: ese fue el último partido profesional de esa gran gloria que fue el Negro Ángel Perucca. En otras oportunidades, más tarde, se presentarían situaciones parecidas con jugadores emblemáticos del club.
En 1952, se destacan los 16 goles de Germán Antón. Además, la victoria 3-2 sobre el Boca Juniors, el 28 de diciembre. Los equipos se alinearon así:

- Independiente Santa Fe: Efraín Sánchez; Juan Carlos Pellegrino, Alberto Kersul; Evar Cativiela, Guillermo Faín, Antonio Bernasconi; Carlos Arango, Norberto Pairoux, Juan Carlos Toja, Rubén Deibe, Roberto Ortega. Luego entraron Hernando Moyano en la defensa y Rubén Padín en el ataque.

- Boca Juniors: Walter Ormeño; Juan Carlos Colman, Héctor Raúl Otero; Benicio José Acosta, Felipe Antonio Magnelli, Juan Alberto Bendazzi; Herminio Antonio González, Juan José Ferraro, José Borello, Elio Rubén Montaño y Jorge Victoriano Sánchez García. Luego entraron Gil, Navarro, Alberto Etcheverry y Rolando.

El mismo Juan José Ferraro, brillante jugador e ídolo histórico del Boca Juniors, llegó a Santa Fe en 1958. Con sus 32 goles en 19 partidos, fue pieza fundamental para obtener el segundo campeonato santafereño, con el que cerró con broche de oro su carrera de jugador. En 1959, ejerció como entrenador de Santa Fe, aunque con menos éxito porque el club terminó en el octavo puesto entre doce participantes.
Para el campeonato de 1953, llegaron el portero Efraín Caimán Sánchez y el delantero argentino Rubén Padín, que fue segundo goleador en ese año, con 19 goles, uno menos que Mario Juan Garelli del Deportes Quindío. Como parte de la pretemporada, el domingo ocho de marzo Santa Fe derrotó 3-2 en El Campín al Independiente de Avellaneda, tercero en Argentina en 1952, que contaba con una de las mejores nóminas de su historia, y que en diciembre aplastó 6-0 al Real Madrid de Di Stéfano y Gento en Chamartín. El Independiente incluía al arquero Elías Emilio Abraham, que años después llegó a Santa Fe, y su delantera fue la de Argentina en ese año. Por Santa Fe, anotaron Carlos Arango (1-0) y Padín (2-0); por Independiente, Antonio Amaya (2-1) y Carlos Lacasia (2-2); cerró el marcador Arango (3-2).
El domingo 12 de abril, Santa Fe derrotó al club peruano Alianza Lima por 3-1, en un partido “...que no fue para guardar en la memoria...”, por “exceso de paseítos” y de “pases de atraso” de la delantera santafereña, y por ser el Alianza un equipo “improvisado, remendado, con varias unidades del Sport Boys que remplazaron las que permanecieron en Lima para el campeonato suramericano”. En realidad, ese torneo se desarrolló en Lima, entre el 22 de febrero y el 1 de abril de 1953. Los goles fueron obra de Padín (11'), Alegría (1-1), Agurto (autogol) y Betún Mora (3-1).
Caso curioso fue el del partido que debía disputarse con el Deportes Quindío: los delegados de Santa Fe adujeron que no tenían los carnés de los jugadores y que autorizaban que se jugara como amistoso. El partido no se jugó y se le dieron los puntos al Quindío. Santa Fe anotó 57 goles, seis más que el campeón, y ocupó al final el 4° puesto, con 29 puntos, a seis del campeón, y a cuatro del subcampeón, el Quindío; es decir, de haber ganado ese partido, Santa Fe habría compartido subcampeonato con el Boca Juniors.
Quedó para la historia la goleada 7-0 contra el Unión Magdalena, en la penúltima fecha, el 11 de octubre en El Campín; como hecho excepcional que tradujo una derrota tan apabullante, el cronista escribió: “En rigor de verdad el score ni siquiera señaló la neta superioridad de la escuadra local... Y fueron tantos los goles que no vale la pena hacer el detalle...”.
Terminado el campeonato, el 8 de diciembre Santa Fe jugó un amistoso con el Degerfors de esa ciudad sueca, y que terminó 3° en el campeonato sueco de 1953/1954. El resultado fue un empate, con goles del juvenil puntero derecho Åke Klintberg (17 años) y el interior izquierdo Rubén Padín, y dos tiros en los palos del centrodelantero Juan Carlos Toja.
Durante El Dorado se registraron los siguientes resultados en partidos internacionales contra equipos extranjeros:
| Rival                | Resultado |
| -------------------- | --------- |
| MTK Hungária         | 3:1       |
| MTK Hungária         | 5:4       |
| The Strongest        | 6:1       |
| Bolívar              | 3:1       |
| San Lorenzo          | 4:2       |
| Universidad Católica | 5:4       |
| Universidad Católica | 4:2       |
| San Lorenzo          | 4:8       |
| Boca Juniors         | 3:2       |
| Rapid Viena          | 2:1       |
| Independiente        | 3:2       |
| Degerfors            | 1:1       |

| PG | PE | PP | GF | GC |
| -- | -- | -- | -- | -- |
| 10 | 1  | 1  | 43 | 29 |

### 1954 a 1959 - Decadencia y renacer del fútbol colombiano
En 1954 se hizo efectivo el Pacto de Lima, por lo cual las grandes figuras se fueron de Colombia, y la asistencia a los estadios cayó dramáticamente. Desaparecieron Bucaramanga, Cúcuta, Junior, Pereira y Sporting. Santa Fe y los otros sobrevivientes sufrieron grandes dificultades. Se dejaron de jugar muchos partidos, de los cuales Santa Fe no jugó 3. Fue el año más negro de la historia del club, que terminó último, con una victoria, 3 empates y 11 derrotas, solo 16 goles a favor y 51 en contra, para solo 5 puntos.
En 1955 Santa Fe finalizó noveno con tan solo 23 puntos. Cabe agregar que para ese año llegó Manuel Guillermo Pacheco Martínez, conocido como Manolín Pacheco, quien con el tiempo se convirtió en una de las grandes figuras de Santa Fe, jugó en dos períodos (1955-1961 y 1966-1969), y fue campeón en 1958, 1960 y 1966.
En 1956 el conjunto cardenal finalizó penúltimo en un torneo que tuvo trece equipos. Subió desde las divisiones inferiores el defensor Carlos Rodríguez, quien también se convirtió en una de las figuras históricas de Santa Fe, y llegó a ser el segundo jugador con más partidos disputados (359). Fue campeón en 1958, 1960 y 1966.
En 1957 se jugó un hexagonal con los mejores ocho equipos, donde Santa Fe terminó tercero en el grupo B. Ocurrió uno de los dos empates con mayor número de goles de la historia de Santa Fe: 5-5 con el América, en Cali. Llegaron Carlos Arango y Carlos Alberto Bolla, luego campeones al año siguiente.

#### Primera etapa de Tocker y la segunda estrella
Para la segunda estrella, Santa Fe tuvo que esperar hasta el campeonato de 1958, jugado por apenas 10 equipos: Santa Fe, Millonarios, Bucaramanga, Pereira, Atlético Nacional, Tolima, Cúcuta, Deportes Quindío, Deportivo Manizales y América. Este fue un campeonato bien organizado, en el que se cumplieron todas las fechas y todos los partidos, a diferencia del pasado reciente.
Llegaron el entrenador argentino Julio Tocker, llamado el “Filósofo”, y jugadores de postín, como Juan José Ferraro, que había estado en el Boca Juniors de Buenos Aires pero, sobre todo, jugador emblemático del Vélez Sarsfield (303 partidos, 157 goles), y que había anotado el primer gol cuando Santa Fe los derrotó en 1952; también, José Vicente Grecco, goleador de 1957 con el Medellín (desaparecido para 1958, junto con el Atlético Nacional). Ellos formaron un gran equipo, junto con otros argentinos, bogotanos y otros colombianos.

- Nómina campeona en 1958: Manuel Pacheco, Fernando Fernández, Carlos Rodríguez, Carlos Arango, Carlos Alberto Bolla, César Álvarez, Eugenio Castillo, Carlos Aponte, Juan Carlos Pellegrino, Hernando Tovar, Héctor Lombana, Edilberto González, Mario Bustamante,  Nicolás Giannattasio, Jaime Silva, Miguel Vega, Norberto Hernández, Salomón Casallas, Juan José Ferraro, José Vicente Grecco, y Rodolfo Bedialle. DT: Julio Tocker.

El camino a la victoria comenzó el 11 de mayo con el Cúcuta Deportivo, en un partido memorable por diversos motivos. Santa Fe puso todos los goles: Ferraro empezó su gran año con Santa Fe abriendo el marcador (15'), empató con autogol Álvarez (25'), y Gallito Hernández puso el 2-1 (73'). Pero el delegado de Santa Fe “...gritó el gol en forma emocionada, y esto fue motivo para que el jugador del Cúcuta Deportivo Galeano [Alberto, uruguayo] abandonara el terreno de juego, y se dirigiera donde estaba el Dr. Cuervo Cañón, para agredirlo en forma inaudita”. El público invadió el campo, el árbitro suspendió el partido veinte minutos “...ya que los jugadores del Cúcuta no querían dejar salir al jugador agresor...” y, cuando pensó reanudarlo, “...ya no había visibilidad...”, por lo que lo dio por terminado. El saldo incluyó a Pecas Vega herido de un botellazo en la cabeza.
Santa Fe punteó en solitario el campeonato desde la octava fecha (15 de junio), con ventaja que llegó en un momento a los cinco puntos. Sin embargo, por algunos empates y derrotas (incluidos autogoles), en la 35.ª fecha (14 de diciembre), Millonarios alcanzó a Santa Fe al derrotar al Tolima. Esa fue una tarde dramática para Santa Fe en Medellín, muy en su estilo: en un partido “intenso y enredado”, Atlético Nacional logró anotar al rematar Panesso un balón que se le zafó a Manolín Pacheco (42'). La emoción aumentó cuando, al promediar el segundo tiempo, Santa Fe perdió un penal en los pies del muy temido por los arqueros Juan José Ferraro (antes de ese día llevaba 17 goles en 30 juegos); sin embargo, el mismo Ferraro se reivindicó con “un gol soso” (31'). Así, Santa Fe y Millonarios llegaron a 46 puntos.
El último partido se presentó como toda una final. Santa Fe llevaba diez años esperando la oportunidad, desde que ganó el primer campeonato; había superado los años de malos resultados que hubo al terminar El Dorado; había dominado el campeonato, pero su rival bogotano lo había alcanzado una semana antes; además, el rival tenía la ventaja de jugar cuando el partido de Santa Fe ya hubiera terminado: Millonarios tenía que ir a enfrentar al Cúcuta Deportivo, que llegaba en el 7° lugar, a 14 puntos de los primeros, mientras Santa Fe recibía en El Campín, a las 11:30 de la mañana, al Deportivo Manizales, 9° a 20 puntos. Los equipos alinearon así:

- Independiente Santa Fe: Pacheco (Fernández, 20' del segundo tiempo); Bolla y Álvarez; Gallito Hernández, Pellegrino y Tovar; Bustamante, González, Ferraro, Grecco y Bedialle (Hernández, segundo tiempo).

- Deportivo Manizales: Gaviria; Arboleda y Bellini; Escobar; Pacheco y Solórzano; Ramos, Sotelo, A. Escobar, Valencia y Hernández.

Sin embargo, “...la actuación de la escuadra capitalina dejó mucho que desear...”, porque “...se limitó a cumplir, ante un contendor que en ningún momento ofreció peligrosidad...”. En un primer tiempo en que el visitante “...no hacía otra cosa que defenderse de los constantes ataques de los delanteros y medios...” santafereños, Grecco abrió el marcador al rematar un cobro de tiro de esquina de Bedialle (30'). Al promediar el segundo tiempo, Gallito Hernández reemplazó a Bedialle, y Fernández a Manolín Pacheco, lesionados. Más tarde, Ferraro recibió un pase de Bustamante, anotó el 2-0 (31'), y aseguró la victoria, “...que logró sin haber protagonizado un encuentro digno de una final del torneo...”.
El partido de Millonarios había despertado gran entusiasmo y expectativa en Cúcuta, copada de turistas venezolanos. En un Estadio General Santander colmado, hubo un ligero dominio visitante, pero los jugadores Motilones, “...conscientes de la responsabilidad ante la afición...”, lograron terminar el primer tiempo en ceros. Luego, se debió de exacerbar la que debió de ser una angustiante tarde para dirigentes, jugadores e hinchas santafereños: Millonarios empezó el segundo tiempo con ligero dominio y Masucho anotó de cabeza (12') y Acevedo aumentó la cuenta (19'). Heridos en su orgullo, los jugadores cucuteños empezaron a dominar el juego. Luego de 14 minutos, interminables para los santafereños, José Hilario López descontó para el Cúcuta (33'). “Esta anotación hizo que la afición se pusiera de pies...”; los locales siguieron dominando, Felipe Marino logró el empate (36'), “...las tribuna estallaron de júbilo...” y también los santafereños. Los jugadores de Millonarios buscaron el gol del triunfo, pero fue “...imposible ante el entusiasmo y efectividad de los locales”.
Santa Fe consiguió así su segundo título, sin necesitar una serie extra con Millonarios. Fueron 17 partidos ganados, 14 empatados y tan solo 5 perdidos; marcó 78 goles y recibió 51, y obtuvo finalmente 48 puntos. Mucho tuvieron que ver con el título los dirigentes Gonzalo Rueda Caro y Jorge Ferro Mancera, el gran técnico Julio Tocker y, lógicamente, los 17 jugadores que lucharon partido tras partido. Las contrataciones fueron un acierto por parte de las directivas; se destacaron Juan José Ferraro, estelar jugador argentino, figura en Boca Juniors y Vélez Sarsfield, que fue considerado uno de los mejores jugadores que se han puesto la camiseta de Independiente Santa Fe; José Vicente Grecco, quien venía de ser goleador en la temporada anterior con el Independiente Medellín, y lo ratificó al convertirse en el máximo goleador albirrojo con 26 tantos; y la seguridad en el arco con Manolín Pacheco.

#### Totogol y Panzutto
En 1959 y después de obtener la segunda estrella, Julio Tocker deja el club con rotundo éxito en su primera etapa como entrenador santafereño, en su reemplazo las directivas decidieron dejar a Juan José Ferraro, figura del equipo en el anterior campeonato. Para ese año Santa Fe contrato a jugadores como Totogol Perazzo y Osvaldo Panzutto, ambos llegaban sin muchos pergaminos en sus carreras en el fútbol argentino, pero a pesar de ello lograron hacerse un lugar en aquel equipo de 1959, ambos finalizaron el torneo como figuras, Panzutto marco 30 goles quedando como segundo goleador del campeonato, y Perazzo fue reconocido por su excelente fútbol dentro de una plantilla que tuvo a Zipa González, Miguel Reznik, entre otros.
Santa Fe finalizó el campeonato en el puesto 8° después de ganar 14 partidos, empatar 12 y perder en 16 oportunidades, 76 goles a favor y 68 goles en contra. Al terminar la campaña el hasta entonces entrenador Juan José Ferraro, abandona el club sin lograr igualar su buena etapa como jugador cardenal.

### 1960 a 1969 - Década de éxitos

#### Retorno de Tocker y la tercera estrella
El torneo del año 1960 se jugó con doce equipos. Este año fue uno de los mejores para Independiente Santa Fe. Julio Tocker fue llamado otra vez a ocupar el cargo de director técnico y conformó una de las mejores nóminas de la historia del club. Entre sus integrantes se encontraban Leonardo Bevilacqua, Guillermo Milne, Juan Montero, Ricardo Campana, Alberto Perazzo y Osvaldo Panzutto. Durante los primeros partidos mantuvo un invicto de 9 fechas; en los dos partidos siguientes fue derrotado por el América de Cali y el Medellín respectivamente. Después de estas dos derrotas consecutivas, Santa Fe volvió a la victoria con otro invicto de nueve fechas y otras dos derrotas esta vez frente al América de Cali y el Tolima. El conjunto cardenal se consolidó como un equipo fuerte en la última parte del campeonato, y cayó apenas en una ocasión frente al Unión Magdalena.
Con estos resultados Independiente Santa Fe obtuvo su tercer título como único líder en la tabla con 22 partidos ganados, 17 empatados y solo cinco derrotas; el equipo anotó 95 goles, recibió 61 y obtuvo 61 puntos. Osvaldo Panzutto marcó 26 goles y Alberto Perazzo marcó 19 goles, ambos quedaron como máximo y segundo goleador del equipo respectivamente. Al año siguiente el club representó a Colombia en la segunda Copa Libertadores de América de la historia.

Nómina campeona 1960: Leonardo Bevilacqua, Guillermo Milne, Carlos Rodríguez, Carlos Aponte, Juan Montero, Jaime Silva, Hernando Tovar, Ricardo Campana, Miguel Reznik, Osvaldo Panzutto, Alberto Perazzo, Héctor González, Manuel Pacheco, Mario Bustamante, Norberto Hernández, Juan Carlos Pellegrino, Jairo Arias, y Víctor García. DT: Julio Tocker.

#### Primera participación en la Copa Libertadores y primera semifinal
En 1961 se realizó la segunda edición de la Copa Libertadores de América organizada por la Conmebol, Santa Fe participó como representante colombiano tras ganar el campeonato colombiano de 1960. En aquella edición el torneo se disputaba con tan solo 9 equipos campeones de cada federación sudamericana, entre los más importantes se encontraban; Independiente de Argentina, Palmeiras de Brasil, Peñarol de Uruguay (campeón de la primera edición un año antes), y Olimpia de Paraguay, subcampeón el año anterior.
El cardenal llegaba como equipo debutante, y a pesar de eso, se le consideraba un equipo bastante fuerte para dar una sorpresa, y así fue. Santa Fe arrancó en una fase previa de ida y vuelta enfrentando al Barcelona de Ecuador. El partido de ida se jugó en El Campín ante 25 000 espectadores, el equipo santafereño se impuso 3:0 sobre los ecuatorianos, con dos goles de Osvaldo Panzutto y un gol de Alberto Perazzo. En el partido de vuelta Santa Fe empató a dos goles con el Barcelona en el Estadio Modelo de Guayaquil, por parte de Santa Fe convirtieron Panzutto y Perazzo, y por los locales descontó Horacio Romero en dos oportunidades. El partido terminó con un 5:2 en el global a favor de Santa Fe que se clasificó a los cuartos de final. Estando en la siguiente fase, Santa Fe enfrentó a Jorge Wilstermann de Bolivia. En el primer partido los bolivianos se impusieron 3 a 2 ante un Santa Fe que luchó pero no logró conseguir el empate, el más destacado en la derrota cardenal fue nuevamente Panzutto quien convirtió el primero de los dos goles santafereños. En el partido de vuelta un autogol de Claure jugador de Jorge Wilstermann dejaría el global empatado a tres goles, pero el sorteo de desempate daría a Santa Fe como ganador. Santa Fe lograba una clasificación histórica a semifinales en su primera participación, ya en esta fase enfrentaba al Palmeiras quien había dejado en el camino a Independiente, en la escuadra brasileña se encontraban figuras como Djalma Santos, Julinho, Nilton Santos, entre otros.
Santa Fe fue eliminado en semifinales con un global 6:3 por el Palmeiras que fue subcampeón a la postre. Osvaldo Panzutto fue el máximo goleador del certamen con 4 tantos, uno más que su compañero de equipo Alberto Perazzo, no solo ellos destacaron en aquella campaña de Copa Libertadores, también estuvieron como protagonistas Zipa González, Hernando Tovar y Carlos Aponte quienes serían convocados un año después a la Copa Mundial de Fútbol de 1962 en Chile.
Alternativamente Santa Fe jugaba el Campeonato colombiano 1961 donde finalizó tercero con 71 puntos y con Totogol Perazzo como máximo goleador del torneo con 32 goles.

#### Subcampeón del fútbol colombiano
En 1962 retorna a la presidencia del club Gonzalo Rueda Caro, uno de sus fundadores. Los cardenales finalizaron el torneo colombiano en el puesto 9° con 54 puntos y con Perazzo goleador del equipo con 18 goles. El resultado no fue el más esperado tanto para hinchas como para directivos, teniendo en cuenta la buena campaña realizada un año antes en el ámbito nacional e internacional.
En 1963 es contratado Olten Ayres de Abreu, entrenador brasileño, quien sugiere la contratación de los jugadores paulistas: José Pepillo Marín, Paulo Pisaneschi, Wilson Pimentel, Casimiro Marín y Roberto Mainente. Con esta camada de brasileños Santa Fe enfrentó la temporada de 1963, en la que terminó subcampeón con 61 puntos y siendo el equipo que más anotó con 112 conquistas, y a tan solo dos puntos del campeón. Pepillo Marín fue la gran figura de Santa Fe y goleador con 26 goles en aquel año, y el argentino Reznik también aporto con 19 goles. El primer Santa Fe que jugó a ritmo de samba y consiguió así el primer subcampeonato por liga colombiana.
En 1964 ya sin Osvaldo Panzutto ni Alberto Perazzo, Santa Fe volvió a ser el equipo que más anotó, esta vez con 89 conquistas. Pero finalizó séptimo con 48 puntos y con Pepillo Marín nuevamente goleador del equipo con 27 goles en el campeonato. Cabe agregar que en este año debutaron con Santa Fe; Alfonso Cañón (considerado el máximo ídolo en la historia del club) y Alonso Cachaco Rodríguez, ambos venían de las divisiones menores y coincidieron en los títulos de liga en 1966 y 1975, Cañón ganó también con el cardenal la Copa Simón Bolívar 1970 y otro título de liga en 1971.
En 1965 Santa Fe por tercer año consecutivo sería el equipo con más goles anotados en el campeonato colombiano (99 goles). Omar Devanni marcó 26 goles en su primera temporada con el cardenal, tras su paso anteriormente por Atlético Bucaramanga y Unión Magdalena, paralelamente también se destacó el joven Cañón con 21 goles y en la defensa un hombre como Claudionor Cardozo. Santa Fe terminó el campeonato quinto con 56 puntos, 22 partidos ganados, 12 empatados y 14 derrotas, pero con una buena base para lo que vendría en el campeonato de 1966.

#### La cuarta estrella
El torneo de 1966 contó con la participación de 14 equipos: poco a poco, el torneo colombiano había aumentado la cantidad de equipos que participaban, y adquirido mayor importancia en el contexto del fútbol nacional. Para este campeonato, Santa Fe contaba con el técnico Gabriel Ochoa Uribe quien conformó un equipo con jugadores muy talentosos. Entre sus principales figuras se destacaban Delio Maravilla Gamboa, Alfonso Cañón, Omar Devanni y Pablo Centurión. Santa Fe alcanzó su cuarta estrella, después de un partido difícil donde las decisiones arbitrales fueron decisivas. Santa Fe enfrentó al Atlético Bucaramanga, y a los 4 minutos del segundo tiempo el árbitro Edgar Baraona pitó un penal a favor de Santa Fe, después de que la pelota cruzó la línea final al ser desviada por un jugador del equipo leopardo. Inicialmente se pitó tiro de esquina, pero posteriormente se decretó tiro penal. Mientras los jugadores de Santa Fe buscaban la pelota para cobrar el penal, los hombres de Bucaramanga se acomodaban para el tiro de esquina. Por órdenes del técnico del Bucaramanga, los jugadores del club se ubicaron dentro del arco impidiendo que se cobrara el tiro penal, pero el juez mantuvo su posición. Finalmente Barahona dio, por terminado el partido y la Dimayor decretó como ganador del encuentro a Independiente Santa Fe por un marcador de 1-0. El argentino Omar Devanni acabó como máximo goleador del torneo con 31 conquistas. El Expreso Rojo anotó a lo largo del torneo 102 goles, siendo el segundo equipo más goleador del torneo, recibió 76 goles en contra; ganó 25 partidos, empató 16 encuentros y perdió 11.

- Nómina campeona 1966 : Osvaldo Ayala, Carlos Antionetta, Claudionor Cardozo, Carlos Rodríguez, Carlos Aponte, Waltinho, Delio Gamboa, Omar Devanni, Alfonso Cañón, Pedro Díaz, Luis Carlos Franca, Ignacio Pérez, Pablo Centurión, Manuel Pacheco, Efraín Castillo, Ary Goncálvez, Alonso Rodríguez, Gilberto Carrión, Germán Ávila, Enrique Garzón, Orlando Marín, Rodrigo Miranda, Efraín Alberto Padilla, Arturo Rojas, Ómar Dalombo, Carlos Robelle, Luiz Carlos Cunha, Waldino Ferreyra, Newton López, Gelson Viera, Ramón Rodríguez, Justiniano Montaña, Aníbal Niño, Gabriel Quiroga, Juan Torres, Daniel Montenegro y Hugo Román.  DT: Gabriel Ochoa Uribe.

### 1970 - Campeón de la Copa Simón Bolívar
En 1970, como parte de la pretemporada, Santa Fe jugó dos amistosos con equipos yugoslavos, y presentó sus nuevos jugadores también yugoslavos: el arquero Janko Sanković y el delantero Stojović. El primer juego fue el 8 de enero contra el Hajduk de Split, que tenía cinco integrantes de la entonces poderosa selección yugoslava. Ganó el Hajduk 1-0 con gol (77') de Jurica Jerković que culminó gran jugada de laboratorio. El 15 de enero, Santa Fe jugó con el Dynamo de Zagreb, subcampeón de su país, y que contaba con ocho miembros de la selección yugoslava. El juego terminó 1-1, con autogol yugoslavo (17') ante remate de Walter Sossa a un pase de Šekularac; Pilas empató por los yugoslavos de palomita (77'). Luego, el 18 de enero Santa Fe goleó 4-1 al Once Caldas en Manizales; goles de Salcedo (3'), Espitia del Caldas (39'), Sossa, Rubio y Stojović (84'). El 28 de enero jugó con el Górnik de Zabrze, subcampeón de Polonia, que en abril fue subcampeón de la Recopa de Europa de 1970, y que tradicionalmente ha disputado el mayor número de títulos polacos con el Ruch Chorzów. El partido terminó 1-1 con ambos goles de Alfonso Cañón: autogol (36') al rebotarle un tiro de Jan Banaś, y empate (79') al rematar luego de que Sossa recuperó el balón que soltó el arquero Jan Gomola, que lo era también de la selección polaca. Fue el único punto que cedió el equipo polaco en esa gira en Colombia.
En el mismo año Independiente Santa Fe fue el campeón de la primera edición de la Copa Simón Bolívar. Este torneo internacional fue de carácter oficial —aunque posteriormente no sería oficializado por la Conmebol—, entre 1970 y 1976, para que participaran clubes invitados provenientes de los países liberados por Simón Bolívar. Se jugó un cuadrangular, con partidos de ida y vuelta, entre dos clubes de Venezuela, Deportivo Galicia y Unión Deportiva Canarias, y dos de Colombia, Santa Fe y Junior, por lo que tuvo tres sedes: Caracas, Bogotá y Barranquilla. Se disputó entre el 22 de octubre y el 8 de diciembre de aquel año.

- Nómina campeona Copa Simón Bolívar 1970: Manuel Estanislao Ovejero, Leonidas Aguirre, Jaime Flaco Rodríguez, Manuel Maracaná Manjarrés, Miguel Ángel Basílico, Jaime Puno González, Domingo Tumaco González, Alfonso Maestrico Cañón, Luis Alberto Montaño, Janko Sanković, Luis Augusto Chiqui García, Pedro Alzate, Víctor Campaz, Dragoslav Šekularac, Wálter Sossa, Juan Antonio Martínez, César Freddy Arce, Campo Elías Espitia, Carlos Julio Diablito Morales, Mario Moreno, Miguel Muñoz, Luis Carlos Paz, Jorge Pocho Ramírez, Vicente Revellón, Alberto Sánchez, Juan Martínez y Slobodan Stojović.

### 1971 a 1979 - Quinta y Sexta Estrellas
En 1971, el campeonato fue bastante disputado desde el comienzo, especialmente por cuatro equipos. Durante el torneo finalización Millonarios fue primero, Santa Fe segundo, Atlético Nacional tercero y Deportivo Cali cuarto; logrando así su clasificación para el cuadrangular final. Santa Fe tuvo que cambiar de entrenador durante la fase final del torneo; salió Toza Veselinovic llamado a la selección preolímpica y llegó Vladimir Popovic en busca de la disputa por el título. Disputado el cuadrangular final, se presentó una igualdad técnica en todos los criterios de desempate entre Santa Fe y Atlético Nacional. Por esto, debió disputarse una final en partidos de ida y vuelta, arrojando como resultado tanto en Bogotá como en Medellín un pálido marcador de 0-0, dejando como consecuencia, la disputa de un tercer partido en cancha neutral, para lo cual fue designada la ciudad de Cali. Corría apenas el minuto cinco de partido y Miguel Ángel Arce ya celebraba el primer gol para Santa Fe. El segundo gol del encuentro para los rojos llegó al minuto y medio del segundo tiempo, nuevamente ejecutado por Miguel Ángel Arce. Estos dos goles casi dejaban el título listo para Santa Fe, pero los antioqueños reaccionaron y por medio de Jorge Hugo Fernández a los 18 minutos y Javier Zambrano al minuto 26 igualaron las cuentas a dos goles. El título se definió en los últimos siete minutos del encuentro cuando Pedro Álzate (quién acababa de ingresar al campo) anotó el gol del título de 1971. Ese año Santa Fe tuvo la mejor delantera con 103 goles a favor y la segunda mejor defensa con 48 goles en contra.

- Nómina campeona 1971: Manuel Estanislao Ovejero, Jaime Flaco Rodríguez, Leonidas Aguirre, Walter Moraes Waltinho, Domingo Tumaco González, Miguel Ángel Basílico, Alfonso Maestrico Cañón, Ernesto Teto Díaz Pedro Alzate, Luis Alberto Montaño, Víctor Campaz, Walter Sossa, Bernardo Chía, Luis Augusto Chiqui García, Heliodoro Vásquez, Miguel Ángel Arce, José Miguel Cañón, Jairo Charry, Campo Elías Espitia, Álvaro Lemus, Fernando Lugo, Manuel Maracaná Manjarrés, Janko Sanković, Miguel Muñoz, Federico Obyrne, Pedro Nel Ospina, Vicente Revellón, Carlos Octavio Rodríguez, José de los Santos Romero y Saúl Suárez. DT: Vladimir Popović (yugoslavo).

Para el campeonato de 1975 la temporada se dividió en dos torneos, Apertura y Finalización. En el primer semestre Santa Fe fue tercero, pero para la segunda mitad del año, se consolidó como primero del Grupo A. El hexagonal final del año tuvo como protagonistas a Santa Fe, su clásico rival Millonarios, el Atlético Bucaramanga, el Junior de Barranquilla, el Independiente Medellín y el Deportivo Cali.
Finalmente con una fecha de anticipación, Santa Fe se coronó por sexta vez campeón de Colombia, dejando en segundo lugar a Millonarios y clasificando así a la Copa Libertadores 1976. Por aquel entonces Guillermo Chiva Cortés era el presidente del club y el técnico fue el chileno Francisco Hormázabal.

- Nómina campeona 1975: Luis Gerónimo López, Moisés Pachón, Óscar Bolaño, Alonso Cachaco Rodríguez, Teófilo García, Ramiro Bimbo Viáfara, Leonardo Recúpero, Héctor Javier Céspedes, Juan Carlos Nene Sarnari, Alfonso Maestrico Cañón, Ernesto Teto Díaz, Carlos Alberto Pandolfi, José Antonio Caneca Tébez, Bernardo Chía, Hernando Piñeros, Rafael Pacheco, Óscar Papi Mejía, James Mina Camacho, Germán Basílico González, Luis Alberto Montaño, Janio Cabezas, Darío López, Luis Fernando López, Augusto Rangel, José de los Santos Romero y Heliodoro Vásquez. DT: Francisco Pancho Hormazábal (chileno).

En 1976, Santa Fe terminó quinto en el Apertura y quinto en su grupo en el Finalización. En la reclasificación, Santa Fe fue sexto con 48 puntos, tres más que el Quindío, pero este había sido primero del grupo B del Finalización, por lo que el octavo de la reclasificación pasó al hexagonal final, y no el sexto.
Como curiosidad de ese año, para el Finalización llegó a Santa Fe el argentino Juan Carlos Lapalma. En el primer juego del torneo, el domingo 8 de agosto, se enfrentó Santa Fe al Deportes Tolima en El Campín. Esa tarde, el centro delantero Carlos Alberto Pandolfi pasó “una de sus tardes más oscuras”, y “desperdició varias oportunidades claras de anotar”. Sin embargo, Lapalma, con la número 10, tuvo un primer partido soñado: luego de un primer tiempo sin goles ni acciones destacables, con patente “falta de mejor estado físico” de los equipos, a los dos minutos del segundo tiempo tuvo una actuación de antología cuando recibió el balón en el borde del área, de espaldas al arco, lo bajó con el pecho y lo metió de chilena, ¡un gol! Cuatro minutos después, tiro libre, chanfle de Lapalma al palo de la mano izquierda del arquero, ¡un gol! En el 31 descontó Gutiérrez para el Tolima y, en el 33, remate y tercero de Lapalma. Grandes elogios en la prensa para el jugador, grandes ilusiones para los santafereños porque otro debutante, el puntero izquierdo Garello había jugado aún mejor, pero... ¡Lapalma no volvió a anotar un solo gol!, salvo dos penales, al Atlético Quindío (Santa Fe 2 - Quindío 0), y al Cúcuta Deportivo (Santa Fe 2- Cúcuta 0).

### 1980 a 1989 - Campeón de la Copa Colombia
Luego de consagrarse campeón por sexta vez, en 1975, las campañas del equipo Albirrojo se tornaron irregulares. En 1983, clasificó al octogonal final y terminó en la sexta posición. En ese equipo jugaban el recordado goleador Hugo Ernesto Gottardi, José Luis Carpene, Diego Edison Umaña, Sergio Daniel Odine, Walter Perazzo, William Palmero Morales, Gabriel Martínez, Raúl Humberto Mora, Osvaldo Redondo, Juan Moreno, James Mina Camacho, Radamel García, Orlando Batato Castro, Eusebio Vera Lima, Heriberto Niño, Osvaldo Santos, Víctor Curramba Palacios, Miguel Alonso Pacheco y Hernando Cuero. Pasaron 4 años y el club no consiguió clasificarse entre los mejores hasta el año de 1987, cuando logró el tercer lugar, por detrás de Millonarios y América, y el cuarto lugar en el año de 1988, por detrás de Nacional, Millonarios y América. Para esta época, y bajo la dirección técnica de Jorge Luis Pinto y Diego Edison Umaña respectivamente, se destacaron con el equipo Freddy Rincón, Eduardo Niño, Wilmer Cabrera, Germán Morales, Hernando Cuero, Jorge Alberto Taverna, Osvaldo Coloccini, José Romeiro Hurtado, Astolfo Romero, Juan Carlos Rodríguez, Hamir Carabalí, Manuel Acisclo Córdoba, Víctor Lugo, Edison Álvarez, Juan Carlos Cabanillas, Óscar Alfredo Rifourcat, Álvaro Silva, William Palmero Morales, Mario Jiménez, Jorge Policía Ramírez, Sergio Checho Angulo y Armando Pollo Díaz.
Fue entonces en 1989, bajo la dirección Técnica de Diego Edison Umaña cuando se jugó la Copa Colombia como parte del campeonato de ese año, luego de no disputarse desde 1981, y tras el asesinato del juez Bolivarense Álvaro Ortega, que obligó a la cancelación inminente del campeonato colombiano de ese año. Ya en lo deportivo, Santa Fe se impuso sobre el Unión Magdalena en la final de la edición 1989 de la Copa Colombia; obtuvo en el encuentro de ida disputado en Santa Marta un valioso empate 0-0, y se impuso finalmente en Bogotá por marcador de 2-1, lo que le otorgó su primer título en esta competición, y acabó con 14 años de sequía deportiva para el club.

- Nómina campeona de la Copa Colombia 1989: José Fernando Hernández, Wilmer Cabrera, Hernando Cuero, Manuel Rincón, Miller Cuesta, William Palmero Morales, Tulio Hernán Guerrero, José Romeiro Hurtado, John Edison Álvarez, Manuel Acisclo Córdoba, Héctor Ramón Rambo Sossa, Armando Pollo Díaz, Germán Morales, Adolfo Tren Valencia, Freddy Rincón, Luis Alfonso Cheo Romero, Eduardo Niño, Víctor Manuel Rozo, Roberto Alfonso Cañón, Carlos Alberto Baquero, Juan Carlos Rodríguez, Adolfo Holguín, José Freddy Hurtado, Dorian Zuluaga, Fabián Martínez, Rubén Darío Ramírez, Fernando Vásquez y Alfredo Hurtado. DT: Diego Edison Umaña.

### 1990 a 1999 - Época de altibajos
En los campeonatos de 1990 y 1991 llegó al cuadrangular final, pero en ambos torneos terminó último en dicha fase. En 1992 de comenzó el campeonato con goleada a Millonarios 7-3; en esta ocasión clasificó a los cuadrangulares semifinales, pero terminó tercero, detrás de América de Cali y Atlético Nacional. En 1993  y 1994 estuvo cerca de descender al cumplir dos pésimas campañas, y quedar en la posición 14 en ambos campeonatos.
Para el campeonato de 1995 el equipo mejoró lo hecho en los años anteriores y se ubicó quinto, pero para la campaña 1995/96 hizo una de sus peores campañas al quedar en la posición 15. En el torneo nivelación de la temporada 1996/97 Campeonato colombiano 1996/97 terminó 11, lejos del cuadrangular final, y en el torneo adecuación no pasó de la posición 12.
Finalmente, en 1998  clasificó a los cuadrangulares semifinales, aunque quedó último en su cuadrangular. En 1999 volvió a cumplir otra pésima campaña, al quedar en la posición 13, cerrando así una mala década en el campeonato nacional.

### Subcampeón de la Copa Conmebol 1996
En la temporada 1995/1996, la Dimayor decidió realizar un cuadrangular con los equipos que habían quedado entre el noveno y duodécimo puestos, para definir el clasificado por Colombia a la Copa Conmebol 1996, segundo torneo internacional más importante de Sudamérica en ese entonces. Los equipos que hicieron parte de dicho cuadrangular fueron Santa Fe, Independiente Medellín, Atlético Huila y Cortuluá; finalmente, el Expreso Rojo logró imponerse a sus adversarios, al conseguir el cupo para participar en la Copa Conmebol.
El primer rival en este torneo fue el Deportivo Táchira de Venezuela con el que igualó 2-2 de visitante y lo venció por 3-0 en el juego de vuelta en Bogotá. Su siguiente rival fue el Bragantino de Brasil al que derrotó 1-0 como local y sacó un empate sin goles en el Estadio Marcelo Stéfani de Brasil. En semifinales le correspondió enfrentar al Vasco da Gama, con el que cayó por marcador de 2-1 como visitante en el Estadio Maracana, pero se impuso finalmente en el partido de vuelta por 1-0, e igualó el marcador global, lo que obligó a la definición desde los 12 pasos, en la que salió vencedor por marcador de 6-5. En la otra llave se impuso Lanús de Argentina, que había vencido a Rosario Central con un global de 6-1. El primer partido de la final se jugó en Buenos Aires, donde los locales ganaron por 2-0. Mientras que el partido de vuelta se disputó en el Estadio El Campín, donde Santa Fe apenas pudo ganar por 1-0, lo que dejó el marcador global en 2-1 a favor de Lanús y entregó el subcampeonato al conjunto bogotano.

- Nómina De La Final Copa Conmebol 1996: Rafael Dudamel, Nelson Rolo Flórez, Wilson Gutiérrez, Orlando Garza Garcés, Óscar Upegui, Roberto Vidales, Jorge Salcedo, Robert Villamizar, Francisco Pacho Wittingham, Silverio Ramón Penayo, Gustavo Díaz. Suplentes: Agustín Julio, Alejandro Zea, Grigori Méndez, Jhon Pérez y Farley Hoyos Dirección Técnica: Pablo Centrone.

### Subcampeón de la Copa Merconorte 1999
Pasaron 3 años para que Santa Fe figura de nuevo en el panorama internacional, esta vez en la Copa Merconorte 1999, gracias a una invitación que le hizo la Conmebol, y donde participó junto a Millonarios y América de Cali, como representativos colombianos.
Santa Fe comenzó su única participación en este torneo en el grupo C junto al Caracas de Venezuela, el Emelec de Ecuador y el Sporting Cristal del Perú. Obtuvo al final de esta fase su clasificación a semifinales como primero de su grupo con 13 puntos, uno más que el Caracas, que fue el segundo mejor clasificado del torneo, lo que le permitió enfrentarse de nuevo al “Expreso Rojo” en la penúltima fase de la copa. Allí los dos equipos igualaron 1-1 tanto en Caracas como en Bogotá, lo que llevó a una disputa desde el punto penal con el fin de saber quién sería el que se enfrentaría al América de Cali en la final. En esta instancia fue Santa Fe quien se llevó la victoria al anotar el último penal por intermedio de Wilson Cano, y dejar la serie 4-2 desde los 12 pasos.
El partido de ida de la final se disputó el 15 de diciembre de 1999 en el Estadio Pascual Guerrero de Cali; Santa Fe se fue abajo en el marcador en el minuto 12 de juego, luego de que Nilson Pérez empalmara de manera providencial un balón bajado en el área, pero finalmente el rojo capitalino resultó dándole vuelta al marcador cuando al partido apenas le quedaban 13 minutos para su conclusión: al minuto 77 fue David Hernández quien empató el juego para los de Bogotá, y seis minutos más tarde Luis Alberto Moreno le dio la victoria final a Santa Fe, e hizo soñar tanto a hinchas como jugadores con la primera consagración internacional del equipo tras el subcampeonato en la Copa Conmebol. Fue entonces el 22 del mismo mes en el Estadio Nemesio Camacho El Campín donde se disputó el partido de vuelta de la final, un encuentro cerrado y sin mucha claridad por parte los dos equipos; tanto así que fue solo en el minuto 59 del segundo tiempo se abrió el marcador por medio del delantero “escarlata” Jairo Catillo. Logró con esto el empate de la serie 2-2 para el América y obligó finalmente a una definición por penales, la cual se llevaron los “Diablos Rojos” con un 5-3 final, dejando otra vez a Santa Fe con las manos vacías.

- Nómina de la final Copa Merconorte 1999: Agustín Julio; Iván López, Adelmo Vallecilla, Hilario Cuenú, Edison González, Luis García, Emir González, Luis Moreno, Aldo Leão Ramírez, Wilson Cano, Jeffrey Díaz. Cambios: (Iván Velásquez, 72') por Luis García, y (David Hernández, 46') por Aldo Ramírez. Dirección Técnica: Fernando Pecoso Castro.[cita requerida]

### 2000 a 2001
En el 2000 Santa Fe ocupa el segundo lugar en la fase regular con 74 puntos, 12 menos que el líder y posterior campeón América de Cali, finalmente en el cuadrangular final el equipo sería último, con un total de 7 unidades.
En 2001 clasifica séptimo a los cuadrangulares; en su grupo gana un juego y empata cinco, teniendo chances de clasificar a la final hasta la última fecha. Finalmente terminó tercero con nueve puntos, a dos del América de Cali.

### 2002 a 2011 - Torneos cortos, subcampeón de la Liga y campeón de la Copa

#### 2002 a 2004
A partir del año 2002 la Dimayor decide implementar la modalidad de torneos cortos, con la que se juega hasta la fecha. Fue justamente en el primer campeonato disputado bajo esta modalidad, más precisamente en el Apertura 2002 donde Santa Fe ocupa el segundo lugar detrás del Deportivo Cali en la serie de todos contra todos. Finalmente en el cuadrangular B se enfrentaría a Envigado, América y Bucaramanga ocupando el segundo lugar con 11 puntos, a 1 del clasificado América de Cali, lo cual ocasionó su eliminación en esta ocasión. En el Finalización estuvo dentro de los ocho primeros hasta la última fecha, cuando cayó de visitante ante el Once Caldas por 0-2, por lo que quedó noveno con 32 puntos, los mismos que Atlético Nacional, pero con menor diferencia de gol, quedando afuera de los cuadrangulares de ese torneo.
En 2003 hace una mala campaña. En el Torneo Apertura 2003 culminó en el puesto 16, mientras que en el Torneo Finalización 2003 apenas es 13.º, cerrando el año en la posición 15° en la reclasificación con 42 puntos.
En 2004 apenas logra mejorar lo hecho en 2003. En el Torneo Apertura 2004 culmina 13.º, y en el Torneo Finalización 2004 culmina 10.º, con chances de clasificar a los cuadrangulares hasta la última fecha.

#### 2005 - Subcampeón del Torneo Apertura
Fue entonces en el Apertura 2005, después de clasificar a los cuadrangulares semifinales, (donde estuvo ausente desde el Torneo Apertura 2002) como segundo en la tabla general del Torneo Apertura, cuando Santa Fe disputó el cupo a la final frente a Envigado F.C., Atlético Huila y Once Caldas en el cuadrangular B. Después de vencer como local al Huila y como visitante al Caldas, Santa Fe se jugó la clasificación a la final en Bogotá enfrentando a Envigado, en un choque que perdió 2:0. En su visita al equipo antioqueño logró reponerse y con gol de Luis Yanes lo venció 1-0 en los últimos minutos del partido. A pesar de perder en la última fecha frente al Atlético Huila, Santa Fe llegó a la final.
En el partido de ida, en Bogotá, Santa Fe empató con Atlético Nacional 0-0, mientras que en Medellín perdió 2-0, después de que Luis Yanes desperdiciara un claro contragolpe que tuvo junto a Juan Carlos Toja. Obtuvo de esta manera el título de campeón el equipo antioqueño.
Al final de la temporada, luego de acceder nuevamente a los cuadrangulares semifinales del Torneo Finalización 2005 con 29 puntos en el octavo lugar, Santa Fe no consiguió clasificar a la final como sí había ocurrido en el Torneo Apertura; quedó al término de esta fase como tercero del cuadrangular B con 8 puntos. Sin embargo, el equipo obtuvo el segundo lugar en la reclasificación del año, lo que le otorgó un cupo para disputar la primera fase de la Copa Libertadores al año siguiente, torneo al cual no clasificaba desde 1980.

- Nómina subcampeona Torneo Apertura 2005: Luis Neco Martínez, Nelson Rolo Flórez, Nelson Olveira, Francisco Nájera, Francisco Pacho Delgado, Juan Carlos Ramírez, Carlos Ganiza Ortiz, Aldo Leao Ramírez, Mario Gómez, Luis Yanes, Víctor Cortés. Suplentes: Fabián Carabalí, John Freddy Tierradentro, Pablo César Pachón, Jairo Suárez, Juan Carlos Toja, Daniel Gamarra, Léider Preciado. D.T.: Germán Basilico González.[cita requerida]

#### 2006 a 2009
Santa Fe comenzó la temporada 2006 clasificando a la fase de grupos de la Copa Libertadores 2006, luego de empatar sus dos juegos contra el Defensor Sporting de Uruguay, pero gracias a sus anotaciones como visitante en el empate 2-2 en Montevideo, y la paridad 0-0 en Bogotá, el equipo bogotano se logra ubicar en el grupo 2 de la copa.
En el certamen, Santa Fe fue el mejor club colombiano. David Montoya se mostró como su máxima figura. En el grupo 2 Santa Fe fue primero por encima de Estudiantes de La Plata, Sporting Cristal y Bolívar. En octavos de final, Santa Fe quedó eliminado a manos de las Chivas de Guadalajara, luego de que en la ida perdieran 3-0 y en el partido de vuelta en Bogotá se impusieran por 3-1, quedando eliminados con un marcador global de 4-3. Un factor determinante en dicha derrota fue el lamentable deterioro de la gramilla del Estadio Nemesio Camacho El Campín.
En el Torneo Apertura 2006 Santa Fe queda eliminado, en el puesto 14, principalmente debido a la participación en la Copa Libertadores. El técnico Germán Basílico González deja su cargo y se posesiona en el mismo el argentino Ricardo Gareca.
Para el Torneo Finalización 2006, Ricardo Gareca dimite a su cargo en la octava jornada luego de la goleada sufrida por Santa Fe 1-4 frente al Deportivo Pereira en el Estadio El Campín. El club asigna el cargo de técnico a Pedro Sarmiento, sin embargo este no lo pudo clasificar, quedando eliminado en el puesto 12.
En el Torneo Apertura 2007 Santa Fe hace una buena campaña, clasificando séptimo a los cuadrangulares semifinales. En esa fase, el club 'Cardenal' quedó último del Grupo A, siendo superado por Atlético Nacional, Deportivo Cali y Boyacá Chicó.
En el Torneo Finalización 2007 Pedro Sarmiento es licenciado del cargo en la novena fecha, luego de cuatro partidos sin victorias. Arturo Leyva dirigió al equipo desde el partido frente a Real Cartagena hasta la última fecha, finalizando último del campeonato con apenas 13 puntos, los mismos del club cartagenero que descendió a la Primera B. Siendo esta la peor campaña en la historia del club cardenal.
Para el Torneo Apertura 2008 llega Fernando Pecoso Castro a dirigir el equipo con el objetivo de llevarlo hasta el título. Las cosas marchaban bien, ya que Santa Fe clasificó tercero con 31 puntos a los cuadrangulares semifinales, fase en la cual quedó eliminado al ubicarse de nuevo tercero del grupo A con apenas 7 unidades. Debido a ese hecho y una polémica entre el entrenador y el periodista Carlos Antonio Vélez por la posible llegada de Hernán Darío Gómez a dirigir a Santa Fe, el técnico Pecoso dejó su cargo al término del torneo.
Justamente, para el Torneo Finalización 2008, Hernán Darío Bolillo Gómez fue nombrado entrenador de Santa Fe. No pudo clasificar a los cuadrangulares semifinales y el equipo terminó en el puesto 11 con 26 puntos.
Para el Torneo Apertura 2009 Gómez siguió en el cargo, pero luego de la derrota de Santa Fe 2-3 frente al Deportes Quindío en el Estadio El Campín, decidió renunciar a su cargo, pero se retractó tres días después, luego de charlar con jugadores y directivos. El 3 de mayo, luego del empate 1-1 frente a Atlético Nacional, Bolillo renunció de nuevo, pero esa vez los directivos de Santa Fe aceptaron su dimisión. Heriberto Niño se encargó de la dirección técnica las últimas tres fechas, y Santa Fe terminó en el puesto 14 con 21 puntos.

#### Campeón de la Copa Colombia 2009
Para el Finalización 2009 se sentaría en el banco de nuevo Germán 'Basílico' González quién fuera subcampeón del Torneo Apertura 2005. En este nuevo ciclo, Basílico le da un nuevo aire al equipo, logrando ganar la Copa Colombia 2009 contra el Deportivo Pasto en el Estadio El Campín en una definición por penaltis con un 5-4 a favor, luego de presentarse un empate 2-2 en el global, asegurando con esto la participación en la Copa Sudamericana 2010. Acabando en segunda instancia con una racha de 20 años sin títulos y 3 sin competencia internacional.
Durante el certamen, Santa Fe enfrentó en el Grupo D a los equipos Millonarios, La Equidad, Academia, Centauros Villavicencio y Bogotá F. C. el equipo cardenal se clasificó como segundo de su grupo con 18 puntos, uno menos que su rival de patio Millonarios, en la segunda fase superó al Cúcuta Deportivo 5-4 en los penales luego de haber quedado empatados con un marcador global de 5-5,[cita requerida] posterior a esto el “rojo bogotano” se enfrenta al Deportivo Pasto en la tercera ronda, cayendo al final de esta fase con un marcador de 4-3 en el global, sin embargo, gracias al sistema de clasificación de ese entonces logra avanzar a semifinales como el perdedor afortunado.[cita requerida] Ya en semifinales Santa Fe se enfrentó al Atlético Nacional; los dos equipos empatarían al final de los 180 minutos con un marcador global de 4-4, obligando de esta manera a una definición desde el punto blanco del penalti, la cual terminaría clasificando a los bogotanos a la final del torneo con un total de 4-2.[cita requerida]
González también logró en aquella ocasión la clasificación a los cuadrangulares finales del Torneo Finalización, luego de terminar segundo con 30 puntos, 8 menos que el líder y posterior campeón el Independiente Medellín, ocupando finalmente la tercera posición del grupo B con 7 puntos.

- Nómina campeona en Copa Colombia 2009: Agustín Julio, Sergio Otálvaro, Andrés Felipe González, Carlos Enrique Valdés, Ricardo Villarraga, Maximiliano Flotta, Yulián Anchico, Juan Carlos Quintero, Luis Manuel Seijas, Julio Gutiérrez, Cristian Nazarit, Camilo Vargas, Jairo Suárez, Omar Sebastián Pérez, Mario Efrain Gómez, Mario Alejandro González, Daniel Alejandro Torres, Daniel Vélez, Emanuel Acosta, Francisco Pacho Delgado, Javier Arizala, Alejandro Bernal, Osneider Álvarez, Daniel Néculman, José Adolfo Trencito Valencia, Yovanny Arrechea, Diego Fernando Moreno, Misael Camargo, y Carlos Mario Castro. D.T.: Germán Basilico González.

#### 2010 - Tercer puesto y participación en la Copa Sudamericana
Durante el Torneo Apertura 2010, después de dejar al equipo en sexta posición con 30 puntos y sin posibilidad de clasificar a las semifinales del campeonato, que en ese momento había sufrido una reestructuración en el formato de clasificación, debido a la disputa en el mes de junio de la Copa Mundial de Fútbol de ese año. Renuncia al final de la temporada con un título en su haber el profesor Germán Basílico González.
Para el Torneo Finalización 2010 llega Néstor Otero a la dirección técnica de Santa Fe. Con la llegada del vallecaucano el rojo capitalino dominó durante casi todo el torneo, obteniendo un invicto de 6 fechas al comienzo del campeonato, clasificándose de esta manera a los cuadrangulares semifinales como tercero en la tabla de posiciones con 35 puntos, uno menos que los líderes y posteriores finalistas Once Caldas y Deportes Tolima. Ya en el cuadrangular A, Santa Fe debió medirse con Deportes Tolima, Atlético Huila y La Equidad respectivamente, perdiendo al final de esta fase la opción de disputar una nueva final en el fútbol colombiano, al caer como local en el último partido 1-0 con al Deportes Tolima, (posterior subcampeón del Torneo Finalización 2010), dejando al club bogotano segundo en su grupo con 10 puntos, uno menos que los de Ibagué. Sin embargo debido al buen rendimiento del equipo durante casi toda la temporada, esté logra ubicarse al final de la misma en la tercera posición de la reclasificación, asegurando por segundo año consecutivo la participación en la Copa Sudamericana. Competición en la que paralelamente queda eliminado luego de caer en su edición 2010, en la ronda de los octavos de final frente al Atlético Mineiro de Brasil por marcador global 1-2. En las rondas previas Santa Fe había superado en la copa a los equipos venezolanos del ACD Lara (4-2) y Caracas FC (2-1) respectivamente.

#### 2011 - Semifinalista
En el Torneo Apertura 2011, Santa Fe comenzó su participación en la liga disminuido por las dificultades económicas producto de la falta de patrocinio, pero integrando una nómina con refuerzos de renombre en el fútbol colombiano como Ariel Carreño, Gerardo Bedoya y Sergio Galván. Sin embargo esto no se vio reflejado a lo largo del torneo, lo que llevó a la renuncia del técnico Néstor Otero después de caer como visitante 2-0 frente a América de Cali en la fecha 7. Tomó el control del equipo para las últimas 11 fechas un viejo conocido de las divisiones inferiores, Arturo Boyacá. Terminó en la posición 14 con 21 puntos. Para el segundo semestre del año, Arturo Boyacá fue ratificado en el banco de Santa Fe. Jugó la Copa Sudamericana 2011 luego de que el equipo quedara tercero en la reclasificación del año 2010, además de afrontar el Torneo Finalización 2011 y la fase final de la Copa Colombia 2011, producto de su buen remate de torneo con 4 victorias consecutivas en las fechas finales de la fase de grupos, aunque luego cayó eliminado en la ronda de los octavos de final, a manos del Boyacá Chicó con un marcador global de 3-1.
El 19 de septiembre de 2011 el técnico Arturo Boyacá fue destituido de su cargo, según la dirigencia cardenal por los malos resultados obtenidos en las últimas fechas y al mal manejo que este le estaba dando al equipo.[cita requerida] Sin embargo, otros tantos alegaron que el despido de Boyacá fue producto de la mala relación que él tenía con las directivas en las últimas semanas.[cita requerida] El extécnico cardenal finalizó su segundo ciclo con el equipo capitalino con un 50% de rendimiento, al obtener 11 victorias, 7 empates y 9 derrotas en 6 meses a cargo, y estar en la sexta posición del Torneo Finalización 2011 con 8 puntos, a dos del primer lugar. Wilson Gutiérrez, exasistente técnico de Boyacá, fue dejado a cargo del equipo como entrenador en propiedad. Con Gutiérrez al mando, el equipo comenzó una nueva etapa, Santa Fe logró en la Copa Sudamericana 2011 una destacada actuación al llegar hasta los cuartos de final, donde cayó finalmente frente a Vélez Sarfield de Argentina por marcador global de 4-3. En esta edición Santa Fe logró superar en las rondas previas al César Vallejo de Trujillo en el Perú, por marcador global de 3-1; en la segunda ronda venció al Deportivo Cali de Colombia (6-5) en los penales, luego de haber empatado 2-2 en los 180 minutos reglamentarios; finalmente, en los octavos de final se impuso al Botafogo de Brasil por marcador de 5-2.[cita requerida]
Luego de la eliminación en la Sudamericana, Santa Fe centró toda su atención en el torneo local, y logró clasificarse en las últimas fechas a la fase final, tras imponerse en el clásico bogotano a Millonarios por 1-0 en la penúltima fecha, con gol del arquero Camilo Vargas al último minuto del partido, tras un tiro de esquina cobrado por Omar Pérez. Aseguró finalmente su cupo entre los ocho mejores del campeonato al vencer como visitante en la última jornada al Real Cartagena por 2-1,[cita requerida] y ubicarse de esta manera como quinto en la tabla general.
En los cuartos de final Santa Fe se enfrentó al Itagüí, lo superó con un marcador global de 4-3, y clasificó de esta manera a las semifinales del Torneo Finalización 2011 en las que se enfrentó al Once Caldas de Manizales. En esta ronda el equipo de la capital logró sacar un empate importante como visitante 1-1 en el Estadio Palogrande, que le permitió cerrar la llave como local en El Campín. Sin embargo, Santa Fe cayó como local por marcador de 2-1, en un partido que tuvo que ser aplazado por las condiciones climáticas que se vivían en la ciudad por ese entonces; perdió, entre otras cosas, la posibilidad de clasificarse por tercer año consecutivo a la Copa Sudamericana.

### 2012 - Séptima Estrella
Con la consolidación de Wilson Gutiérrez como entrenador, el equipo afronta una nueva temporada, olvidando la eliminación en semifinales por parte del Once Caldas y centrándose en conseguir el máximo objetivo: Lograr la estrella y acabar de paso con casi 4 décadas sin conseguir títulos dentro de la liga colombiana. Comienza entonces el Apertura 2012 con el representativo clásico capitalino, el cual terminaría en tablas tras el empate 1-1 entre Santa Fe y Millonarios, curiosamente, con goles de Nelson Ramos, de Millonarios; y Omar Pérez de Santa Fe, ambos desde el punto de penal.
Luego de esto Santa Fe recibiría su primera derrota de la temporada como visitante, contra el que sería la postre el líder del torneo en su fase todos contra todos, el Deportes Tolima; por marcador de 2-1. Luego obtiene su primera victoria del año, contra el que sería al final el colero de la tabla, el Cúcuta Deportivo. A partir de esa fecha, vendría a Santa Fe un “flagelo deportivo” considerado por muchos aficionados como la “empatitis”; la cual se define con una serie de partidos consecutivos sin perder pero así mismo sin conseguir victorias. Tales resultados generaron cierto disgusto por parte de algunos hinchas sobre la gestión y continuidad del DT Wilson Gutiérrez, los cuales pedían que fuese licenciado del club. Sin embargo, el presidente César Pastrana ratifica la continuidad del proceso llevado por el DT, con el férreo compromiso de buscar la mayor cantidad de victorias posibles.
Curiosamente, la racha victoriosa del cuadro 'Cardenal' llegaría en el segundo clásico del año en la disputa de la novena fecha del torneo, donde Santa Fe, jugando como visitante en el Campín derrotaría 3-4 a Millonarios, en un partido donde al comienzo se le vio con otra cara al conjunto rojo de la capital, logrando una victoria cómoda, holgada y amplia. Sin embargo el equipo, comenzó a relajarse para la segunda parte, dando pie a la remontada del rival; tras errores defensivos frente al que a futuro sería el segundo goleador del Torneo, es decir, Humberto Osorio Botello, lo cual otorgaría tensión al partido, sin embargo el equipo supo aguantar el resultado logrando así terminar con la abstinencia de victorias que poseía hasta ese entonces. A partir de esa fecha, Santa Fe lograría una racha victoriosa de 4 fechas, hasta el posterior empate contra Atlético Nacional y Once Caldas; lo cual compensaría con una seria y contundente goleada de 5-0 contra el Real Cartagena.
En la fase final del Todos contra todos, Santa Fe clasificaría en el segundo lugar, con 29 puntos; logrando a lo largo de su campaña 7 victorias, 8 empates y solamente 3 derrotas; lo cual ha sido catalogada como una de las mejores temporadas de los cardenales, y que lo conllevaría, gracias a la continuidad del proceso del año 2011, a ser catalogado como El mejor equipo de Colombia por la IFFHS. Cabe anotar, la consolidación como goleador cardenal de Diego Aroldo Cabrera, sin olvidar la contundencia e importancia de un jugador clave en el equipo, tanto en las jugadas de gol como anotando goles vitales para el equipo, como lo es Omar Sebastián Pérez; además de los aportes en el gol, ocasionales de Jonathan Copete y Edwin Cardona.
Ya para los cuadrangulares semifinales, Santa Fe como cabeza de grupo, fue ubicado en el grupo 'B', enfrentando a Boyacá Chicó, La Equidad e Itagüí Ditaires.
Desde el principio Santa Fe tomó el liderato del grupo luego de su victoria como local 1-0 frente a Boyacá Chicó. Posteriormente en la segunda fecha del cuadrangular, y tras la disputa de un intenso partido contra La Equidad en el Estadio de Techo el equipo logra sacar un punto importante, tras empatar 2-2 como visitante. Para la tercera fecha Santa Fe visita Ditaires en busca de la victoria, logrando dicha gesta tras vencer como visitante a Itagüí por 0-1; equipo al que superaría nuevamente, pero esta vez como local en el Estadio Nemesio Camacho El Campín por marcador de 2-1. Ya en la penúltima fecha y con todo su favor, Santa Fe decidía su clasificación anticipada frente a La Equidad, equipo al cual venció con cierta dificultad por un marcador de 2-1, lo cual lo ubicó como primero del grupo B con 13 puntos en la tabla con una fecha de anticipación; ya en la última fecha el equipo capitalino visitó al Boyacá Chicó con jugadores suplentes, arrojando como resultado final un 2-2 que ya poco decidía en la clasificación general del grupo. Ya en la final Santa Fe enfrentaría al ganador del Grupo 'A', es decir, el Deportivo Pasto, equipo que también se clasificó anticipadamente a esta instancia definitiva.
Fue entonces cuando el miércoles 11 de julio se jugó el partido de ida en el Estadio Departamental Libertad donde finalizados los primeros 90 minutos de la serie se da como resultado un 1-1 final que deja todo abierto para el partido de vuelta. Ya en el trámite del partido los locales se fueron en ventaja al minuto 25 de juego luego de un gol de tiro libre ejecutado por el juvenil Kévin Rendón sin embargo faltando dos minutos para finalizar la primera etapa y tras un cobro de tiro de esquina, fue el también juvenil Julián Quiñones el encargado de poner las tablas en el marcador a la espera de lo que pudiera suceder en el partido de vuelta.
El domingo 15 de julio en el Estadio Nemesio Camacho El Campín se disputó el partido definitivo de la Gran Final del Apertura 2012. Los dos equipos llegaron con posibilidades de ser campeón tras el empate de la ida. Sin embargo, Santa Fe hizo valer su condición de local y ante 37.000 espectadores, fue el encargado de poner cifras claras en el tanteador por intermedio de uno de los jugadores más destacados durante la campaña, el delantero Jonathan Copete, quien a los 71 minutos de juego recibió de cabeza un balón de tiro libre ejecutado por el argentino Omar Sebastián Pérez, dio así la ventaja al cuadro cardenal en la serie global con el que, a la postre, fue el gol que acabó con una sequía de títulos de 36 años, 6 meses y 24 días en la Categoría Primera A para el cuadro capitalino. Se consiguió así la séptima estrella. Santa Fe finalizó la temporada invicto como local, al ganar 9 partidos y empatar 4; marcó 25 goles y recibió apenas 8. El título le permitió participar por séptima vez en su historia en la Copa Libertadores de América edición 2013, donde fue cabeza de grupo y luego clasificó a las semifinales.
En el Torneo Finalización 2012 no pudo defender su título, al no clasificar a los cuadrangulares, por culminar 10° con 23 puntos.
| Alineación: - Camilo Vargas - Sergio Otálvaro - Julián Quiñones - Francisco Meza - Luis Carlos Arias - Yulián Anchico - Daniel Torres - Juan Daniel Roa - Omar Pérez - Jonathan Copete - Diego Cabrera - DT: Wilson Gutiérrez |  | Campeón Apertura 2012 VARGAS ARIAS MEZA ROA QUIÑONES OTÁLVARO PÉREZ CABRERA TORRES COPETE ANCHICO |
| Campeón Apertura 2012 VARGAS ARIAS MEZA ROA QUIÑONES OTÁLVARO PÉREZ CABRERA TORRES COPETE ANCHICO |  |                                                                                                   |

- Nómina campeona Torneo Apertura 2012 : Camilo Vargas, Sergio Otálvaro, Julián Quiñones, Francisco Meza, Luis Carlos Arias, Yulián Anchico, Daniel Torres, Juan Daniel Roa, Omar Pérez, Jonathan Copete, Diego Cabrera, Juan Manuel Leyton, Germán Centurión, Héctor Urrego, Hugo Alejandro Acosta, Gerardo Bedoya, Edwin Cardona, Mario Gómez, Óscar Rodas, Mateo Biojo, Alejandro Miguel Galindo, Héctor Salgado, Martín Aguirre, Didier Moreno, Juan Guillermo Vélez, Jorge Luis Ramos, Cristian Camilo Álvarez, Bryan Alberto Rebellón, Robert Jiménez, Andrés Angulo, Juan Guillermo Pedroza  y Juan Sebastián Hernández. D.T.: Wilson Gutiérrez.

### 2013 - Campeón de la Superliga, Subcampeón de Liga y Semifinalista de la Copa Libertadores
El 27 de enero del 2013, el Equipo capitalino Independiente Santa Fe se coronaria campeón de la Superliga Colombiana 2013 por primera vez en su historia, al enfrentarse en el Clásico Capitalino ante su eterno rival de patio Millonarios. El encuentro de ida realizado el 24 de enero del 2013 terminaría a favor del conjunto cardenal por 2-1; en el Partido de vuelta, los rojos ganarían por 1-0 realizado el 27 de enero del 2013, con un marcador global de 3-1, coronándose campeón de la Superliga de Colombia 2013 ante su hinchada. Santa Fe inició con buen pie el Torneo Apertura 2013 (Colombia), enfrentando dos torneos la Copa Libertadores 2013 y la Liga Postobón, obtendría el pase a semifinales de Copa Libertadores contra Olimpia de Paraguay, perdiendo la serie 2-1 contra los paraguayos, pero aun así, realizaría un gran torneo. Ya clasificado anticipado a los cuadrangulares finales del torneo colombiano y de primer puesto con un total de 33 puntos obteniendo así el punto invisible y compartiendo grupo con Millonarios, Deportivo Cali y Once Caldas logró 3 victorias, 2 empates y una derrota, esto le daría el pase directo a la final que disputaría contra Atlético Nacional, en el partido de ida en Medellín Santa Fe logró un valioso empate 0-0 contra el club paisa, pero en la vuelta en Bogotá cayo sorpresivamente 0-2, repitiéndose la historia del Apertura 2005 solo que esta vez los verdolagas dieron la vuelta en El Campín.
En el Torneo Finalización 2013 apenas logra clasificar a los cuadrangulares, terminando tercero en su grupo.

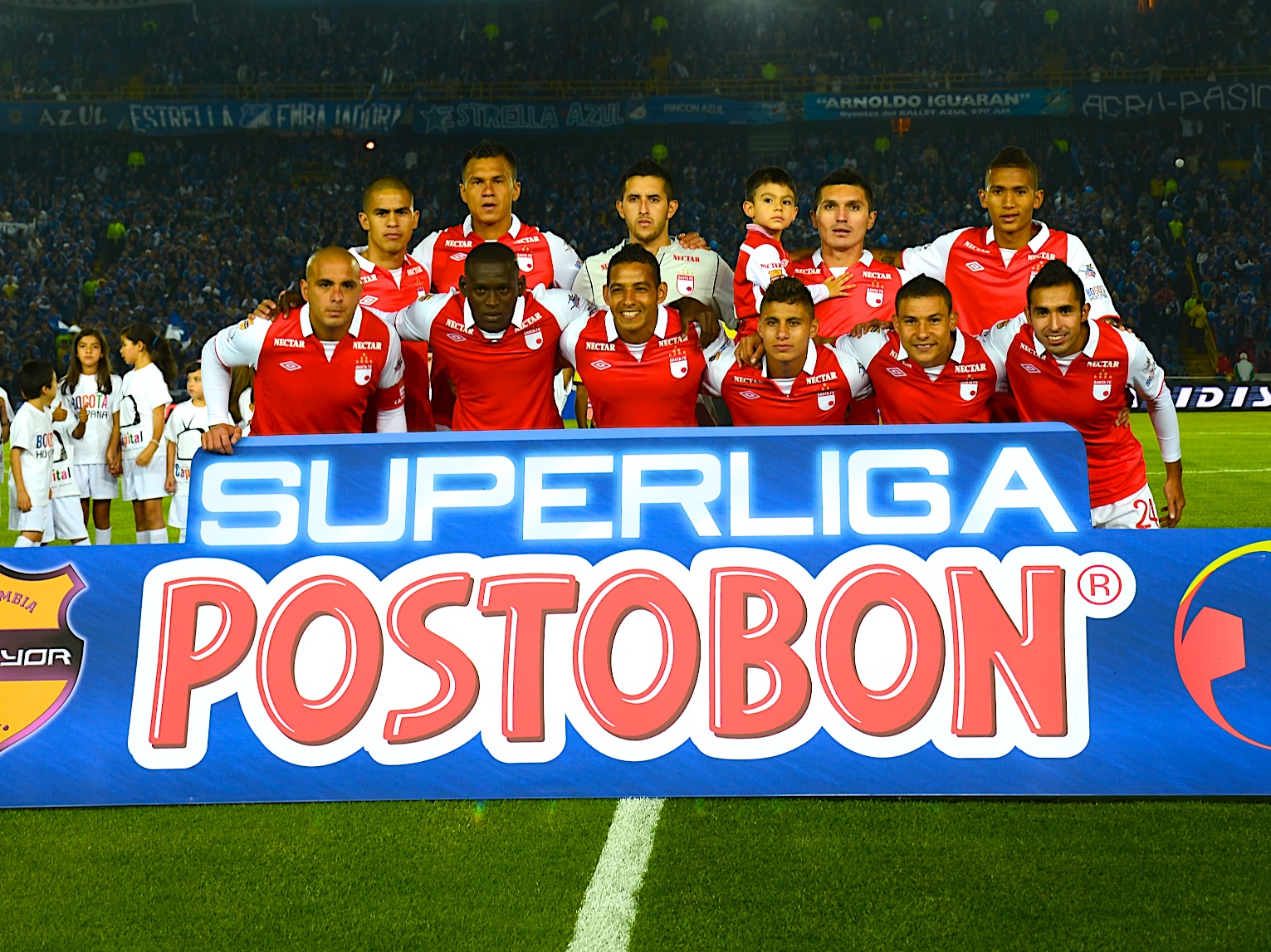
Equipo campeón de la Superliga.

| Alineación: - Camilo Vargas - Juan Daniel Roa - Carlos Valdés - Francisco Meza - Yulian Anchico - Luis Carlos Arias - Daniel Torres - Jhon Valencia - Omar Pérez - Wilder Medina - Cristian Martínez Borja - DT: Wilson Gutiérrez |  | Campeón Superliga 2013 VARGAS ARIAS MEZA ROA VALDES TORRES PÉREZ BORJA VALENCIA MEDINA ANCHICO |
| Campeón Superliga 2013 VARGAS ARIAS MEZA ROA VALDES TORRES PÉREZ BORJA VALENCIA MEDINA ANCHICO |  |                                                                                                |

- Nómina campeona de la Superliga de Colombia 2013: Camilo Vargas, Juan Daniel Roa, Carlos Valdés, Francisco Meza, Yulian Anchico, Luis Carlos Arias, Daniel Torres, Jhon Valencia, Omar Pérez, Wilder Medina, Cristian Martínez Borja. Suplentes: Juan Manuel Leyton, Julián Quiñones, Humberto Mendoza, Jorge Emanuel Molina, Jefferson Cuero, Fernando Cárdenas D.T.: Wilson Gutiérrez.[cita requerida]

### 2014 - Octava Estrella y subcampeón de la Copa Colombia
En la Copa Libertadores logra clasificar a la segunda fase después de eliminar a Monarcas Morelia, pero queda eliminado en la fase de grupo tras perder el último partido frente a Nacional de Paraguay. En el Torneo Apertura llega hasta la semifinal, pero cae ante Atlético Nacional.
Como dato anecdótico ante el equipo Deportivo Pasto, Santa Fe jugó su partido 3000 en la historia de la primera división del fútbol profesional Colombiano, el encuentro terminó 2-1 a favor del equipo cardenal. Este partido fue válido por la fecha 14 del Torneo Finalización 2014.
Bajo la responsabilidad de Gustavo Costas, en el segundo semestre, el equipo capitalino le quedaba por jugar la Copa Colombia y la liga.[cita requerida]
Durante una fase regular de la liga, el equipo capitalino consigue quedar primero en la fase de grupos lo que le permitió disputar la fase de cuadrangulares semifinales con la ventaja del punto invisible. Lo que comenzó siendo una excelente fase al ganar sus dos primeros partidos, se transformó en preocupación luego de dos empates consecutivos ante el atlético Huila, que permitió dejar con vida a los 4 equipos del grupo; mientras en el Grupo B, el equipo independiente Medellín lograba holgadamente la clasificación a la final del año.[cita requerida]
Al mismo tiempo, la mejor campaña de la historia de la Copa Colombia, le permitía al equipo cardenal llegar a la final con una campaña casi perfecta con solo una derrota en toda la competición. Lastimosamente, el equipo capitalino, perdería el partido de ida de la final de la Copa Colombia ante el Tolima 2 a 0, que a pesar de ganar el partido de vuelta, no alcanzaría y tendría que conformarse con un subcampeonato de copa.[cita requerida]
Quedando dos partidos para lograr la clasificación a la final de liga, el equipo capitalino pierde en casa ante el Once Caldas, lo que obligaría a postergar su clasificación en la última fecha de los cuadrangulares. Rompiendo las estadísticas en su contra, el equipo le ganó a Atlético Nacional en Medellín y clasificó a la final de liga a pesar de que con Atlético Huila igualó en puntos, pero los bogotanos eran dueños del llamado punto invisible, ventaja que los dejó finalistas de su grupo.[cita requerida]
En la final de la liga, el partido de ida durante los primeros 45 minutos fue dominado por Independiente Medellín en su primera parte, se imponía 1 – 0, el panorama para Santa Fe era oscuro pues adicionalmente Omar Pérez, el 10 cardenal salió obligadamente del campo para el segundo tiempo por una lesión en su talón izquierdo. Pero las anotaciones de Francisco Meza y Wilson Morelo, lograron que en Medellín, de nuevo, se hiciera historia al quedar un resultado 2 a 1 a favor de los leones.
El 21 de diciembre, se jugó el partido de vuelta. Con su afición y bajo un gol de Luis Carlos Arias de media distancia y a pesar de haber empatado el equipo visitante al final del partido, Santa Fe consiguió su 8° título de liga.[cita requerida]
| Alineación: - Camilo Vargas - Dairon Mosquera - Yair Arrechea - Francisco Meza - Yulian Anchico - Luis Carlos Arias - Daniel Torres - Juan Daniel Roa - Armando Vargas - Jefferson Cuero - Wilson Morelo - DT: Gustavo Costas |  | Campeón Finalización 2014 VARGAS ARIAS MEZA ANCHICO ARRECHEA TORRES VARGAS CUERO ROA MORELO MOSQUERA |
| Campeón Finalización 2014 VARGAS ARIAS MEZA ANCHICO ARRECHEA TORRES VARGAS CUERO ROA MORELO MOSQUERA |  | |

- Nómina campeona del Torneo Finalización 2014: Camilo Vargas, Yulian Anchico, Yerry Mina, Francisco Javier Meza, Dairon Mosquera, Luis Carlos Arias, Daniel Torres, Juan Daniel Roa, Omar Pérez, Wilson Morelo, Jefferson Cuero, Róbinson Rufay Zapata, Yair Arrechea, Armando Vargas, Ricardo Villarraga, Luis Manuel Seijas, Michael Rangel, José Julián de la Cuesta, Wilder Medina, Darío Rodríguez, Sebastián Salazar, Jhon Fredy Miranda, David Ferreira, Héctor Antonio Urrego, Juan Guillermo Pedroza y Libis Arenas.  D.T.: Gustavo Costas.

### 2015 - Campeón de la Superliga y de la Copa Sudamericana, y subcampeón de la Copa Colombia
El 24 de enero de 2015 se enfrentaron en el Estadio Atanasio Girardot de Medellín, Atlético Nacional, campeón del Apertura 2014 e Independiente Santa Fe, campeón del Finalización 2014. Los locales abrieron el marcador con gol de Jonathan Copete (12'), Wilson Morelo empató para Santa Fe (43'); en el minuto 58, Harold Cummings cometió mano en el área, tarjeta amarilla y tiro penal, que convirtió Luis Carlos Ruiz.
El 28 fue el partido de vuelta en el Estadio El Campín de Bogotá. Ómar Pérez cobró un tiro libre (33') y “la ubicó en la cabeza de Yerry Mina. El defensor, como tocado por la varita mágica de Pérez, metió un cabezazo, y la hazaña quiso que el arquero Armani lo atajara y que diera rebote. Ahí Mina, en 33 minutos, inspirado con su disfraz de delantero, y de paso de crack, inventó un taco para domar la pelota; remató fuerte, arriba. Golazo”. Luis Páez puso el 2-0 (59') que selló el triunfo de Santa Fe en el partido y en el torneo: Santa Fe se coronó campeón con un resultado global de 3 a 2.
| Alineación: - Róbinson Zapata - Juan Daniel Roa - Yerry Mina - Francisco Meza - Dairon Mosquera - Luis Carlos Arias - Daniel Torres - Yulián Anchico - Omar Pérez - Luis Páez - Wilson Morelo - DT: Gustavo Costas |  | Campeón Superliga 2015 Zapata Arias Meza Roa Mina Torres Pérez Páez Anchico Morelo Mosquera |
| Campeón Superliga 2015 Zapata Arias Meza Roa Mina Torres Pérez Páez Anchico Morelo Mosquera |  |                                                                                             |

- Nómina campeona de la Superliga de Colombia 2015: Róbinson Rufay Zapata, Juan Daniel Roa, Yerry Mina, Francisco Meza, Dairon Mosquera, Luis Carlos Arias, Daniel Torres, Yulián Anchico, Omar Pérez, Wilson Morelo, Luis Páez. Suplentes: Leandro Castellanos, Yair Arrechea, Ricardo Villarraga, Armando Vargas, Luis Manuel Seijas, Luis Quiñones D.T.: Gustavo Costas.[cita requerida]

En el Apertura, no tuvo buena actuación, y fue eliminado por Millonarios en la última fecha. En el Finalizazión, clasificó octavo a las eliminatorias finales, en las que perdió con el Junior, por un marcador global de 3-2. Fue subcampeón de la Copa Colombia; nuevamente Junior se cruzó en su camino, y perdió la final con un marcador global de 2-1.

#### Campeón de la Copa Sudamericana 2015
En el segundo semestre del año, Santa Fe disputó la Copa Sudamericana 2015, en condiciones difíciles, ya que sufrieron lesiones importantes varios de los principales jugadores: el capitán, Omar Pérez en una rodilla, Sergio Otálvaro en una clavícula, y el más grave Dairon Mosquera, ruptura del tendón de Aquiles; además, en el curso del torneo, fue licenciado Luis Quiñones por indisciplina. En la primera fase de la zona norte, el miércoles 12 de agosto, en el Estadio Reina del Cisne, de la ciudad de Loja, Ecuador, Santa Fe se enfrentó a Liga Deportiva Universitaria de Loja, con resultado de 0-0. En el juego de vuelta, el jueves 20 de agosto, en El Campín de Bogotá, Santa Fe venció por 3-0 y pasó a la segunda fase: falta de Juan Espinosa sobre Wilson Morelo dentro del área, penal cobrado por el afectado y gol (33'); repitió Morelo "...en una gran jugada individual en la que dejó quieta a la defensa y al portero Danny Cabezas..." (61'); luego, Kener Arce Caicedo le cometió una infracción a Juan Daniel Roa dentro del área, que cobró nuevamente Morelo y puso el marcador definitivo (71'). El jueves 27 de agosto, en el Estadio Gran Parque Central, Santa Fe venció por 2-0 al Nacional de Montevideo, Uruguay, con dos goles en el segundo tiempo, de Wilson Morelo (18') y Luis Manuel Seijas (29'). En el juego de vuelta, el miércoles 16 de septiembre en El Campín, Santa Fe perdió por 0-1 (gol de Santiago Romero a los 23' del segundo tiempo), pero pasó a la siguiente fase por el marcador global de 2-1, además con dos goles de visitante. El miércoles 23 de septiembre, en el Estadio Jocay, de Manta, Ecuador, Santa Fe perdió ante el Emelec de Guayaquil. Wilson Morelo desperdició un tiro penal (8'), decretado por falta dentro del área que le cometió Gabriel Achilier. El cuadro cardenal abrió el marcador con gol de Juan Daniel Roa (45' del primer tiempo), que remató un centro de Sergio Otálvaro, y "... le ganaba merecidamente al Emelec ecuatoriano y no pasaba mayores sustos, pero una mala entrega de Yeison Gordillo les permitió a los locales armar un ataque que terminó con el gol del empate..." de Miler Bolaños. Seijas no concretó un pase de Luis Quiñones. "Luego de un saque de banda que favorecía a Santa Fe, pero que el juez sancionó al contrario, Bolaños ingresó al área y remató, el balón pegó en el hombro de Yerry Mina y Marqués decretó penalti", que anotó Bolaños para el 2-1 final. El jueves 29 de septiembre, en El Campín, Santa Fe derrotó a Emelec por 1-0 con gol de cabeza de Wilson Morelo (46').
En cuartos de final, Santa Fe enfrentó al club argentino Independiente, de Avellaneda, en el Gran Buenos Aires. El miércoles 22 de octubre, Santa Fe derrotó a Independiente en el Estadio Libertadores de América, con gol de Leyvin Balanta (65'). El partido de vuelta se jugó en El Campín; "...gran parte de la tarea se había hecho..." al vencer "...al llamado Rey de Copas...", aunque estaba "...lejos de ser el que en los setenta y ochenta ganó cuatro copas Libertadores de América y dos intercontinentales (1973 y 1984)". En un cobro de tiro de esquina, Francisco Meza anotó gol de cabeza (30'); en el segundo tiempo, el árbitro anuló un gol de Morelo; después, Róbinson Zapata no pudo controlar un tiro que le rebotó en su cuerpo y se convirtió en autogol (91').
Santa Fe enfrentó su tercera final continental frente a Huracán de Argentina. El ambiente en el club no era el mejor debido a que Wilson Morelo pasaba por una sequía goleadora; el referente del medio campo, Omar Pérez, no se había podido recuperar completamente de una lesión de la rodilla; y el equipo había perdido la final de la Copa Colombia frente a Junior de Barranquilla. A pesar de los inconvenientes, el equipo viajó a Buenos Aires para disputar la ida de la final en el Estadio Tomas A. Ducó el 2 de diciembre de 2015. En un partido muy cerrado, Santa Fe consiguió un valioso empate 0-0 ante Huracán. En ese juego, "...se lució Yerry Mina, el gigante, ganando el cuerpo a cuerpo ante Ramón Ábila, el corpulento goleador de los argentinos...", y "...Huracán casi no inquietó al arquero Róbinson Zapata..." porque "...Yerry Mina y Francisco Meza devolvieron casi todo..."; "Seijas.... el futbolista más claro... se impuso por la izquierda... se volcó en el medio y generó desequilibrio con sus pases..", y confirmó el sobresaliente nivel que lo llevó ser escogido más adelante como parte del Equipo Ideal de América 2015. 
El 9 de diciembre de 2015, ante 38.000 espectadores, se jugó la vuelta en el Estadio Nemesio Camacho El Campín, donde se repitió el mismo resultado del partido de ida, esta vez luego de "...120 minutos de fútbol aburrido y de mucho nerviosismo...", "...y el héroe de la noche fue Róbinson Zapata, el mismo que en el primer minuto cometió un error y puso a sufrir a los 35.000 hinchas que llenaron El Campín". Antes de finalizar los 30 minutos suplementarios, Ramón Ábila golpeó a Yerry Mina, lo cual causó su expulsión y dejó fuera de la cancha a uno de los referentes de Huracán. Al finalizar los 120 minutos sin goles, Santa Fe volvió a disputar una final desde los 12 pasos. La última vez que esto pasó en una final nacional, Santa Fe ganó la Copa Colombia 2009 frente a Deportivo Pasto. En una final internacional, perdió frente a América de Cali en la Copa Merconorte 1999; como hecho curioso, Rufay Zapata defendió los colores del América ese día y, en esta final de 2015, él fue el encargado de detener los cobros de los jugadores de Huracán. El primero en cobrar fue Mauro Bogado, y Rufay Zapata atajó el cobro y le dio la ventaja a Santa Fe; Omar Pérez cobró a la derecha de Marcos Guillermo Díaz, el balón se coló por debajo del arquero, y Santa Fe puso la serie 1-0 a su favor. Martín Nervo estrelló contra el horizontal el segundo cobro; Luis Manuel Seijas fue el segundo cobrador de Santa Fe y, tomando un gran riesgo, puso el balón al centro del arco: 2-0 a favor de Santa Fe. Para la tercera ronda, Mancinelli y Balanta anotaron sus respectivas ejecuciones. Con la serie 3-1, Huracán debía hacer un gol para mantenerse con vida, y el encargado fue Patricio Toranzo; sin embargo, el mediocampista estrelló su balón en el horizontal, y sentenció la serie a favor de Santa Fe que, para la alegría de sus hinchas, se coronó campeón de la Copa Sudamericana 2015. Fue su segundo trofeo internacional oficial y lo convirtió en el primer equipo colombiano en ganar este título. Además, con ese trofeo, los jugadores Yulián Anchico y Omar Pérez se convirtieron en los más triunfadores en la historia santafereña, con seis títulos, los mismos seis para ambos; fuera de los mencionados a propósito de estos juegos de la final, se destacaron también "...el todoterreno Juan Daniel Roa...", Yeison Gordillo, y "...Morelo, divorciado con la red en los últimos partidos,... con cinco tantos terminó como goleador del campeonato". Esa noche fue también el último partido que jugó con Santa Fe Francisco Meza, otro de los jugadores surgidos en la camada que formó el Independiente Santa Fe más triunfador de su historia, al ser uno de los que ganaron cinco títulos, y quien desde el primer partido "...se ganó un espacio en la titular, el 16 de abril de 2011 en Techo contra el Cúcuta", y logró un logar destacado en la historia del club: 253 partidos, cinco títulos, 11 goles y una sola expulsión, siendo defensa.
| Alineación: - Róbinson Zapata - Yulián Anchico - Yerry Mina - Francisco Meza - Leyvin Balanta - Juan Daniel Roa - Yeison Gordillo - Baldomero Perlaza - Luis Manuel Seijas - Daniel Angulo - Wilson Morelo - DT: Gerardo Pelusso |  | Campeón Sudamericana 2015 Zapata Perlaza Meza Anchico Mina Gordillo Seijas Angulo Roa Morelo Balanta |
| Campeón Sudamericana 2015 Zapata Perlaza Meza Anchico Mina Gordillo Seijas Angulo Roa Morelo Balanta |  | |

- Nómina campeona de la Copa Sudamericana 2015: Róbinson Rufay Zapata, Yulián Anchico, Yerry Mina, Francisco Meza, Leyvin Balanta, Baldomero Perlaza, Yeison Gordillo, Juan Daniel Roa, Luis Manuel Seijas, Wilson Morelo, Daniel Angulo, Leandro Castellanos, Harold Cummings, Sergio Otálvaro, Sebastián Salazar, Almir de Jesús Soto, Darío Rodríguez, Omar Pérez, Miguel Borja, Yilmar Mosquera, Héctor Antonio Urrego, Dairon Mosquera, Yair Arrechea, Carlos Enrique Valdés, Armando Vargas, Jordy Monroy, Ricardo Villarraga, Yair Arboleda, Juan Manuel Leyton y Luis Quiñones. D.T.: Gerardo Pelusso.

### 2016 - Novena Estrella, Campeón de la Suruga Bank y subcampeón de la Recopa Sudamericana
Florida Cup
Santa Fe inició el año participando en la Copa de la Florida, en Orlando, Estados Unidos. En el primer juego, el 10 de enero, perdió por 0-1 con el Bayer Leverkusen de la ciudad alemana homónima; en el minuto 86, anotó el delantero Stefan Kießling, que formó parte de la selección alemana en la Copa Mundial de Fútbol de 2010 en Sudáfrica, y fue máximo goleador de la liga alemana en 2012-13 con 25 goles en 34 partidos. El Bayer Leverkusen ocupaba en ese momento el quinto lugar en el campeonato alemán de primera división. Para la segunda fecha, Santa Fe enfrentó el 17 de enero al Fort Lauderdale Strikers en el FAU Stadium de Boca Ratón, y venció por marcador de 2-1 con tantos de Róbinson Zapata de penal (3'), y de Leyvin Balanta (33'); a los 79' el equipo contrario descontó por intermedio de Víctor Pagliari. Con este encuentro Santa Fe terminó su pretemporada de 2016.
Apertura 2016
El 20 de marzo renunció el director técnico Gerardo Pelusso, tras diferencias con el jugador argentino Omar Pérez. En su reemplazo, Santa Fe contrató al técnico Alexis García; en su debut, ganó 3 -2 frente a Junior.
Durante el Torneo Apertura 2016, Santa Fe logró la remontada más rápida de su historia y tal vez del fútbol colombiano: cuatro goles en 11' 43". El 10 de abril, Santa Fe perdía 0-2 con el Deportivo Cali en el minuto 47, en el Estadio de Palmaseca, luego de anotaciones de César Amaya y Andrés Pérez. Sin embargo, Jaine Barreiro descontó (47:38); luego, empató Luis Manuel Seijas (49:11); puso en ventaja a Santa Fe Carlos Ibargüen (54:38), y la aumentó Antony Otero (58:21); cerró el marcador Fabián Sambueza del Cali para el 4-3 definitivo. Santa Fe, acabó cuarto en el Torneo Apertura 2016 clasificando a cuartos de final enfrentando a Cortuluá. En esa serie, terminó perdiendo 2 - 3 en el global.
El 28 de mayo, el jugador Juan David Valencia estableció la que debe de ser una marca mundial por la amonestación más pronta en un partido: entró como remplazante (81' 35") y recibió la tarjeta amarilla a los 32 segundos de estar en el campo, prácticamente en su primera jugada (82' 07").
En la Copa Libertadores, Santa Fe fue eliminado en la fase de grupos tras quedar tercero, luego de perder contra Cerro Porteño, con un marcador de 0 - 1, partido en el que hubo dos expulsados del cuadro capitalino. En la Supercopa Euroamericana, Santa Fe perdió frente al Sevilla con un resultado de 1 - 2, con goles de Konoplayanka (20') y Gameiro, y descuento de José Moya (61'). Luego de este partido renunció Alexis García a la dirección técnica de Santa Fe, y regresó Gustavo Costas, quien ya había sido campeón de liga con Santa Fe en 2014.
Campeón de la Suruga Bank 2016
Por haber ganado la Copa Sudamericana, Independiente Santa Fe disputó en 2016 la novena edición del Torneo Sudamericano-Japonés, o Copa Suruga Bank. Este es un torneo internacional oficial de fútbol, organizado por la Conmebol y la Asociación Japonesa de Fútbol, y enfrenta cada año a los campeones de la Copa Sudamericana y de la Copa de la Liga Japonesa del año anterior. Se disputa a partido único, en territorio japonés, en el estadio del club campeón de la liga local. Tiene el patrocinio del Banco Suruga, que entrega doscientos mil dólares al vencedor y sesenta mil al otro club.
En la noche del miércoles 10 de agosto, hora del Japón, Santa Fe jugó contra el Kashima Antlers en el Estadio de Kashima, en Ibaraki. Los equipos se alinearon así: 
- Santa Fe: Róbinson Zapata, Carlos Mario Arboleda, Javier López, Horacio Salaberry, Dairon Mosquera, Juan Daniel Roa, Yeison Gordillo, Omar Pérez (Anderson Plata, 77’), Jonathan Gómez (Leyvin Balanta, 88’), Juan Falcón (Baldomero Perlaza, 63’) y Humberto Osorio Botello (Yulián Anchico, 92’). D. T.: Gustavo Costas.

- Kashima Antlers: Hitoshi Sogahata, Daigo Nishi, Seok-Ho Hwang, Shuto Yamamoto, Gen Shōji, Mitsuo Ogasawara, Mū Kanazaki, Atsutaka Nakamura, Gaku Shibasaki, Shuhei Akasaki, Yuma Suzuki; suplentes: Shoma Doi, Fabricio dos Santos Messias, Ryota Nagaki y Taro Sugimoto. D. T.: Masatada Ishii.

- Amonestados: Seok-Ho Hwang (Kashima Antlers), Juan Daniel Roa, Yeison Gordillo, Javier López y Baldomero Perlaza (Santa Fe); y además fue expulsado Yeison Gordillo de Santa Fe al minuto 90.

El partido fue de regular nivel; el Kashima fue algo superior en ataque, pero no logró concretar ningún avance, al punto de que el jugador más destacado fue el arquero de Santa Fe, Róbinson Rufay Zapata. Un avance de Yamamoto, que disparó cuando llegaba al ángulo del área chica (mano derecha del arquero), motivó una gran atajada de Zapata en el piso (9’); de dos remates de Kanazaki, uno rebotó en el vertical (18’) y otro pasó rozándolo (69’). Una falta contra Perlaza, que avanzaba por su derecha, provocó un tiro libre, cobrado por Gómez; fue el único centro de Santa Fe que llegó bien ubicado y tuvo remate correcto: cabeceado al piso por Osorio Botello, fue gol (78’). Poco después, el árbitro pitó una falta en el área de Santa Fe a favor de Nakamura, y amonestó a Perlaza; el locutor argentino de la televisora Fox Sports (Latinoamérica) opinó que el japonés “sintió el contacto [de Perlaza] en la espalda […] y se tiró” (83’ 53”). Kanazaki cobró el penal al centro del sector de la mano derecha de Zapata, pero este se lució de nuevo al atajarlo. Luego hubo un tiro de esquina para el Kashima (93’), y Zapata desvió a su izquierda el remate de cabeza de Seok-Ho Hwang que iba a entrar justo bajo el horizontal, rechazó un nuevo remate de cabeza de otro atacante, y un tercer remate rebotó en el muslo de Salaberry y finalmente salió. Así, Zapata se convirtió en la figura de su equipo y del partido. 
Así, Independiente Santa Fe, se coronó campeón de la Copa Suruga Bank, y se convirtió además en el primer equipo de Colombia en ganar un torneo intercontinental.

- Nómina campeona Copa Suruga Bank 2016: Róbinson Zapata, Carlos Mario Arboleda, Javier López, Horacio Salaberry, Dairon Mosquera, Juan Daniel Roa, Yeison Gordillo, Jonathan Gómez, Omar Pérez, Juan Falcón, Humberto Osorio Botello, Leandro Castellanos, Héctor Antonio Urrego, Yulián Anchico, Leyvin Balanta, Sebastián Salazar, Baldomero Perlaza, Kevin Salazar, Anderson Plata, John Fredy Salazar y Sergio Otálvaro. D.T.: Gustavo Costas.

En la Copa Sudamericana nuevamente quedó eliminado contra Cerro Porteño con un global de 4-3.

### Novena estrella
El 3 de julio Santa Fe debutó en la Liga enfrentando al Boyacá Chicó. Santa Fe venció con marcador de 1-0, con gol de Yulián Anchico (93') en gran jugada que salvó tres puntos. .
El 20 de julio renunció el director técnico Alexis García después de una serie de malos resultados. En su reemplazo regresó el técnico argentino Gustavo Costas, que ya había dirigido el primer equipo en 2014-2015.
Santa Fe consiguió este título luego de ubicarse en la cuarta posición de la fase todos contra todos que enfrenta a los 18 equipos del fútbol colombiano, esta posición le permitió ser cabeza de serie ante Independiente Medellín con quien se enfrentó en la llave semifinal eliminándolo con un global de 4 – 1.
En la fase semifinal el León Bogotano enfrentó a Atlético Nacional, en llave de ida y vuelta, el marcador global terminó 5 – 1 a favor del rojo de Bogotá, con lo que consiguió el paso a la instancia definitiva.
Ya en la gran final del fútbol profesional colombiano Santa Fe enfrentó a Deportes Tolima, el partido de ida en la ciudad de Ibagué terminó empatado por lo que el partido definitivo se jugó el 18 de diciembre de 2016 en el estadio Nemesio Camacho El Campín, donde el Primer Campeón de Colombia derrotó a su rival con gol de cabeza de Héctor Urrego.
Con este título Independiente Santa Fe suma su segunda conquista del año 2016, y así cierra un nuevo año de gloria, augurando un gran 2017 lleno de compromisos nacionales, y también volviendo a la élite del fútbol sudamericano en representación de Colombia.
| Alineación: - Leandro Castellanos - William Tesillo - José Moya - Héctor Urrego - Leyvin Balanta - Juan Daniel Roa - Yeison Gordillo - Sebastián Salazar - Jonathan Gómez - Anderson Plata - Humberto Osorio - DT: Gustavo Costas |  | Campeón Finalización 2016 Castellanos Balanta Urrego Moya Tesillo Gordillo Gómez Botello Roa Plata Salazar |
| Campeón Finalización 2016 Castellanos Balanta Urrego Moya Tesillo Gordillo Gómez Botello Roa Plata Salazar |  | |

- Nómina campeona Torneo Finalización 2016: Leandro Castellanos, William Tesillo, José Moya, Héctor Antonio Urrego, Leyvin Balanta, Yeison Gordillo, Juan Daniel Roa, Sebastián Salazar, Jonathan Gómez, Anderson Plata, Humberto Osorio Botello, Róbinson Zapata, Carlos Mario Arboleda, Yamith Cuesta, Dairon Mosquera, Yulián Anchico, Leonardo Pico, Omar Pérez, Baldomero Perlaza, Cristian Alexis Borja, Kevin Salazar, John Fredy Salazar, Juan Falcón, Yilmar Mosquera, Horacio Salaberry, Javier López y Jonathan Agudelo. D.T.: Gustavo Costas.

### 2017 - Campeón de la Superliga
El 21 de enero de 2017 se enfrentaron en el Estadio Atanasio Girardot de Medellín, el Medellín, campeón del Apertura 2016 y el club cardenal, campeón del Finalización 2016. Este partido quedaría igualado con un marcador de 0-0, lo cual se definiría la serie para el partido de vuelta en la ciudad de Bogotá.
El 29 fue el partido de vuelta en el Estadio El Campín de Bogotá. Ómar Pérez cobró un tiro libre al minuto (79') el balón tomo dirección y el defensor Andrés Mosquera del equipo Medellín metería autogol. Con ese gol se selló el triunfo de Santa Fe en el partido y en el torneo: Santa Fe se coronó campeón con un resultado global de 1 a 0.
| Alineación: - Leandro Castellanos - José Moya - William Tesillo - Héctor Urrego - Leyvin Balanta - Juan Daniel Roa - Yeison Gordillo - Sebastián Salazar - Jonathan Gómez - Anderson Plata - Denis Stracqualursi - DT: Gustavo Costas |  | Campeón Superliga 2017 Castellanos Balanta Urrego Moya Tesillo Gordillo Gómez Stracqualursi Roa Plata Salazar |
| Campeón Superliga 2017 Castellanos Balanta Urrego Moya Tesillo Gordillo Gómez Stracqualursi Roa Plata Salazar |  | |

- Nómina campeona de la Superliga de Colombia 2017: Leandro Castellanos, José Moya, William Tesillo, Héctor Urrego, Leyvin Balanta, Juan Daniel Roa, Yeison Gordillo, Sebastián Salazar, Jonathan Gómez, Anderson Plata, Denis Stracqualursi. Suplentes: Robinson Zapata, Javier López, Carlos Mario Arboleda, Daniel Buitrago, Baldomero Perlaza, Omar Pérez, José Adolfo Valencia D.T.: Gustavo Costas.[cita requerida]

### 2017 a 2019 - Irregularidades y Crisis
Después de ganar la Superliga 2017, Santa Fe tendría un amargo Apertura 2017, en donde quedaría eliminado de los cuartos de final en la última fecha al empatar con Alianza Petrolera, para el Torneo Finalización, Santa Fe haría su mejor campaña del Todos contra Todos en aquel momento, con 39 puntos, después de ahí, pasaría a vencer a Jaguares de Córdoba y Deportes Tolima para jugar la gran final contra Millonarios, el primer clásico capitalino que definiría una liga en la historia de los torneos cortos, al perder en el partido de ida por 1-0, y empatar en el partido de vuelta por 2-2, Santa Fe quedaba como Subcampeón.
La Temporada 2018 sería de resultados mixtos pero faltantes, eliminado del Apertura 2018 sin pena ni gloria, salvo el lujo de eliminar a Millonarios en la última fecha, gracias al obtener el tercer puesto de su grupo en la Copa Libertadores 2018 lograría clasificar a la Copa Sudamericana 2018, en donde sacaría buenos resultados hasta ser eliminado en las semifinales por el Junior de Barranquilla, posterior subcampeón de la Copa, una vez terminada cualquier participación internacional y eliminados de la Copa Colombia 2018 en cuartos de final, Santa Fe dedicaría todos sus esfuerzos a clasificar a los playoff del Finalización 2018, lo cual conseguiría al ganar 3-0 a Millonarios, aunque la dicha duraría poco, pues perdería en la tanda de penales ante el Deportes Tolima, culminando una campaña mixta, con un ambiente parecido a aquellas que se jugaron a principios de los años 2000, en toda la temporada, Santa Fe cambiaria de técnico 3 veces a mitad de temporada, una señal de lo que vendría.
Santa Fe comenzaría el año 2019 jugando el Torneo Fox Sports 2019, de carácter amistoso, quedando subcampeón, tras el torneo, Santa Fe traería a refuerzos como el histórico Omar Pérez, o el canterano Jhon Velásquez, pero a la vez perdiendo a figuras del año anterior, como Wilson Morelo o Diego Guastavino, pero principalmente, con el retiro de César Pastrana de la presidencia, el nuevo presidente Juan Andrés Carreño se ponía al mando del cargo mayor.
El Apertura 2019 comenzaría con un empate 1-1 contra el Deportivo Pasto en el Estadio El Campin, algo común con el conjunto cardenal, el cual no gana su primer partido desde el Finalización 2017, a la fecha siguiente, iniciarían las preocupaciones, pues perdería 1-2 de nuevo de local, esta vez contra el Cúcuta Deportivo, resultado que pondría en peligro el puesto de entrenador de Guillermo Sanguinetti, el cual finalmente sería relegado de su cargo y reemplazado, primero como DT Interno y luego ratificado, por Gerardo Bedoya, durante toda la temporada, una de las peores en la historia de Independiente Santa Fe, pues terminaría último con 14 puntos, apenas una victoria en todo el campeonato en la forma de un 3-0 ante Atlético Huila en el Estadio Guillermo Plazas Alcid, y con un rendimiento general de 23%, este periodo fue caracterizado por los infortunios que sufría el equipo que se añadía a sus pésimos resultados, iniciando desde el año 2018 con la lesión de Leandro Castellanos, pasando por la lesio de Luis Manuel Seijas y Omar Pérez, más los episodios de indisciplina protagonizados por Johan Arango, los cuales le valieron su despido en junio de 2019, más una creciente deuda económica que le valió ser "reorganizado" por la Superintendencia de Sociedades al final del año 2019.

### 2019 a 2020 - "De esta salimos juntos" y una nueva final
Con la intención de reformar la nómina en una de fuerte nivel, se traerían a refuerzos de otros equipos del FPC, como Maicol Balanta, del Deportes Tolima, Nicolás Hernández, del Atlético Nacional, Fabián Sambueza, del Atlético Junior y como refuerzo de último minuto, Jefferson Duque, del Atlas de México, los cuales probarían ser esenciales para la campaña que se jugaría desde mitad de año.
El Finalización 2019 comenzó con Patricio Camps en el banquillo, venido con el renombre de ser el Asistente Técnico de José Pékerman durante su paso por la Selección Colombia, y las expectativas eran relativamente altas, pues otro seleccionado como Jorge Luis Pinto había llevado a Millonarios a su mejor campaña en torneos cortos el semestre anterior, pero los resultados serían algo de horror, el torneo empezó exactamente igual que el pasado, un empate y una derrota, pero esta vez las cosas se veían incluso más oscuras, pues lo que acompañó fue una derrota ante Alianza Petrolera 1-0 de local, la cual fue un factor para la posterior renuncia de Juan Carreño de la presidencia y posterior elección de Eduardo Méndez, presidente durante el periodo 2003-2007 y una brutal goleada de 4-0 ante Deportes Tolima de visitante, los cuales serían más que suficientes para hacer que Patricio Camps fuera despedido, no sin antes protagonizar un pequeño incidente, en donde este prefirió no aparecer en la rueda de prensa después de la derrota ante Tolima, haciendo que el todavía nuevo presidente Méndez tuviese que dar la rueda de prensa en vez,
Se decidió dejar de experimentar, y traer a Harold Rivera, que en el semestre pasado había culminado una buena campaña con Unión Magdalena, dejándolo en los cuadrangulares semifinales, Rivera debutaría con un empate ante Patriotas Boyacá, pero no sería capaz de revertir los resultados inmediatamente, pues tendría una seguidilla de derrotas contra Junior, América de Cali y Águilas Doradas, las cuales ponían a Santa Fe último con apenas 2 puntos en 9 partidos, un anti récord que lo dejaba en casillas cercanas al descenso por primera vez desde 1994, se empezaba a especular de que resultados le convenían a Santa Fe para evitar el descenso, y que tenía que hacer este para enfrentar la Temporada 2020, pero ocurriría algo impensable en esos momentos, para la Fecha 9, Santa Fe enfrentaría al Deportivo Independiente Medellín en El Campin, el día anterior al partido, 31 de agosto de 2019, la hinchada Santafereña se concentraría en el hotel en donde se hospedaba el equipo, preparando un "banderazo" en apoyo al equipo, el cual se extendería desde la tarde hasta la noche, todo con el eslogan "De esta salimos juntos"
El "push" se traduciría en una seguidilla de victorias empezando desde la Fecha 9 y terminando en la Fecha 16, para culminar con una victoria 2-0 ante Unión Magdalena, una victoria 4-2 ante Los Millonarios y un empate 0-0 ante Atlético Nacional, resultados que lo dejaban en el quinto puesto de la tabla, y lo que ponía a Leandro Castellanos, arquero y capitán, como el segundo con mayor tiempo sin recibir gol, por detrás de Otoniel Quintana y como el más invicto en la historia de los torneos cortos, además de iniciar una racha invicta de local en El Campin, con 10 fechas en el año 2019, y 12 en el año 2020, una de las más grandes en la historia del club, después de terminado el Todos contra Todos, Santa Fe sería colocado en el Cuadrangular B, junto a América de Cali, Deportivo Cali y Alianza Petrolera, culminando tercero del grupo con 8 puntos después de la derrota 2-0 ante América en la última fecha, posterior campeón ante el Junior de Barranquilla.
Con una nómina estable, y con los ánimos elevados, Santa Fe comenzaría la Temporada 2020 con un par de altas y bajas, saldrían los goleadores Jefferson Duque y Maicol Balanta, el defensa Nicolás Hernández y los mediocampistas Juan Daniel Roa y Sebastián Salazar, entrarían los goleadores Diego Valdés y Patricio Cucchi, los defensas Jeison Palacios y Dairon Mosquera, los mediocampistas Kelvin Osorio y Mauricio Gómez, con esta nueva pero familiar nómina, Santa Fe empezaría el Campeonato colombiano 2020 como siempre, al empatar el primer encuentro ante Once Caldas, después de un aire de nerviosismo al empatar contra Envigado e irónicamente, perder ante Águilas Doradas, Santa Fe conseguiría sendas victorias ante el Junior de Barranquilla y el América de Cali, más unos valiosos empates ante Los Millonarios y Atlético Nacional, lo que permitía que culminara la campaña normal en el 3.er Puesto durante la Fecha 8, antes de la suspensión por pandemia de COVID-19, la cual duraría desde el 10 de marzo hasta el 18 de septiembre de 2020, fecha en la cual se volvería a jugar el campeonato, ahora con un nuevo formato, en el entretiempo, Santa Fe tendría de altas a Jorge Luis Ramos, José Moya y Jonathan Herrera.
Después de la reanudación del fútbol colombiano, Santa Fe mostraría un gran nivel, logrando romper anti récords que cargaba desde hace varios años, venciendo su sequía de 12 años sin vencer al Atlético Bucaramanga de visitante, su sequía de 4 años sin vencer a La Equidad en El Campin, su sequía de 2 años sin vencer al Deportes Tolima, además de completar su mejor campaña en la historia de los torneos cortos, al conseguir 40 puntos, asegurándose un retorno a torneos internacionales para el 2021, colocándose en la primera casilla. Santa Fe se enfrentaría al Deportivo Pasto en los cuartos de final, partiendo como visitante para el partido de ida, el cual perdería 1-0 con un gol al minuto 18 de Jeison Medina el cual dejó un resultado que no pudo ser revertido en el partido, en el partido de vuelta, Santa Fe ratificaría su invicto de local revirtiendo el resultado al ganar 2 a 0 al Deportivo Pasto, con doblete de John Velásquez, el primero a minuto 12, el segundo a minuto 34, con un global de 2-1, Santa Fe se clasificaba a las semifinales, y se aseguraba su paso a la Copa Libertadores 2021, por lo menos desde la fase previa.
Una vez en semifinales, Santa Fe se enfrentaría al equipo revelación del torneo, La Equidad, el cual venía de vencer al Deportivo Cali en el Estadio Deportivo Cali, algo que no hacia desde su primera temporada en la Categoría A, en 2007-II, para el partido de ida en el Estadio de Techo, Santa Fe lograría ponerse arriba en el minuto 3, nuevamente obra de John Velásquez, en el zenit de su juego, Santa Fe desperdiciaría varias oportunidades de gol, lo que mantendría el resultado a un gol a pesar de la expulsión de Fabián Sambueza, figura cardenal, hasta el minuto 89, en donde el videoarbitraje confirmaría que el remate de Pablo Sabbag ponía el empate a favor de La Equidad, culminando un partido lleno de controversias; para el partido de vuelta, se reemplazaría al expulsado Sambueza por Luis Manuel Seijas, el cual venía recuperado de una lesión, los primeros minutos serían relajados, con Santa Fe poniendo la presión para abrir el marcador, lo cual lograría en el minuto 25, con un gol del delantero Jorge Luis Ramos, en su segundo paso por Santa Fe, después de ahí, habría otros intentos para sellar el partido, pero la dicha se amargaría en el minuto 68, pues Kevin Salazar, exjugador del club, marcaría el gol del empate, poniendo el global de 2-2, con el cual La Equidad se sentía tranquilo y dispuesto para la tanda de penales, hasta el punto de hacer una acción controversial al cambiar uno de sus delanteros por un defensa, cosa que probaría ser infructífera en el minuto 85, cuando Harold Rivera decidió hacer un cambio esencial para el partido, colocando a Patricio Cucchi y Mauricio Gómez en el campo, los cuales brindarían el gol que aseguraba la clasificación de Santa Fe a una final de liga después de 3 años, enterrando permanentemente aquellos amargos recuerdos del 2018 y 2019.

### 2021 - Campeón 4.ª Superliga
| Alineación:[cita requerida] - Leandro Castellanos - Alexander Porras - Fainer Torijano - José Ortiz - Dairon Mosquera - Sebastián Pedroza - Alexander Mejía - Carlos Sánchez - Jhon Velásquez - Kelvin Osorio - Jorge Luis Ramos - DT: Grigori Méndez |  | Castellanos Mejía Ortiz Porras Torijano Sánchez Velásquez Osorio Pedroza Ramos Mosquera |
| Castellanos Mejía Ortiz Porras Torijano Sánchez Velásquez Osorio Pedroza Ramos Mosquera |  |                                                                                         |

### 2025: La anhelada décima
Eliminación dolorosa en la Libertadores y crisis inicial
El 18 de febrero de 2025, en el choque de ida de la segunda fase de la Copa Libertadores 2025 contra Deportes Iquique en Chile, Santa Fe abrió el marcador con un tempranero gol de Hugo Rodallega al minuto 2, aprovechando un centro de Harold Mosquera. Sin embargo, Iquique remontó con un cabezazo de Edson Puch (34′) y un penalti convertido por el mismo jugador al 69′, sellando un 2‑1. En la vuelta, Santa Fe empató la serie pero fue eliminado en penales tras ver cómo fallaban cuatro de sus cinco ejecutantes en la tanda de penales, incluido el propio Rodallega, quien asumió la culpa públicamente.
Ese mismo 25–26 de febrero, con el equipo en crisis, la directiva decidió prescindir del técnico Pablo Peirano.
Etapa interina y la apuesta por Bava
Tras la salida de Peirano, los asistentes Francisco ‘Pacho’ López y Robinson Zapata se hicieron cargo de forma interina, mientras la dirigencia se apresuraba en la búsqueda de un nuevo entrenador estable. El 27 de marzo se firmó oficialmente a Jorge Bava, exportero uruguayo con trayectoria como campeón en su país, quien inició un proceso de adaptación que incluyó cuatro partidos sin victorias. Bava explicó posteriormente: “me encontré con un grupo muy maduro, por eso la decisión de venir”.
Apertura 2025: transición, táctica y remontada
El Torneo Apertura 2025 comenzó el 24 de enero bajo el formato clásico de “todos contra todos” con 20 fechas, clasificando a octogonal semifinal y luego a la final. Durante la regularidad, Santa Fe tuvo un rendimiento irregular, terminando en sexto lugar. Sin embargo, en los cuadrangulares semifinales sorprendió, imponiéndose como visitante a sus rivales tradicionales como Millonarios, Nacional y Once Caldas, lo cual fue clave para clasificar a la final.
En esta etapa, Rodallega se consolidó con goles importantes, incluyendo cuatro goles contra Envigado en febrero y una anotación frente a Millonarios en la recta final.
Final ante Medellín: épica histórica
| Alineación:[cita requerida] - Andrés Mosquera - Elvis Perlaza - Emanuel Olivera - Victor Moreno - Christian Mafla - Jhojan Torres - Yílmar Velásquez - Daniel Torres - Santiago Mosquera - Omar Fernández - Hugo Rodallega - DT: Jorge Bava |  | A. Mosquera Velásquez Moreno Perlaza Olivera D. Torres Rodallega H. Mosquera J. Torres Fernández Mafla |
| A. Mosquera Velásquez Moreno Perlaza Olivera D. Torres Rodallega H. Mosquera J. Torres Fernández Mafla |  | |

La final se disputó entre el 24 y el 29 de junio de 2025. El partido de ida en Bogotá concluyó 0‑0, con oportunidades desperdiciadas por ambos equipos. En la revancha en Medellín, Santa Fe comenzó abajo con gol de Francisco Fydriszewski en el minuto 17, antes de que Santiago Mosquera empatara al 31′. El momento cumbre llegó al minuto 79, cuando Edwar López lanzó un centro que Hugo Rodallega, cojeando por una lesión y con el tabique nasal fracturado, conectó con un remate cruzado para el 2‑1. Protagonizó una celebración entre lágrimas y cojera, siendo sustituido en el minuto 83. Santa Fe aguantó hasta el final y, con nueve minutos de adición, cerró la histórica décima estrella.
El título implicó un premio económico de US $500.000 y dio acceso directo a la fase de grupos de la Libertadores 2026, garantizando otros US $3 millones. Rodallega cerró el Apertura como máximo goleador con 16 goles en 26 partidos, mientras que los hinchas destacaron a las “tres figuras del campeón”: Rodallega, Bava y el arquero Andrés Mosquera Marmolejo. Después de terminada la final Rodallega fue reconocido a nivel mundial por su entrega y gallardía en el gol que significó el título para el club.

## Símbolos

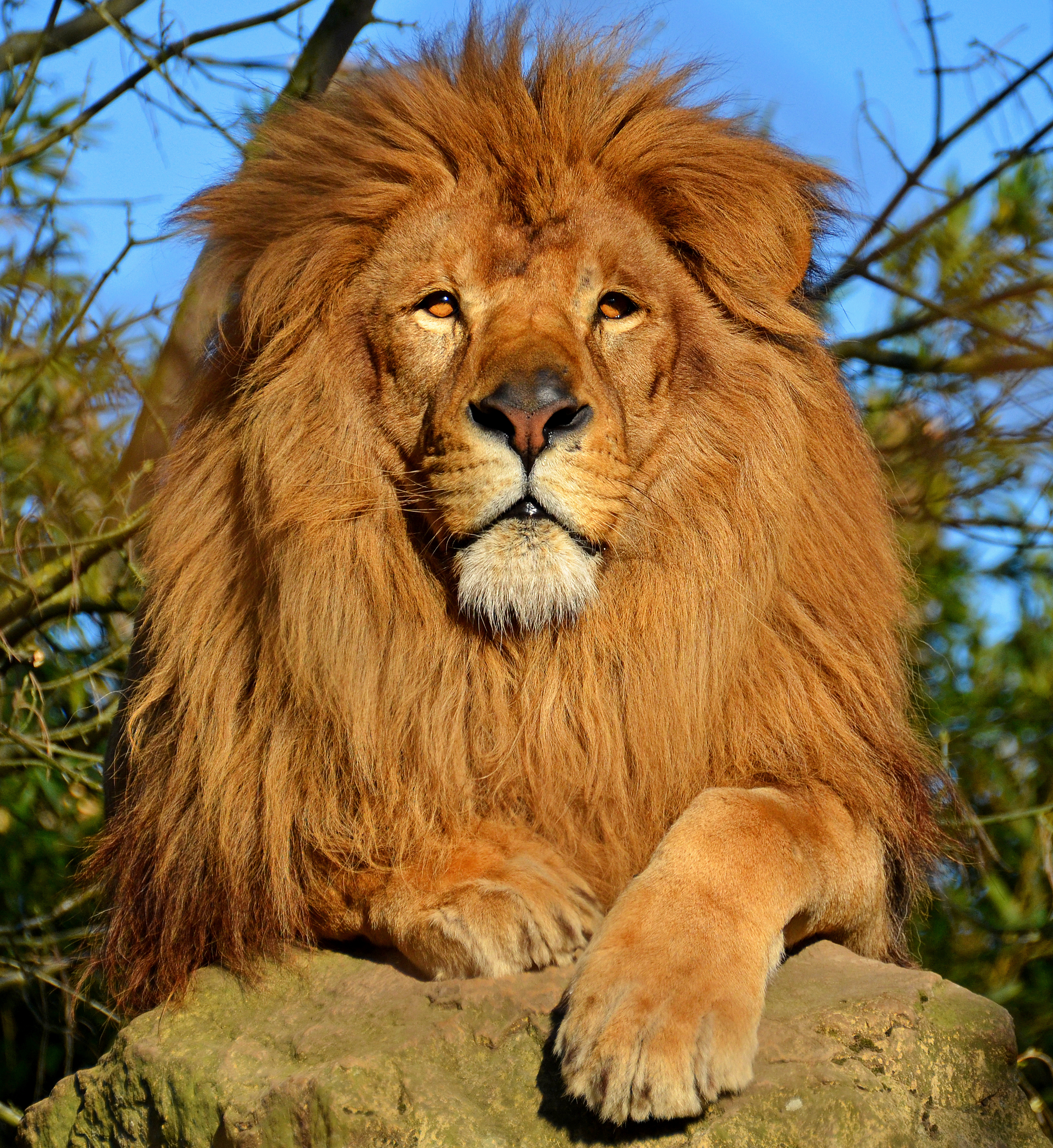
El león es un símbolo identitario del equipo.

### Escudo
El primer escudo de Santa Fe fue diseñado por Ernesto Gamboa y el presidente del equipo Gonzalo Rueda Caro con una clara influencia inglesa. Resaltando los colores de la bandera bogotana, el rojo y el amarillo, combinados para formar la Santa Cruz, símbolo de Fe, haciendo alusión al nombre del club.
El escudo tiene una cruz flordelisada, es decir que sus brazos terminan en flores de lis.
La barra más grande del equipo actualmente: La Guardia Albi-Roja Sur, tomó este escudo, reemplazando el color amarillo por el blanco y las letras CISF por LGARS para usarla como el escudo de la barra.
Años más tarde fue modificado con el fin de darle un nuevo aire al club adquiriendo así los colores tradicionales del rojo y el blanco, con el nombre SANTA FE escrito en letra blanca sobre fondo rojo y un punto rojo en la parte inferior derecha, de esta manera el escudo permanece actualmente.

### Himno
Para la finalización del campeonato de 1948 se estrenó el himno del club, cuya letra fue escrita por Ignacio Cuervo Cañón y la música por Gabriel Cárdenas. La primera estrofa del himno es:
Santa Fe del fútbol el coloso
Y primer campeón Nacional,
Tu valor en la lucha es grandioso
Y es pujante y febril tu moral.

### Bandera

Bandera oficial de Santa Fe

Reúne los dos colores tradicionales del conjunto capitalino. El rojo y el blanco están distribuidos horizontalmente, el primero en la parte superior y el segundo en la inferior.

### Mascota
Se dice que la idea de adoptar una mascota fue de Guillermo "La chiva" Cortés, el presidente del club y un equipo conformado por periodistas, publicistas e hinchas que en principio sugirió animales como palomas mensajeras. Sin embargo, estos no poseían la suficiente fuerza para representar el poderío de un equipo de fútbol. Por lo tanto el mejor candidato se convertiría en el insuperable Rey de la selva; un león de nombre Monaguillo sería desde ese instante una insignia para Santa Fe. El cachorro fue traído desde Pereira y semanalmente comía 35 libras de carne. Saltó a la cancha el 24 de agosto de 1975 y fue aplaudido por 30 000 hinchas, así este nuevo miembro del rojo fue el primer león del mundo en coronarse campeón de un torneo de fútbol. Debido a su tamaño y edad, Monaguillo fue llevado al Zoológico de Santa Cruz, donde murió años más tarde.

## Indumentaria
Hay muchas versiones acerca de donde surgió el uniforme albirrojo. Lo único cierto es que para la primera presentación en el Campín contra Telégrafos, el uniforme azul que usaban los jugadores y fundadores de Santa Fe se había desteñido. Las seguidoras de esa época les confeccionaron una camiseta verde la cual también se destiñó, más uno de los fundadores, y directivo del Independiente Santa Fe hincha del Arsenal (Inglaterra) da al equipo el color que desde mediados de 1941 se convirtió en insignia de Santa Fe, el rojo y blanco. A partir de junio de 2021 los uniformes de Santa Fe serán confeccionados por la multinacional italiana Kappa.
| Titular Clásico | (Ver evolución) | Fila 2025 |  |

## Infraestructura

### Estadio

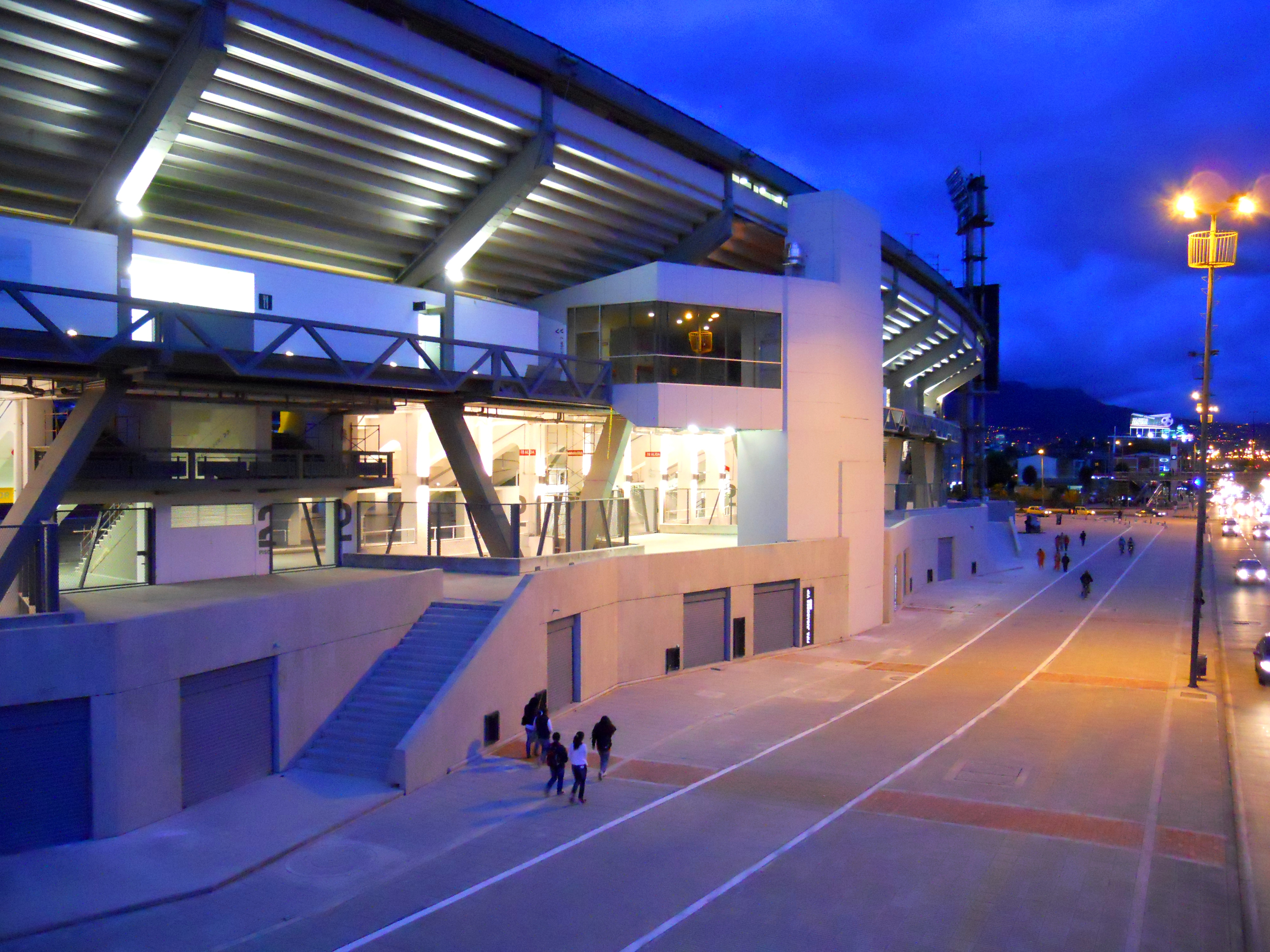
Costado occidental del estadio El Campín.

El Nemesio Camacho, también conocido como “El Campín”, fue inaugurado el 10 de agosto de 1938 en la Calle 57 con 30, habiéndose iniciado su construcción en 1935 y por iniciativa del entonces alcalde de Bogotá, Jorge Eliécer Gaitán.
La estructura corrió por cuenta del ingeniero Federico Leder Müller. El estadio estaba diseñado para albergar a 10 mil espectadores.
El partido inaugural lo llevaron a cabo la selección de fútbol de Colombia y la selección de fútbol de Ecuador, siendo victoria de 2:1 para los ecuatorianos. En 1951, año en que Santa Fe comienza a utilizarlo para sus partidos como local, se realiza la primera modificación al ampliar la capacidad a 36 mil espectadores; anteriormente el equipo jugaba sus partidos como local en el Estadio Alfonso López Pumarejo de la Universidad Nacional.
La segunda ampliación del Campín se produjo en 1952 con una transformación drástica. La capacidad total alcanzaba los 62,500 espectadores, pero se limita a 48 mil por cuestiones de seguridad. La última gran modificación, se concretaría para las eliminatorias sudamericanas para la Copa Mundial de Fútbol de 2010 disputada en Sudáfrica.

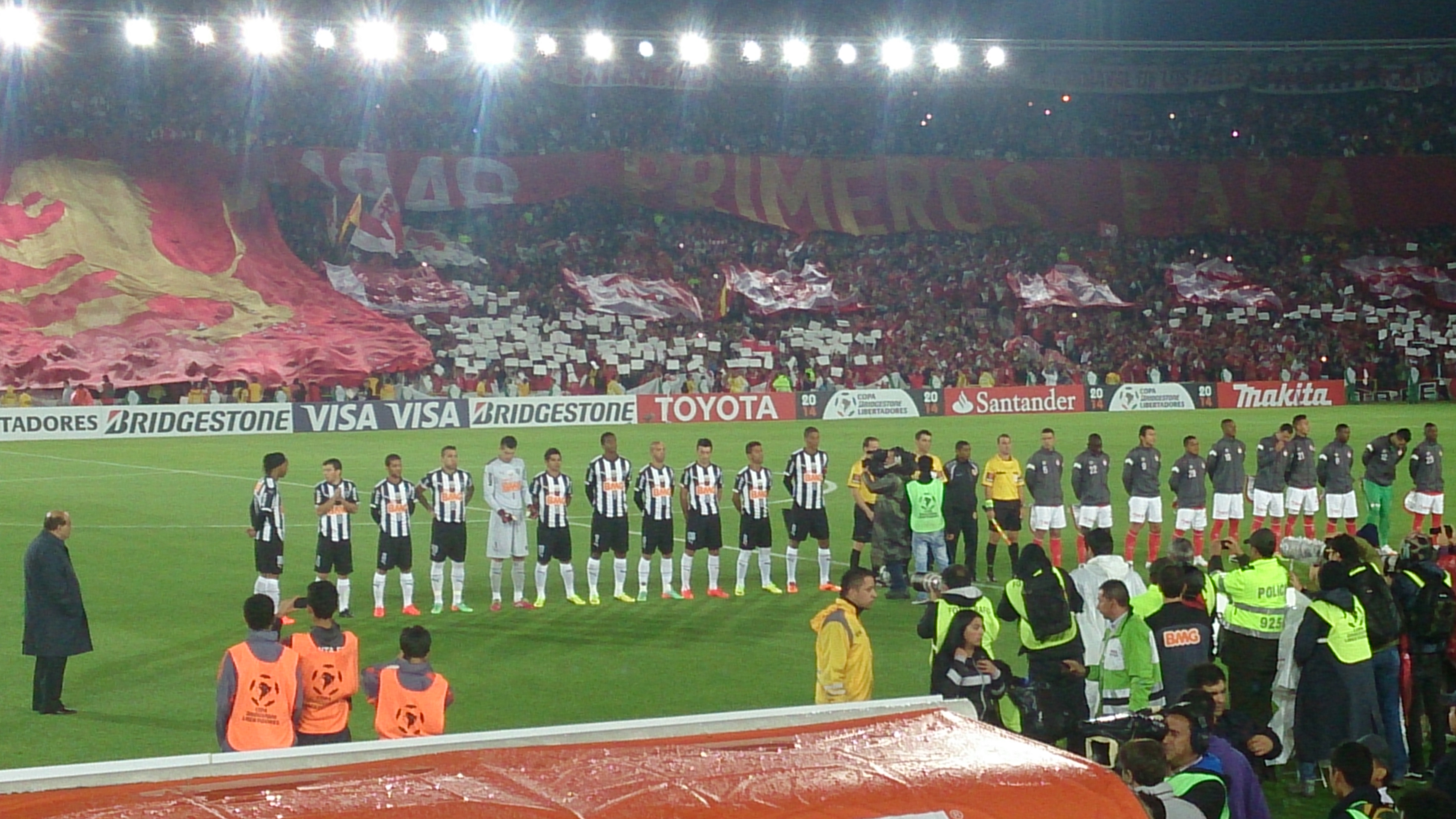
Partido entre Santa Fe y Atlético Mineiro, por la Copa Libertadores 2014, disputado en El Campín.

Luego de la reforma para que el estadio pueda albergar la Copa Mundial de Fútbol Sub-20 de 2011, el estadio quedó con capacidad para 36.343 espectadores. El recinto es de propiedad del Distrito Capital y el nombre en honor a Nemesio Camacho, quien cedió los terrenos al distrito para la construcción del estadio.
Otros escenarios utilizados por Santa Fe para sus compromisos como local por Copa Colombia, han sido el Estadio Metropolitano de Techo, el Estadio Municipal Los Zipas en Zipaquirá y el Estadio Luis Carlos Galán Sarmiento en Soacha.
Debido a disposiciones de la Alcaldía de Bogotá, Santa Fe tuvo que disputar partidos de 2021, por Liga y Copa Libertadores, como local en el Estadio Centenario de Armenia (Quindío).

### Proyecto de estadio propio
En la asamblea de accionistas de Independiente Santa Fe en abril de 2016, el presidente del club, César Pastrana, presentó el balance financiero de 2015; reveló que por tercer año consecutivo el equipo produjo utilidades, lo que permitía iniciar la construcción de su sede deportiva en el municipio de Tenjo y, a largo plazo, el desarrollo de un estadio propio en el norte de Bogotá. En cuanto a la construcción de un escenario deportivo propio, el directivo indicó que es un proyecto a largo plazo que rondaría los $40.000 millones; tendrá capacidad para 40 mil personas y su ubicación ya está definida.
Sin embargo por un problema con el uso del suelo del predio, ubicado en el norte de Bogotá, y sería necesaria la modificación del Plan de Ordenamiento Territorial que permita la construcción del escenario. Actualmente solo se realizó la construcción de la sede deportiva y el estadio es un proyecto a futuro.

### Instalaciones
- Sede Administrativa :

La sede administrativa de Independiente Santa Fe queda ubicada en el occidente de la ciudad de Bogotá, cerca al Estadio Nemesio Camacho El Campín. En la sede administrativa, se encuentran las oficinas del club, como la presidencia, las gerencias, el departamento de comunicaciones, la tesorería, y también la Casa Cardenal; la tienda oficial del equipo, que tiene su almacén principal en la sede del equipo.
- Sede Deportiva de Tenjo:

La sede deportiva Los Rojos, está ubicada en el municipio de Tenjo, departamento de Cundinamarca, al noroccidente de la ciudad de Bogotá. Esta sede, cuenta con 2 campos de fútbol profesionales, además de una cancha pequeña, camerinos, gimnasio y parqueadero. Allí, entrena el equipo profesional, y el equipo femenino jugó sus partidos del Campeonato Nacional de Clubes Femenino de la División Aficionada del Fútbol Colombiano (Difutbol).
- Sede Social y Deportiva de Tenjo :

Después de haber comprado los terrenos donde el equipo profesional entrena actualmente, y donde lo hace desde algunos años, en una de las asambleas de la sociedad en el primer semestre del 2016, se acordó el presupuesto del club para construir una sede deportiva con gimnasio, piscina, auditorio de prensa, y hotel para concentrar al equipo profesional.
“Tenemos planeado empezar obras en 90 o máximo 120 días, esperando que tengamos todos los permisos, los documentos aterrizados, y que estén normativamente bien para poder hacer el complejo habitacional sin ningún contratiempo”, explicó el presidente de Santa Fe, César Pastrana. 
La inversión será alrededor de los 2000 millones de pesos, recursos con los que el club ya cuenta y que están destinados para hacer esta imponente sede deportiva. “Queremos que sea una obra macro, que al término de un año esté lista para ser ocupada y a la vista de todos los aficionados que quieran conocerla”, dijo Pastrana.
La sede está adelantada; de hecho, la parte deportiva ya cuenta con cinco fanegadas, dos canchas de fútbol, batería de camerinos, redes hidráulicas, pozos y sistema de irrigación.
El anhelo de Santa Fe de tener por fin una casa propia será una realidad.
- Casa Cardenal :

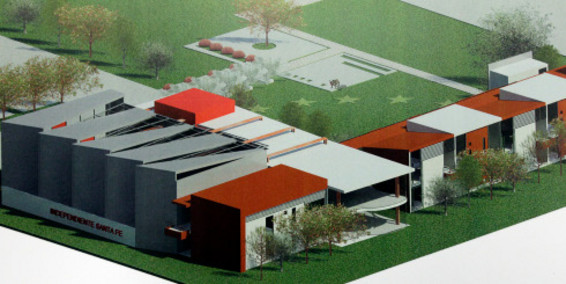
Planos sede de Tenjo Independiente Santa Fe

La Casa Cardenal, es la tienda oficial de Independiente Santa Fe. En las tiendas, se pueden encontrar todos los productos oficiales del equipo, desde la indumentaria del equipo profesional, hasta pequeños accesorios. La sede 
principal, está ubicada en la sede administrativa del equipo en el occidente de Bogotá. Además, hay otras 2 sedes, que están ubicadas en el barrio Galerías también al occidente de la ciudad, y en el costado occidental del Estadio Nemesio Camacho El Campín. También, los hinchas de Santa Fe pueden comprar productos del equipo por internet en la página de la tienda.
- Concentración :

Antes de jugar un partido, el equipo profesional se concentró en el Hotel Dann Carlton en el norte de la ciudad de Bogotá, hasta agosto de 2019. Del hotel, salen rumbo al Estadio Nemesio Camacho El Campín.

## Rivalidades

### Santa Fe vs. Millonarios

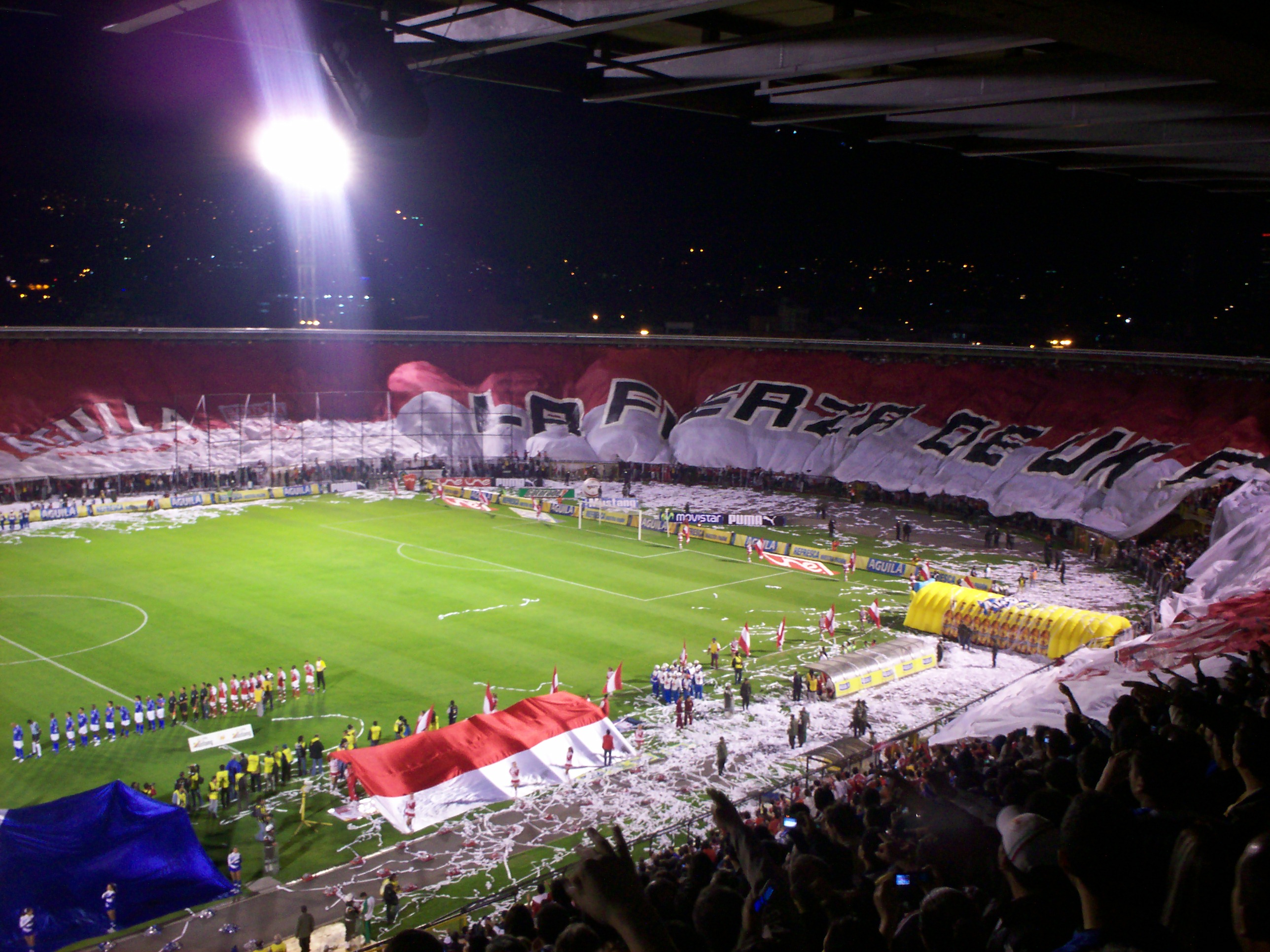
La hinchada de Santa Fe, ubicada en el costado sur del Estadio El Campín.

El clásico rival bogotano de Santa Fe es Millonarios. Dichos equipos han protagonizado en su historia, el único clásico regional que se ha jugado en todas las temporadas del fútbol de primera división en Colombia. El Clásico bogotano es uno de los tres grandes clásicos del Fútbol Profesional Colombiano. Santa Fe fue el primer ganador del clásico, cuando el 19 de septiembre de 1948 le ganó 5-3 a Millonarios, y además ganó el partido con el mayor número de goles en la historia del clásico, cuando le ganó a su eterno rival por 7-3 el 23 de febrero del año 1992, y también tiene al máximo goleador de la historia del clásico: Léider Preciado con 15 anotaciones. Sin embargo, resultó perdedor en la mayor goleada del clásico, 0-6, el 29 de junio de 1952.
Durante el surgimiento del fútbol profesional en Colombia, ambos equipos fueron reconocidos como los dos clubes más importantes de Bogotá; en esa época también existió el Universidad, que participó desde el primer torneo basado en Pereira, y en Bogotá entre 1949 y 1952. La primera edición del clásico capitalino se llevó a cabo en 1942, con marcador favorable a Millonarios de 4:1. Sin embargo el primer clásico oficial se jugó el 19 de septiembre de 1948 con victoria para Santa Fe por 5:3.
Se han jugado dos finales entre estos equipos: Superliga de Colombia 2013 y Torneo Finalización 2017, siendo ganadores el equipo cardenal de la Superliga de Colombia 2013 y el equipo equipo embajador de la única final capitalina disputada por Categoría Primera A hasta el momento.

### Santa Fe vs. América: clásico de rojos

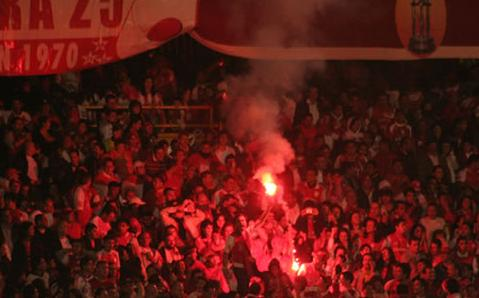
Hinchas de Santa Fe con el rojo característico, para vivir otra versión más del “Clásico de Rojos” en el Estadio El Campín.

La rivalidad tiene como orígenes los finales de la década de 1980 e inicios de la década de 1990, cuando el América contrató a varios jugadores destacados de Santa Fe, en detrimento del rendimiento deportivo de Santa Fe. La primera final disputada por ambos equipos fue la de la Copa Merconorte 1999. El América, después de haber perdido por 2:1 en su propio estadio, ganó en un intenso partido de vuelta en El Campín 1:0; así, obligó a una definición por tiros desde el punto penal, y el equipo escarlata obtuvo el título. Desde entonces, este clásico atrajo gran cantidad de hinchas, mientras el América estuvo en la primera división. Entre 2000, 2002-I, 2008-I y 2019-II ambos equipos se enfrentaron en instancias semifinales.
Ambos equipos se enfrentaron en la final del Campeonato 2020 donde en el partido de ida en el Pascual Guerrero lo ganó América 3-0,  y el de vuelta lo ganó Santa Fe 2-0 quedando campeón el cuadro escarlata, siendo bicampeón y logrando el título 15.
El año siguiente los dos equipos se volvieron a enfrentar por la definición de la Superliga de Colombia 2021 . El primer encuentro, jugado el día 5 de octubre, se disputó en el Pascual Guerrero de la ciudad de Cali, con un resultado a favor del cuadro cardenal por 2 a 1. la vuelta, disputada el 20 de octubre en El Campín de Bogotá, acabó con resultado 3 a 2 otra vez a favor del conjunto capitalino, ganando de esta forma su cuarta Superliga y consolidándose como el máximo ganador de la competición con 4 títulos.
En cuanto a títulos oficiales, Independiente Santa Fe posee 19 títulos oficiales, entre ellos un título continental y un título intercontinental, siendo el único equipo colombiano que posee en sus vitrinas un título intercontinental. Entre los 19 títulos oficiales están: 10 Campeonatos en Categoría Primera A, 1 Copa Sudamericana en 2015, 1 Copa Suruga Bank en 2016, 4 Superliga de Colombia en 2013, 2015, 2017 y 2021, 2 Copa Colombia en 1989 y en 2009 y una Copa Simón Bolívar en 1970, por otro lado, el América de Cali cuenta con 18 títulos oficiales: 15 Campeonatos en Categoría Primera A, 1 Copa Merconorte en 1999, 1 Copa Simón Bolívar en 1975,  y 1 Categoría Primera B en 2016.
Este encuentro es considerado como el más peligroso del fútbol colombiano, luego de que se presentarán una serie de episodios que conllevaron al fallecimiento de 5 seguidores (3 de ellos de Santa Fe y 2 del América), producto de enfrentamientos que ocurrieron entre las barras bravas al final de los partidos.

### Santa Fe vs. Atlético Nacional
Esta es una rivalidad moderna, más conocida como el clásico rojiverde.[cita requerida] Estos dos clubes se han enfrentado tres veces en una final del fútbol profesional colombiano, con un triunfo para los Cardenales en 1971 y dos para los Verdolagas: Torneo Apertura 2005 y Torneo Apertura 2013, también se encontraron en la Superliga 2015 llevándose el triunfo Santa Fe. Ambos clubes han estado en la élite mundial, siendo Santa Fe Campeón de la Copa Sudamericana 2015 y Nacional de la Copa Libertadores 2016 un semestre después, y no solo eso, los dos equipos en los últimos 7 años han estado parejos en títulos, tan notable es el codo a codo que Atlético Nacional ha ganado: 6 ligas, 2 Superligas, 1 Libertadores,1 Recopa Sudamericana y 3 Copas Colombia y Santa Fe ha ganado: 3 ligas, 3 super ligas, 1 Copa Sudamericana y 1 Copa Suruga Bank; teniendo el equipo cardenal una desventaja de 5 títulos frente al verdolaga. Estando los dos equipos entre los diez primeros clubes del mundo en un mismo lapso de tiempo, como lo registró la Federación Internacional de Historia y Estadística de Fútbol (IFFHS), siendo ambos equipos protagonistas tanto en el ámbito nacional como en el internacional.

## Datos del club

### Logros y hechos generales únicos del club
- Primicias de Independiente Santa Fe[353]
  - Primer campeón colombiano: 1948.
  - Primer equipo en anotar 10 goles en un partido profesional: 10-2 contra el Huracán el 31 de julio de 1949.[354]
  - Primer equipo en anotar 100 goles en un campeonato: 101 en 1949. El gol 102 no existió: se le acreditó un gol a todos los equipos que no jugaron sus partidos respectivos cuando se retiró el Barranquilla; ese año, Millonarios logró 99 goles durante el campeonato, y solo con los dos juegos del desempate con el Deportivo Cali llegó a 103.
  - Primer equipo en beneficiarse de un autogol: en el partido inaugural de Santa Fe en el campeonato de 1948, el domingo 15 de agosto, contra el Once Deportivo, en el Estadio Palogrande de Manizales, autogol del defensa local Sarria, que abrió el marcador.[97]
  - Primer gol en contra anulado: en el partido inaugural de Santa Fe en el campeonato de 1948, el domingo 15 de agosto, contra el Once Deportivo, en el Estadio Palogrande de Manizales.[97]
  - Primer equipo en desperdiciar un penal: en el partido inaugural de Santa Fe en el campeonato de 1948, el domingo 15 de agosto, contra el Once Deportivo, en el Estadio Palogrande de Manizales, Jesús María Lires López envió por encima del travesaño un cobro de penal.[97]
  - Primer equipo cuyo arquero anotó gol de cabeza: Camilo Vargas a Millonarios en el clásico 265, el 23 de noviembre de 2011, luego de cobro de tiro de esquina en el minuto 90 del partido.[355][356][357]
  - Primer y único club colombiano en ganar la Copa Sudamericana, al conquistarla en la edición 2015.
  - Mejor club de América en la Clasificación mundial de clubes según la IFFHS y séptimo mejor club del mundo en el registro general de 2015.[18]
  - Primer y único club colombiano en ganar un título intercontinental y en hacerlo fuera del continente americano, cuando ganó la Copa Suruga Bank 2016.
  - Único club colombiano en participar en todas las temporadas de fútbol profesional en el país, teniendo en cuenta tanto los campeonatos masculinos como los femeninos.
- Exclusividad de Independiente Santa Fe: Único equipo en anotar 10 goles en el estadio El Campín, y lo hizo dos veces: 31 de julio y 2 de octubre de 1949.

### Datos históricos
- Escalafón por títulos oficiales hombres y mujeres: 3° con 20
- Escalafón por títulos oficiales hombres: 3° con 18
- Escalafón por títulos oficiales mujeres: 1° con 3
- Escalafón por títulos oficiales nacionales: 3° con 16
- Escalafón por títulos oficiales internacionales: 2° con 2
- Escalafón por títulos Liga Profesional: 4 con 10 títulos compartido con Cali y Junior°
- Escalafón por títulos Superliga: 1° con 4 compartido con Nacional.
- Escalafón por títulos Copa: 4° con 2 compartido con Junior
- Puesto histórico: 5.º[358]
- Temporadas en  1.ª: Todas (100), desde el inicio del profesionalismo en 1948.
- Mejor puesto en la liga: 1.º, 10 veces: 1948, 1958, 1960, 1966, 1971, 1975, 2012-I, 2014-II, 2016-II y 2025-I
- Peor puesto en la liga: último (10° en 1954, 18.º en el Finalización 2007 y 20° en el Apertura 2019).

### Clasificaciones

#### Internacionales
- 7.º mejor equipo del mundo entre el 1° de enero de 2015 y el 31 de diciembre de 2015, con 240,00 puntos, según la Federación Internacional de Historia y Estadística de Fútbol; a su vez, fue el mejor equipo no europeo.[18]

- 8.º mejor equipo del mundo entre el 1 de marzo de 2013 y el 28 de febrero de 2014, con 234,00 puntos, según la Federación Internacional de Historia y Estadística de Fútbol; a su vez, fue el equipo colombiano mejor clasificado.[359]

- 8.º mejor equipo de la Conmebol entre 2011 y 2020, con 1.575,00 puntos, según la Federación Internacional de Historia y Estadística de Fútbol; a su vez, fue el segundo equipo colombiano mejor clasificado.[360]

- 10.º mejor equipo del mundo entre el 1 de enero de 2018 y el 31 de diciembre de 2018, con 237,00 puntos, según la Federación Internacional de Historia y Estadística de Fútbol; a su vez, fue el segundo equipo colombiano mejor clasificado.[361]

- 12.º mejor equipo en la tabla histórica de la Copa Conmebol; a su vez, fue el segundo mejor equipo colombiano en ese extinto torneo.[362]

- 14.º mejor equipo del mundo entre el 1° de enero de 2013 y el 31 de diciembre de 2013, con 214,00 puntos, según la Federación Internacional de Historia y Estadística de Fútbol; a su vez, fue el mejor equipo colombiano y el segundo en América.[363]

- 20.º mejor equipo en el ranking de la Conmebol 2019.[364]

- 21.º mejor equipo en el ranking de la Conmebol Libertadores 2018.[365]

- 21.º mejor equipo en el ranking de la Conmebol 2021.[366]

- 27.º mejor equipo en el ranking de la Conmebol 2022.[367]

- 30.º mejor equipo del mundo y 7.º de Suramérica en 2015, con 8032 puntos, según el portal Football Club World Ranking.[368]

- 34.º mejor equipo en el ranking de la Conmebol 2023.[369]

- 36.º mejor equipo del mundo entre 2011 y 2020, con 1.575,00 puntos, según la Federación Internacional de Historia y Estadística de Fútbol; a su vez, fue el octavo equipo de la Conmebol y segundo equipo colombiano mejor clasificado.[370]

#### Nacional
- 4.º mejor equipo en la tabla histórica del Fútbol Colombiano.

### Participaciones internacionales (25)
| Competición                      | Edición                                                                             |
| -------------------------------- | ----------------------------------------------------------------------------------- |
| Conmebol Libertadores (14)       | 1961, 1967, 1972, 1976, 1980, 2006, 2013, 2014, 2015, 2016, 2017, 2018, 2021, 2025. |
| Conmebol Sudamericana (7)        | 2010, 2011, 2015, 2016, 2017, 2018, 2023.                                           |
| Conmebol Recopa Sudamericana (1) | 2016                                                                                |
| Copa J.League-Sudamericana (1)   | 2016                                                                                |
| Copa Conmebol (1)                | 1996                                                                                |
| Copa Merconorte (1)              | 1999                                                                                |

Nota: En negrita ediciones donde el equipo se coronó campeón.

## Jugadores

### Plantilla 2025-II
- Los equipos colombianos están limitados a tener en la plantilla un máximo de cuatro jugadores extranjeros. La lista incluye solo la principal nacionalidad de cada jugador.
- Para la temporada 2024 la Dimayor autorizó la inscripción de treinta (30) jugadores a los clubes que no tienen competencia internacional.[371]

### Altas y bajas 2025-II
| Altas           | Altas          | Altas       | Altas         | Altas    | Altas   |
| Jugador         | Posición       | Procedencia | Tipo          | Costo    | Fuente  |
| --------------- | -------------- | ----------- | ------------- | -------- | ------- |
| Weimar Asprilla | Guardameta     | Tigres      | Traspaso      | $235.400 | [ 372 ] |
| Joaquín Sosa    | Defensa        | Reggiana    | Cesión        |          | [ 373 ] |
| Santiago Tamayo | Defensa        | Tigres      | Fin de cesión |          | [ 374 ] |
| Yairo Moreno    | Centrocampista | Junior      | Libre         |          | [ 375 ] |
| Marcelo Meli    | Centrocampista | Emelec      | Libre         |          | [ 376 ] |
| Jorge Ramos     | Delantero      | FAS         | Fin de cesión |          | [ 377 ] |

| Bajas          | Bajas          | Bajas                   | Bajas           | Bajas | Bajas   |
| Jugador        | Posición       | Destino                 | Tipo            | Costo | Fuente  |
| -------------- | -------------- | ----------------------- | --------------- | ----- | ------- |
| Andrés Mehring | Guardameta     | Academia Puerto Cabello | Renuncia        |       | [ 378 ] |
| Kevin Cuesta   | Defensa        | Once Caldas             | Fin de contrato |       | [ 379 ] |
| Jordy Monroy   | Defensa        | Deportivo Pereira       | Cesión          |       | [ 380 ] |
| Jown Cardona   | Centrocampista | Por definir             | Fin de contrato |       |         |
| Lucas Ríos     | Centrocampista | Cúcuta Deportivo        | Fin de cesión   |       | [ 381 ] |
| Leandro Angulo | Centrocampista | Envigado F. C.          | Cesión          |       | [ 382 ] |
| Omar Albornoz  | Delantero      | Deportivo Pereira       | Fin de contrato |       | [ 383 ] |

### Jugadores en selecciones nacionales
Nota: en negrita jugadores parte de la última convocatoria en sus respectivas selecciones.
| País     | Categoría | Jugador(es)                                                                      |
| -------- | --------- | -------------------------------------------------------------------------------- |
| Colombia | Absoluta  | Yílmar Velásquez, Yairo Moreno, Daniel Torres, Andrés Mosquera, Hugo Rodallega   |
| Colombia | Sub-23    | Jhojan Torres, David Ramírez                                                     |
| Colombia | Sub-20    | Kevin Chaverra, Jimmy Martínez                                                   |
| Colombia | Sub-17    | Santiago Mora, Carlos Nemocón, Jacob Gómez, Juan Diego Rodríguez, Marlon Balanta |

### Jugadores cedidos
Jugadores que son propiedad del equipo y son prestados para actuar con otro conjunto, algunos con opción de compra.
| Cedidos           | Cedidos        | Cedidos           | Cedidos                 |
| Jugador           | Posición       | Cedido a          | Hasta                   |
| ----------------- | -------------- | ----------------- | ----------------------- |
| Juan Espitia      | Guardameta     | Patriotas Boyacá  | 31 de diciembre de 2025 |
| Alejandro Moralez | Defensa        | Real Cartagena    | 31 de diciembre de 2025 |
| Alexander Porras  | Defensa        | Patriotas Boyacá  | 31 de diciembre de 2025 |
| Luis Rentería     | Defensa        | Patriotas Boyacá  | 31 de diciembre de 2025 |
| Jordy Monroy      | Defensa        | Deportivo Pereira | 31 de diciembre de 2025 |
| Davinson Ibarra   | Centrocampista | Tigres            | 31 de diciembre de 2025 |
| Juan Aristizábal  | Centrocampista | Patriotas Boyacá  | 31 de diciembre de 2025 |
| Kevin Cortés      | Centrocampista | Boyacá Chicó      | 31 de diciembre de 2025 |
| William Ovalle    | Centrocampista | Patriotas Boyacá  | 31 de diciembre de 2025 |
| Sebastián Bonilla | Centrocampista | Por definir       | Por definir             |
| Leandro Angulo    | Centrocampista | Envigado F. C.    | 30 de junio de 2026     |
| Jehan Arcila      | Delantero      | Por definir       | Por definir             |
| Jersson González  | Delantero      | Deportes Tolima   | 31 de diciembre de 2025 |
| Yan Carlos Vega   | Delantero      | Real Cundinamarca | 31 de diciembre de 2025 |

### Jugadores cedidos en el club
Jugadores que son propiedad de otro equipo y están prestados en el club, algunos con opción de compra.
| Cedidos en el club | Cedidos en el club | Cedidos en el club | Cedidos en el club      |
| Jugador            | Posición           | Cedido desde       | Hasta                   |
| ------------------ | ------------------ | ------------------ | ----------------------- |
| Yeicar Perlaza     | Defensa            | Atlético Nacional  | 31 de diciembre de 2025 |
| Joaquín Sosa       | Defensa            | Bologna            | 30 de junio de 2026     |
| Omar Fernández     | Delantero          | León               | 31 de diciembre de 2025 |

## Entrenadores

### Dirección técnica actual
Cuerpo técnico y directivos del Independiente Santa Fe.
| Dirección técnica actual | Dirección técnica actual | Dirección técnica actual | Dirección técnica actual |
| ------------------------ | ------------------------ | ------------------------ | ------------------------ |
| Entrenador:              | Jorge Bava               | Asistente técnico 1:     | Bruno Piano              |
| Asistente técnico 2:     | Ignacio Turrén           | Preparador físico:       | Mauricio Ferraro         |
| Entrenador de porteros:  | Róbinson Zapata          | Analista de video:       | Kevin Chacón             |
| Médico:                  | Rafael Montaña           | Kinesiólogo 1:           | José Rendón              |
| Kinesiólogo 2:           | Eduardo Tijaro           | Kinesiólogo 3:           | Andrés Herrera           |
| Utilero 1:               | William Mora             | Utilero 2:               | Jairo Suárez             |
| Gerente deportivo:       | Alexander Ochoa          |                          |                          |

## Presidentes
| Periodo                | Periodo                | Presidente                    |
| Inicio                 | Final                  | Presidente                    |
| ---------------------- | ---------------------- | ----------------------------- |
| 1941                   | 1941                   | Gonzalo Rueda Caro            |
| 1942                   | 1942                   | Enrique Santos Castillo       |
| 1943                   | 1943                   | Enrique Holguín Pardo         |
| 1944                   | 1944                   | Henrique París Zamudio        |
| 1944                   | 1945                   | Álvaro Castaño Castillo       |
| 1945                   | 1947                   | Carlos J. Frank               |
| 1947                   | 1948                   | Luis Forero Nougués           |
| 1948                   | 1948                   | Gonzalo Rueda Caro            |
| 1949                   | 1950                   | Nazario Gómez Pinzón          |
| 1951                   | 1951                   | Bernardo Bustamante           |
| 1952                   | 1952                   | Enrique Rodríguez Nieto       |
| 1953                   | 1954                   | Hernando Carrillo Rodríguez   |
| 1954                   | 1958                   | Gonzalo Rueda Caro            |
| 1958                   | 1961                   | Jorge Ferro Mancera           |
| 1962                   | 1962                   | Gonzalo Rueda Caro            |
| 1963                   | 1963                   | Julio Ortega Samper           |
| 1964                   | 1965                   | Alfonso Ruiz Ojeda            |
| 1966                   | 1967                   | Gonzalo Rueda Caro            |
| 1968                   | 1968                   | Fernando Gómez Naranjo        |
| 1969                   | 1970                   | Julio Ortega Samper           |
| 1971                   | 1972                   | Hernando Carrillo Rodríguez   |
| 1973                   | 1981                   | Guillermo Cortés Castro       |
| 1982                   | 1982                   | Alfonso Rozo Rodríguez        |
| 1983                   | 1984                   | Javier Mejía Ramírez          |
| 1985                   | 1986                   | César Villegas Arciniegas     |
| 1986                   | 1989                   | Efraín Pachón Roncancio       |
| 1990                   | 1991                   | René López Jiménez            |
| 1991                   | 1994                   | Álvaro Aldana Méndez          |
| 1994                   | 1994                   | Enrique Villamizar Pinto      |
| 1995                   | 1996                   | Edgar Plazas Herrera          |
| 1996                   | 1996                   | César Villegas Arciniegas     |
| 1996                   | 1997                   | Samuel Calderón Salazar       |
| 1998                   | 2003                   | Hugo Fernando Prieto Sánchez  |
| 2003                   | 2007                   | Luis Eduardo Méndez Bustos    |
| 6 de febrero de 2007   | 29 de octubre de 2007  | Héctor Fabio Báez Díaz        |
| 30 de octubre de 2007  | 5 de diciembre de 2007 | Tulio César Bernal Bacca      |
| 5 de diciembre de 2007 | 18 de enero de 2010    | Armando Farfán Peña           |
| 18 de enero de 2010    | 2 de marzo de 2010     | Hugo Fernando Prieto Sánchez  |
| 3 de marzo de 2010     | 5 de junio de 2018     | César Augusto Pastrana Guzmán |
| 6 de junio de 2018     | 1 de agosto de 2019    | Juan Andrés Carreño Cardona   |
| 1 de agosto de 2019    | Actualidad             | Luis Eduardo Méndez Bustos    |

## Hinchada
Es una de las hinchadas más tradicionales de Colombia. Para 2005 realizó la bandera gigante denominada como "El Lienzo de Fe", en el 2006 elaboró la bandera más grande del mundo para ese entonces denominada "La Fuerza de un Pueblo".
La Barra 25 fue la primera barra organizada en Colombia, fundada en el año de 1970 por Hernando Ramírez y sus amigos. con la intención de apoyar incondicionalmente, fue también pionera en usar una corneta de aire comprimido o claxon, que toca un ta-ta-ta (San-ta-fe) para animar a los jugadores de su equipo en los partidos jugados en el Estadio El Campín, desde la tribuna oriental alta. Hace parte de la Comunidad Santafereña que reúne a 20 barras de hinchas santafereños que se ubican en la tribuna oriental como La Banda del Expreso.
La Guardia Albi-Roja Sur (LGARS) es la más numerosa y se denomina como barra brava de Santa Fe y actualmente organizada como fundación social y deportiva. Fue fundada el 12 de enero de 1997; por jóvenes que hacían parte de la barra Santa Fe de Bogotá (Fundada en 1991) y conocida como Los Saltarines. En los juegos de local de Santa Fe se ubica en la tribuna lateral sur y en torneos internacionales, utiliza también el costado sur de la tribuna oriental general, y la tribuna lateral norte de El Campín. Se organiza en aproximadamente 40 grupos o parches distribuidos por las localidades del Distrito Capital, cuenta con miembros en otras ciudades de Colombia y del mundo. Conocida por acompañar siempre a Independiente Santa Fe donde juegue. En los últimos años ha desarrollado labores sociales, programa radial, tienda y cuenta con una Escuela de Fútbol propia.

## Filiales del club

### Divisiones inferiores y Escuelas de Formación
Desde el año 1944, Independiente Santa Fe ha tenido divisiones inferiores. De la cantera del equipo cardenal, han salido grandes jugadores, que han sido importantes tanto para el club, como para el Fútbol Profesional Colombiano, y para la Selección Colombia, ejemplo de los jugadores salidos de sus inferiores son:
- Alfonso Cañón, tricampeón del Fútbol Profesional Colombiano, fue campeón en 1966, 1971 y 1975. Además, es el máximo goleador histórico con 146 goles, y el jugador con más partidos disputados con 505 encuentros. Es considerado el máximo ídolo de Santa Fe, además de ser considerado el mejor futbolista bogotano de la historia, y uno de los mejores en la historia del Fútbol Profesional Colombiano.[395]

- Ernesto Díaz, campeón en 1971 y 1975. Considerado uno de los mejores delanteros en la historia del club, y del Fútbol Profesional Colombiano. Destacó con la Selección Colombia en la Copa América de 1975, en la cual fue el goleador.[396]

Otros canteranos destacados son, Adolfo "Tren" Valencia, Agustín Julio, Freddy Rincón, Alonso "Cachaco" Rodríguez, Héctor "Zipa" González, Jaime Silva, Léider Preciado, Francisco Meza, Daniel Torres, Camilo Vargas, Juan Daniel Roa, entre muchos otros.
Además de las divisiones inferiores, el club tiene varias escuelas de formación distribuidas en Bogotá, donde tiene 5 sucursales, y también en Cali, Armenia, Sincelejo y Cúcuta. Además, el club tiene escuelas en los municipios de Cajicá, Funza, Chía y en el sector de Siberia en el departamento de Cundinamarca.

### Equipo Femenino
Su equipo femenino juega la Liga Profesional Femenina de Fútbol de Colombia, siendo así el único club que ha jugado todas las ediciones profesionales del fútbol colombiano (incluyendo todos los torneos masculinos y femeninos). En 2017 las leonas se coronaron campeonas de la primera Liga Profesional Femenina de Fútbol de Colombia, logrando igualar el reconocimiento obtenido por el equipo masculino en 1948. Y logrando una de las mayores asistencias en el fútbol femenino a nivel mundial.

## Marcas del club
- SFE -  marca oficial del club
- Ind. Santa Fe Sports (TV)
- Santa Fe Movíl
- IS-Radio
- Santa Fe Media Digital (Marca exclusiva)

## Palmarés
Nota: en negrita competiciones vigentes en la actualidad. Indicado el récord del torneo  y el compartido 
Torneos nacionales (16)
| Competición nacional        | Títulos                                                                | Subcampeonatos                                     |
| --------------------------- | ---------------------------------------------------------------------- | -------------------------------------------------- |
| Categoría Primera A (10/7)  | 1948, 1958, 1960, 1966, 1971, 1975, 2012-I, 2014-II, 2016-II y 2025-I. | 1963, 1979, 2005-I, 2013-I, 2017-II, 2020, 2024-I. |
| Copa Colombia (2/3)         | 1989, 2009.                                                            | 1950-51, 2014, 2015.                               |
| Superliga de Colombia (4/0) | 2013, 2015, 2017, 2021.                                                |                                                    |

Torneos internacionales (3)
| Competición internacional        | Títulos | Subcampeonatos | Subcampeonatos |
| -------------------------------- | ------- | -------------- | -------------- |
| Copa Sudamericana (1/0)          | 2015.   |                | [ n 1 ]        |
| Copa J.League-Sudamericana (1/0) | 2016.   |                | [ n 1 ]        |
| Recopa Sudamericana (0/1)        |         | 2016.          | [ n 1 ]        |
| Copa Conmebol (0/1)              |         | 1996.          | [ n 1 ]        |
| Copa Merconorte (0/1)            |         | 1999.          | [ n 1 ]        |
| Copa Simón Bolívar (1/0)         | 1970.   |                | [ n 2 ]        |
|                                  |         |                |                |

## Escalafón

### Escalafón de laIFFHS
- Clasificación Mundial de Clubes (Top 10): 7.º (240,00 puntos).

Actualizado al 7 de enero de 2016.

### Escalafón de laCONMEBOL
- Clasificación de Clubes: 21.º (3004 puntos).

Actualizado al 3 de febrero de 2021.

## Otras secciones deportivas
Además del equipo de fútbol, Independiente Santa Fe ha tenido otros equipos de otros deportes a lo largo de su historia. Entre los equipos deportivos, destacan los equipos de baloncesto y el de fútbol sala.

### Equipo de baloncesto
En 1943, Independiente Santa Fe tenía una buena cantidad de socios y una economía estable. Estos factores, le permitieron crear un equipo de baloncesto. En su primer año de competencia, Santa Fe logró buenos resultados y terminó subcampeón de su primer torneo de esta disciplina. En los años siguientes, se reforzó al equipo masculino, y se formó además el equipo femenino. Gracias a esto, se consiguieron varios títulos siendo el más importante el logrado en el año 1949, cuando Santa Fe se coronó como campeón del Torneo Departamental de Cundinamarca.

#### Títulos
- Baloncesto: Torneo Departamental en 1949.

### Equipo de fútbol sala
Santa Fe también tuvo un equipo de fútbol sala a mediados de la década del 2000. El equipo cardenal, representó a Colombia en la Copa Libertadores de fútbol sala 2006, en la que ganó la zona norte y clasificó a la final del torneo, donde se enfrentó al equipo brasileño Malwee/Jaraguá. Santa Fe perdió los 2 partidos de la serie, y se quedó con el subcampeonato del torneo continental que se realizó en Fusagasugá, Colombia.

#### Palmarés
- Subcampeón de Copa Libertadores de fútbol sala en el 2006.